# 〈物語〉シリーズ
『〈物語〉シリーズ〉』（モノガタリシリーズ）は、『化物語』（バケモノガタリ）を始めとする西尾維新によるライトノベルシリーズ。「化物語シリーズ」とも。イラストはVOFAN。講談社BOXより刊行。シリーズ第1作である『化物語』は、2006年11月に同レーベルの最初の刊行作の1つとして出版された。
メディアミックスとして、2009年のテレビアニメを皮切りに、ドラマCD・ゲーム・劇場版アニメなど他媒体へも進出している。

## 概要
21世紀初頭の日本の田舎町を舞台とした、阿良々木暦（あららぎこよみ）と彼が出会った少女たちの、「怪異」に関わる物語。
サブタイトルは、メインキャラクターの名前+怪異の名前で構成されることが多い。同作者による作品『戯言シリーズ』が多くのキャラクターを登場させているのに対し、本作品は1話ごとに1人の登場人物にスポットを当てるという『アンチ戯言シリーズ』の一面を持っている。挿絵は少なく、表紙のカラーイラスト及び各話1枚のモノクロイラストのみである。
本作に登場する「怪異」は作者の創作による。本作のストーリーは怪異を解決するという筋立てだが、コメディ要素が強く押し出され、漫才のようなギャグが続く会話シーンに多くのページが割かれている。これには数々のパロディや、文章ならではのメタフィクショナルな表現も多く、作者は「メディアミックス不可能な小説」というコンセプトで書いたと語っている。メディアミックス作品の発表以降はそれらをネタにした描写も多い。更にはラブコメ要素やアクション要素も含まれており、西尾は書きたいことを書き連ね、楽しんで書いた作品であると語り、自ら「自信作」と評している。
シリーズは2014年刊行の『続・終物語』で完結となった ものの、同作の巻末では「ネクストシーズン」の『接物語』（2025年10月刊行予定）が発表され、2015年には「オフシーズン」として新たな作品が刊行された。また2017年から2021年にかけては「モンスターシーズン」が刊行され、2023年から「ファミリーシーズン」が刊行された。
漫画版は大暮維人の作画で『週刊少年マガジン』（講談社）に、2018年15号（2018年3月14日発売）から2023年15号（2023年3月15日発売）まで連載された。

## 制作背景
当初は空き時間を利用して書かれた短編3部作として『メフィスト』投稿用にイラストが無いことを前提に作成されたが、イラスト付きでシリーズ化された。前作『戯言シリーズ』がライトノベルとして受け入れられていったため、西尾は方向転換して堅い小説を書くことを考え、そのアプローチで文学的作品を意識して書かれたのが第1話「ひたぎクラブ」であった。単純なライトノベルから文学への移行ではなく、活字だけでライトノベルは実現できるのか、という実験の面もあった。ただ、そのような方向性で書かれたのは『化物語（上）』収録の第3話「するがモンキー」までであり、『化物語（下）』は執筆する段階でイラストがつくことが決まっていたため、話の方向性が変わっている。また、アニメ化されることを知らなかった時点で書かれた『傷物語』と、アニメ化されることを知った時点で書かれた『偽物語（上）』でも、雰囲気は変わっている。

## 作品展開

### 本編
本編は2023年5月現在でファーストシーズン、セカンドシーズン、ファイナルシーズン、オフシーズン、モンスターシーズン、ファミリーシーズンからなる六部構成である。

#### ファーストシーズン
『化物語（上・下）』、『傷物語』、『偽物語（上・下）』、『猫物語（黒）』の6巻。全9話で構成されている。
阿良々木暦と怪異に纏わる6人の少女たち（ひたぎ、真宵、駿河、撫子、翼、忍）の出会いと、2人の妹（火憐、月火）について描かれる。各巻のタイトルは当初は「人偏（亻）の字のつく漢字+物語」 だったが、最後のエピソードのみ獣偏となっている。セカンドシーズン発表後に便宜上「ファーストシーズン」と呼ばれるようになった。物語は全て暦の一人称視点で語られる。時系列は暦の高校二年生から三年生になる春休みの時期に始まり、1学期、そして夏休みの時期までを描く。

#### セカンドシーズン
『猫物語（白）』、『傾物語』、『花物語』、『囮物語』、『鬼物語』、『恋物語』の6巻。全6話で構成されている。
『猫物語（黒）』で当初の予定であった暦とその周辺の人物の物語は一通り終了したが、『化物語』のアニメ化に触発されて「セカンドシーズン」が発表された。セカンドシーズンはファーストシーズンに登場したヒロイン6人（翼、真宵、駿河、撫子、忍、ひたぎ）をテーマに、さらに深く掘り下げる内容となっている。暦だけでなく、サブタイトルに冠せられているヒロインの視点で物語が進行するエピソードも多い。タイトルの漢字に画一的な決まりはないが、2 - 4作目のタイトルの漢字にはそれぞれ「化」に見える部分が含まれる。3カ月に1作と、ファーストシーズンに比べハイペースで刊行され、2011年12月に最終巻が発売された。時系列的には主に暦の高校三年生の2学期から3学期の時期にかけてだが、「花物語」のみ暦卒業後のエピソードとなる。作中で残った幾つかの謎は「ファイナルシーズン」に持ち越される。

#### ファイナルシーズン
『憑物語』、『暦物語』、『終物語（上・中・下）』、『続・終物語』の6巻。全21話で構成されている。
2011年末に『恋物語』の巻末にて発表され、2012年9月より刊行開始。当初は物語シリーズ終焉三部作として発表されていた（『憑物語』『終物語』『続・終物語』）。2013年5月に作中での一年を振り返る短編集『暦物語』が急遽刊行され、『終物語』は予定よりページ数が多くなり上中下巻構成となったため全6巻となった。再び阿良々木暦に焦点が当てられ、シリーズの総決算となる。前のシーズンに登場していた余接、扇、忍、真宵、ひたぎ、新キャラクターの育、そして主人公の暦をタイトルに冠したエピソードとなる。

#### オフシーズン
『愚物語』、『業物語』、『撫物語』、『結物語』の4巻。全12話で構成されている。
2015年8月、西尾の著作『掟上今日子の挑戦状』の巻末にて発表され、2015年10月より刊行開始。完結した物語シリーズのその後のエピソードや前日談を集めている。1冊に3～4話の短編・中編を収録している。いずれも「第零話」とされており、ここから物語が始まる「第零話集」としている。本編の主人公だった暦は『結物語』を除きほとんど登場せず、語り手もそれぞれ異なる。育、駿河、月火、キスショット（忍）、火憐、翼、撫子、そして新キャラクターの全歌、臨、みとめ、葛をタイトルに冠したエピソードとなる。時系列も600年前、暦の卒業後、セカンドシーズンやファイナルシーズンの時期の裏話など様々。

#### モンスターシーズン
『忍物語』、『宵物語』、『余物語』、『扇物語』、『死物語（上・下）』の6巻。全9話で構成されている。
2017年1月、『結物語』の巻末にて発表され、2017年7月より刊行開始。大学に進学した暦を主人公とした大学生編と、撫子の成長を描いた洗人編で語り部もそれぞれ暦、撫子となっている。

#### ファミリーシーズン
2023年5月より刊行開始。『戦物語』の1巻が刊行されている。

### 番外編

#### クロスオーバー作品
- 『混物語』は西尾維新の他シリーズとのクロスオーバー作品。劇場版「傷物語」の来場者特典として配布されており、「きょうこバランス」「じゅんビルド」「のみルール」「まゆみレッドアイ」、「くろねこベッド」、「りすかブラッド」、「ひていクリア」、「いおりフーガ」、「しおぎレンジャー」、「あかりトリプル」、「りずむロックン」、「みここコミュニティ」が存在する。これらは電子書籍として個別に販売された後、2019年2月に書き下ろし「くうインビジブル」「らいルーレット」「まごころフィニッシャー」を加えて、一冊に纏めて刊行された。

- 『月物語』は羽海野チカの「3月のライオン」とのクロスオーバー小説。「3月のライオン」特装版12巻の特典となっている。

- 『緊急対談！戯言遣い×阿良々木暦』は西尾維新の戯言シリーズとのクロスオーバー作品[12]。西尾維新デビュー20周年記念で作られた映像作品。

#### 短々編
本編とは直接絡まない番外編のショートショート。いくつかの媒体で発表されている。一部の作品は2024年9月11日刊行の『短物語』にまとめられた。本編のような怪異譚の要素は少なく、デートや読書などの日常が描かれているものが多い。下記のメディアミックス作品同様本編のパラレルワールド的な扱いを受けているが、「いおりフーガ」では下記共々本編との区分けが曖昧になりつつあることが触れられている。
一覧は#短々編_2を参照。

### メディアミックス
本来、メディアミックス不可能というコンセプトで書かれた小説だが、2009年には『化物語』が、2012年には『偽物語』と『猫物語（黒）』が、2013年には「セカンドシーズン」が、2014年には『憑物語』が、2015年には『終物語（上・中巻）』が、2016年には『暦物語』が、2017年には『終物語（下巻）』がアニメ化された。また『傷物語』は三部作の劇場アニメ化と発表され、2016年から2017年にかけて〈I 鉄血篇〉、〈II 熱血篇〉、〈III 冷血篇〉が公開された。2012年、『化物語』と『偽物語』のBlu-ray&DVDの売上累計が100万枚を突破した。2015年には『〈物語〉シリーズ』のBlu-ray&DVDの出荷累計が200万枚を突破した。
この他にもアニメ版の次回予告の脚本やキャラクターコメンタリー、ドラマCD『佰物語』、公式サイトの企画で登場キャラクターが七夕に願った短冊の文章も西尾本人が書いている。これらのメディアミックス作品については、本編のパラレルワールド的な扱いだが、クロスオーバーとしてアニメ版やドラマCDのネタの一部は本編に登場する。
アニメ<物語>シリーズヒロイン本には西尾維新による占い「ブラック羽川の十二猫座占い」、絵本「まいごのかたつむり」、童話「うつくし姫」が掲載されている。
千石撫子が描いた漫画として原作・西尾維新、作画・遠山エマで『キミとなでっこ!』が制作されており、ヒロイン本、ARIA、DVD・BD特典小冊子、『ほぼ日手帳公式ガイドブック2015』に現4話が掲載されている。
また、『ほぼ日手帳公式ガイドブック2015』には西尾維新による「阿良々木暦、羽川翼、千石撫子が書いたほぼ日手帳」が掲載された。

## 内容

### あらすじ
とある田舎町の男子高校生・阿良々木暦は、街に現れた瀕死の女吸血鬼を助けたことがきっかけで、吸血鬼もどきの人間となってしまう。女吸血鬼はその力を封じられたものの、「怪異の王」たる吸血鬼の出現はこの街の霊的エネルギーを乱し、様々な怪異の類が出没するようになる。暦はそうした怪異に憑かれた少女と出会い、彼女たちを助けるうちに人間的に成長していく。

### 登場人物
「声」は特記のない限り各メディアミックス作品共通。

#### 主要人物
阿良々木 暦（あららぎ こよみ）
声 - 神谷浩史
本作の主人公。語り部ではない話を含めファイナルシーズンまでのシリーズ全作品及び「結物語」に登場し、「こよみヴァンプ」の当事者である。地方都市にある私立直江津高校3年生。瀕死の吸血鬼・キスショットを救うべく自身の血液を捧げた結果、自身も吸血鬼になってしまう。メメの提案により、吸血眷属の能力の連動性を利用し、キスショットの血を限界まで吸うことで吸血鬼もどきの人間となる。
忍の吸血跡を隠すため、髪を伸ばしている。アニメ版では片目が髪で隠れており、感情に合わせて生き物のように動く大きなアホ毛がある。身長：165cm（ひたぎより数ミリ低い）、体重：55kg。4月生まれ。名付け親は祖父。右利きだが、年代物の腕時計を右腕に巻いている。通学用のママチャリとツーリング用のマウンテンバイクの2台の自転車を保有していたが、どちらも怪異により損壊した。高校卒業後家を出て、自動車免許を取り、両親から「高校の卒業祝い」としてもらったニュービートルに乗っている（「世界一かっこいいフォルム」と絶賛するほど気に入っているが駿河からはダサイと酷評された）。
シリアスパートでは、怪異の災難を被った少女達を救済するために日々腐心し、ギャグパート（各ヒロインとの会話）においては基本的にツッコミ役である。中学生までは成績優秀だったが、高校に進学後は数学以外は落第点をとることが恒例の落ちこぼれとなった。3年生5月時点での偏差値は46。春休みに翼と出会い、3年で同級になった彼女によりクラスの副委員長に任命された。
お人好しで困っている人を見捨てられない。「化物語」開始時点ではクールでニヒルな皮肉屋だったが（高校1年の時のある出来事をきっかけにそのような性格になった）、話が進むごとに軟派なキャラクターになっていき、ニヒルで皮肉屋だった頃を「貯金」と称するなど性格上の凋落が見られる。また特殊な性的嗜好を見せることもあり、物語が進むにつれてエスカレートしている。中学2年から身長が伸びず、あまり上背がないことを気にしている。たびたび知識のなさを周りから指摘され自覚もしているが、語彙に関しては豊富で、常用でない四字熟語や単語を多用する。性格にはやや自罰的な面がある。友達が少なく、そのことをよくネタにされる。暦は自身を目立たない生徒と認識しているが、翼によれば「悪目立ち」しており、また駿河と知り合って以降、有名人である駿河から慕われていることで後輩女子の間で有名になっているなど、暦自身が語る人物像と他の登場人物視点からの描写には乖離が見られる。他にも、両親が警察官であることは暦が他人に語りたくない情報であるらしく、翼が語り手となった際に判明した。
怪異絡みの事件解決に協力した女子達からは総じて好意を寄せられているが、ほとんど気付いていない。それがさらなる怪異絡みの事件の原因になったこともあり、周囲の人間や怪異からよく鈍感と評される。メメに対する対応は皮肉っぽいが信頼の裏返しとされ、ひたぎや翼にはツンデレの扱いを受ける。関わった事件の影響で猫が苦手。
「まよいマイマイ」でひたぎに告白され、交際を始める。その後、「つばさキャット」でファーストキスを経験している。
火憐と月火という中学生の妹がおり、毎朝起こされている。子供の頃からの癖が抜けず妹を「ちゃん」付けで呼んでいるのが恥ずかしいため、かつては人前で妹2人を名前で呼ばないように気をつけていたが、「つばさファミリー」からは（時系列を無視して）、ウザいから とその縛りを無くした。妹達に対して過保護気味に接し、妹達からも慕われており、ひたぎ達からは「異常なまでに仲がいい」と評されている。
上述のように暦の持つ吸血鬼の力は眷属の階層的に上位である忍の力と連動しているため、吸血鬼となった当初は身体能力・治癒力が超凡であったが、キスショットが忍の姿でいる間は、人並み外れた回復力がある程度に留まっている。しかし、忍が暦を吸血することで力を取り戻し、暦の身体能力も上昇する。一方がもう片方を殺せばすぐにでも元の姿に戻れるのだが、本人達にそのつもりはない。力だけではなく内面や精神的な部分も共有しており、暦のクールキャラが崩れたのは忍（当初のキスショット）の影響であるらしい。現在はその逆で、暦が忍に性格や好きな人、漫画等の影響を与えている。「よつぎドール」にて、自身の姿が鏡に映らない、骨折しても瞬時に回復するなどの変化が現れ、自身が生まれながらの吸血鬼になりかかっていることが判明した（ただし厳密には生まれながらとは先天性・後天性による区分ではなく、吸血鬼に吸血されたか否かという外因的・内因的区分のうちの後者である）が、「くらやみ」のために忍とのペアリングが切られ、さらに一度死んだことでリセットがかかり、その後忍とのペアリングを回復するという経緯を経て元と同レベルの吸血鬼度に戻った。
私立直江津高等学校卒業後は、国立曲直瀬大学理学部数学科に補欠合格。友達を作れない者同士、ひたぎと育と3人で過ごしていた。本編の5年後の物語である「結物語」では、警察庁に入庁して警察官僚（いわゆるキャリア）になり、4ヵ月の研修期間中、新たに発足した直江津署風説課に配属された。
戦場ヶ原 ひたぎ（せんじょうがはら ひたぎ）
声 - 斎藤千和
本作のヒロイン。蟹に行き遭った少女。初登場は「ひたぎクラブ」。「ひたぎクラブ」「まよいマイマイ」「するがモンキー」「つばさキャット」「かれんビー」「つばさタイガー」「ひたぎエンド」「こよみフラワー」「ひたぎランデブー」のメインキャラクター。メインヒロインではあるが、出番の全くない話も少なからずあり、素行の悪さも併せて「名ばかりヒロイン」「ヒドイン」などと自虐することも多い。身長：165cm（暦より数ミリ高い）、体重：不明、誕生日：7月7日（蟹座）、好きな小説家は夢野久作。
成績優秀で教科書類は全部暗記している。3年生5月時点での偏差値は74。髪は腰まで伸ばしており、儚げな美貌と難病という身の上からクラスの中では「深窓の令嬢」という位置づけ。同級生や教師とほとんど話さず、暦とは高校の3年間同じクラスだが「ひたぎクラブ」まで交流がなかった。中学生の頃は陸上部のスターで性格も明るく、バスケットボール部のスターだった後輩の駿河と合わせてヴァルハラコンビ と呼ばれていた。「かれんビー」以降は暦に「ヶ原（ガハラ）さん」という愛称で呼ばれる。それに対し、暦に「こよこよ」というあだ名をつけ二人っきりのときのみそう呼ぶようになったが本人からは拒否・忌避されている。「ひたぎランデブー」で暦がホワイトデーに何のプレゼントやサプライズも用意していなかったことを理由に絶対服従を要求し、暦に自分を「ひたぎ」と呼び捨てにさせ、自分も「暦」と呼び捨てにした。
本性は相当な毒舌家で自他共に認めるツンデレ（暦によると「デレないので、ツンデレというよりツンドラ」）。怪異の影響下にあった頃はホッチキスやカッターナイフなどの文房具を大量に常備し、体重を人並みに見せかけるための重しや武器として使っていたが、「するがモンキー」の頃には持ち歩かなくなった。「まよいマイマイ」で暦に告白して正式に交際を始める。恋仲になっても相変わらず毒舌だが、実際は暦に深い信頼と愛情を抱いており、セリフの端々にもそれが感じられる。異常に攻撃的で嫉妬深く、独占欲も強いが、駿河には寛容に振舞う。後述の理由による貞操観念の高さとは裏腹に、性表現では駿河の師であり彼女以上に際どい発言をすることもある。ただし本人によると「（駿河を）エロに引き込んだが変態に引き込んだ覚えはない」。
時期不詳だが翼による人格更生用プログラムを受けさせられていたらしく、その兆候が「かれんビー」では顕著に見られ、翼のことを恐れている節がある。とはいえ、基本的には良好な友人関係を築いていることが「つばさタイガー」にて描かれている。「おうぎダーク」のエピローグで、卒業式で帰国した翼と再会した際には翼ともお互いに下の名前を呼び合うようになった。
「かれんビー」と「つきひフェニックス」の間に過去の自分にけじめをつけ、髪を短くし、暦に対して過剰なまでにデレる（暦によると「ツンドロ」）ようになり、暦を携帯電話の恋人割引に加入させるなどバカップルぶりを披露し、暦や翼に対して毒舌を披露しなくなった。しかし毒舌家であることは変わらず、高校卒業後はより過激になり、再び暦に対しても振るうようになった。
かつては周囲に壁を作る目的もあり、漫画や小説に限らず様々な本を読んでおり、それらに関する話題も豊富。絵もうまく、教科書の余白に『鋼の錬金術師』のイラストを描いている。お洒落にも気を使っているらしく、学校では女子の間での流行に乗り、自宅には高価そうなドライヤーが置いてある。
母親が悪徳宗教団体に入信し、中学卒業間際に教団幹部から強姦されそうになったことをきっかけに「おもし蟹」に行き遭った。その後、泥舟等5人の詐欺師に立て続けに騙されたことから攻撃的かつ用心深い人格が形成された。
かつては、豪邸に住むほどの裕福な家庭だったが、悪徳宗教団体への支払のため莫大な借金を抱え、両親は離婚。現在は安アパート『民倉荘』で父親と二人暮らしをしている。
5年後となる「結物語」では、外資系の海外企業に就職し、金融トレーダーとして世界の経済を動かしている。暦とは遠距離恋愛中。
八九寺 真宵（はちくじ まよい）
声 - 加藤英美里
蝸牛に迷った少女。初登場は「まよいマイマイ」。「まよいマイマイ」「まよいキョンシー」「しのぶタイム」「こよみサンド」「まよいヘル」「まよいスネイル」のメインキャラクター。ツインテールの小学生で、5年3組在籍。背中に巨大なリュックを担いでいる。母方の姓は綱手（つなで）。
母の日に浪白公園で暦と出会う。人見知りで言葉遣いは丁寧だが慇懃無礼。慣用句をよく言い間違える。暦の名前を毎回のように間違え（阿良々々木、ありゃりゃ木、阿良木など）、噛みましたと言うのが定番のやりとりである。しばしば暦を物理的にも噛む。暦との掛け合いではセンスある切返しを見せ、暦にとって会話に一番面白みのある相手である。毎度のように暦から出会い頭にセクハラを受け、喧嘩になる。初めこそじゃれ合いの様なものだったが、回を追う毎にエスカレートし、阿良々木家へ連行されたこともある。だが、彼女自身これを楽しんでいる節があり、何もしないと逆に話もせずに離れていってしまう。最終的には「自分から襲いかかるのが最も安全」という判断に達した。
実は「迷い牛」という怪異であり幽霊（地縛霊）。11年前、両親が離婚し離れて暮らすことになった母親に会いに行く途中、信号無視の車による交通事故で死亡し、怪異となった。自力で目的地にたどり着けないという怪異の特性上、事故以来ずっとさまよい続けていたが、暦やメメの協力によって目的地にたどり着いたことで地縛霊から浮遊霊になる（本人によると「二階級特進」）。しかし、迷い牛としての特性を発揮しなくなったため「くらやみ」の標的になってしまい、再び「迷い牛」に戻って人を迷わせ続けるか成仏するかという選択を迫られる。「迷い牛」に戻ることを拒んだ真宵は、暦に別れを告げて成仏した。そして暦の考えにより、「くらやみ」の事件に関わった人間、怪異と扇（女性）以外はこの事実を知らなかった。
成仏後、親よりも先に死んだ罰として、地獄の入口「賽の河原」で石積みを繰り返すという罰を受けていた。その中で地獄に落ちた暦の案内役を伊豆湖に頼まれた際に、暦に強引に連れられ、再び幽霊として現世に戻った。そして「くらやみ」から逃れるため、空っぽの北白蛇神社の神の座を埋めるため、という二つの理由から、伊豆湖に任命され、北白蛇神社の神になった。なお、常に神社に居続けるわけではなく、自由に出歩くことも出来る（当人曰く「パトロール」）。
生年で比較すると暦より3歳年上の21歳 となる。「まよいキョンシー」では、真宵が交通事故で死亡しなかった世界において暦と忍の危機的状況に、成人後の姿で登場した。「こよみリバース」では、鏡の世界の北白蛇神社の神、かつ成人後の姿で登場。
神原 駿河（かんばる するが）
声 - 沢城みゆき
猿に願った少女。初登場は「するがモンキー」。「するがモンキー」「なでこスネイク」「するがデビル」「こよみウォーター」「しのぶメイル」「するがボーンヘッド」のメインキャラクター。暦達より1学年下の後輩で、直江津高校の弱小バスケットボール部を全国区クラスにまで押し上げたスター。女子バスケット界では「神速天使」と呼ばれていた。身長は高くないが運動神経と身体能力は抜群で、自分より背の高い暦を飛び越せるほどの超人的な脚力を持つ。ひたぎとは中学以来の先輩・後輩関係であり、出会った当初は勧誘に来た彼女に暴言を吐いて追い返していたが、取り巻きから自身を守ろうとする彼女の計らいに気付いたことで心酔し、先述の通りヴァルハラコンビと称される関係となる。名付け親は駿河自身。ひたぎ卒業後は「がんばる駿河ちゃん」と名乗ったが定着しなかった。旧姓・臥煙（がえん）。
暦に「甘言褒舌（かんげんほうぜつ、暦の造語）」と称されるほどのプラス思考でやたらと暦やひたぎを賞賛し、勤勉で人当たりも良く爽やかな性格。非公式ファンクラブ「神原スール」があるほど 後輩の女子にも好かれ面倒見が良い。実はBL好きな腐女子で、レズビアン、マゾ、露出狂、欲求不満で、それらを肯定している。その言動から、他の登場人物には猥褻な印象を持たれることもあり、メメからは「エロっ子ちゃん」と呼ばれた。
ひたぎを熱愛し、そのことにある種の誇りを持っており、それを否定されることを嫌う。ひたぎと交際するようになった暦を嫉妬心から一時期ストーキングしていたため、暦とひたぎの関係に関する話題が豊富。ルーズな面があり、自室では常に下着姿か全裸で過ごし、自室も当人が畳の色を忘れていたというほど汚い状態のまま放置しており、暦は初訪問から高校を卒業するまで、月に2回定期的に掃除に来ていた（なお、卒業後も度々訪問している）。しかし他人には変なところで厳しく、自罰的なところもあるため、周囲からは真面目と評されている。「かれんビー」以降髪を伸ばしていたが、「するがデビル」エピローグで暦に切ってもらい再びショートカットに戻した。じゃんけんや花札などの単純に運を競う勝負事には滅法弱い。
両親は駿河が小学生の時に交通事故で死亡し、父方の祖父母の家に引き取られている。
高校入学時、ひたぎが抱えている怪異の問題に気づき、それを解決しようとしたが拒絶され、離れている間に暦がその問題を解決しひたぎと付き合いだしたことで暦を憎むようになる。母・遠江が残した「悪魔の手」に「先輩と昔のような関係に戻りたい」と願ったが、悪魔はその裏にあった「暦を排除したい」という願いを叶えようとした。しかしメメ、暦、ひたぎによりひたぎと以前のような関係に戻ったことで、暦を排除したいという願いは叶わず、左腕は悪魔の腕のままとなった。その後は暦とも良好な関係を築き、暦とひたぎが卒業する際花束をプレゼントした。メメは駿河が20歳になる頃には悪魔の手の妖力が切れて、左手は元の腕に戻ると見ていたが、ある事件から高校3年の春に元に戻った。
5年後となる「結物語」ではスポーツドクターを目指している。
なお本人を含め駿河に血縁のある女性はいずれも名前に現在の静岡県に相当する旧国名が含まれている（駿河、伊豆湖、遠江）。
千石 撫子（せんごく なでこ）
声 - 花澤香菜
蛇に巻かれ、噛みつかれた女子中学生。初登場は「なでこスネイク」。「なでこスネイク」「なでこメドゥーサ」「ひたぎエンド」「こよみウインド」「なでこドロー」「まよいスネイク」「よつぎシャドウ」のメインキャラクター。月火の小学生時代の同級生。暦が卒業した中学に在籍。一人称は「撫子」、暦を「暦お兄ちゃん」と呼ぶ（どちらも人間に戻る前までで、その後は一人称は「私」、暦を「暦さん」と呼んでいる）。身長：153cm。誕生日：6月3日（双子座）。血液型はB型。
暦が小学生時代に月火に連れられて阿良々木家に遊びに来ていたが、暦が中学生になってからは疎遠になっていた。だが、ある日、男子生徒の告白を拒否したことで「蛇切縄（じゃぎりなわ）」という呪詛に見舞われるも、暦と再会することでことなきを得る。
人の視線に敏感で、人を見ること・見られること、人に触れられる・人の体温を感じることにも強い抵抗を感じる反面、スカートをつままれても動じないなど変わった感性を持っている。無口だが笑い上戸。漫画やアニメ・ゲームが好きで、暦がツッコミに説明をつけなければならないほどのマニアックなネタをふってくることもある。運動神経は本人によると「普通に鈍い」らしいが、見知らぬ人に関わりそうになったりした場合には駿河にも匹敵する速度で逃走する。「しんどい」ことや「頑張る」を嫌い、事ある毎に「自分が怒られれば良いだけだから」と言って済ませる。クラス委員長であり、泥舟の「おまじない」によってクラスメート同士がいがみ合いを続けるようになった状況を解決するようにクラスの担任教師に押しつけられた。
内気かつ臆病な性格で、一見すると謙虚で健気に見えるが、それは他人に対して完全な無関心であるがゆえの行動であり、誰も疑わないが信用もしない（泥舟によると「心の闇どころか闇の心」）。また、メメもそのことを見抜いており、翼同様気にかける一方で警戒していた。実際の性格は基本的に幼くて考えが足らず、わがまま。かわいらしさを押し付けられることをストレスに感じており、感情が爆発すると口調や態度が攻撃的になる。「かれんビー」では暦との距離を縮めようとあの手この手で誘惑したことから、駿河から「ラスボス」と呼ばれる。しかし、暦への想いも「ずっと片想いをしていたい」という自己完結したものであった。暦の恋人であるひたぎとは面識は無かったが、暦と一緒にいるところを偶然見かけ、2人が付き合っていることを直感で理解した。「なでこメドゥーサ」にて、暦とひたぎの関係を知ったことで精神に異常をきたし、北白蛇神社の神にひたぎを亡き者にするよう願った。扇からの情報を元に北白蛇神社の神の神体の札を捜索し、その過程で忍と月火に人間的な甘さを相次いで指摘され、さらにその翌日に登校した日、担任教師にクラスの件について進展の報告を要求され、ストレスが限界に達しその担任教師とクラスメート全員を罵倒。逃げるように学校を飛び出した後、暦の自宅でご神体を発見し、暦への想いが叶わない現実や自分自身が抱える矛盾に耐え切れなくなり、暦の制止を無視して飲み込み蛇神へと変貌し、髪の毛がすべて蛇と化した。そして自分を止めようとする暦と忍を殺しかけるが、ひたぎとの交渉で卒業式の日まで先延ばしにすることにした。
神になった後は、神社に住み、説得および退治のために神社にやってきた暦を返り討ちにしながら過ごしていたが、「ひたぎエンド」にてひたぎの依頼を受けた泥舟に説得され、人間に戻ることを選んだ。体内のご神体は泥舟によって取り出され、髪の毛も元に戻った。以後しばらく入院していたが、「よつぎドール」開始時に退院した。その後は髪型をベリーショートに変え、月火の協力を得つつ漫画家への道を歩み始め、5年後の「結物語」では「千石撫子（なでしこ）」というペンネームでデビューし、現在3作目を連載中。扇いわく「人気はあまりないようだが、可愛いのに闇があると一部でカルト的な人気がある」とのこと。「つきひアンドゥ」「なでこドロー」で式神使いとしての才能を持つことが判明したため、余接経由で伊豆湖と繋がりができ、暦とは関係の無いところで怪異と関わることになり、「よつぎシャドウ」で初仕事に挑む。
羽川 翼（はねかわ つばさ）
声 - 堀江由衣
猫に魅せられ、虎に睨まれた女子高生。初登場は「ひたぎクラブ」。「つばさキャット」「こよみヴァンプ」「つばさファミリー」「つばさタイガー」「こよみストーン」「そだちロスト」「つばさスリーピング」のメインキャラクター。暦に次いで登場機会の多い人物であり、物語の発端に始まり数多くのエピソードに直接的・間接的に関わって、重要な役回りを演じている。暦やひたぎと同じクラスで、委員長を務めている。ただし、メメや忍が「委員長（ちゃん）」と呼ぶのは、彼女が委員長と言う役職について知らない「傷物語」からで暦の持っていた本に由来する。
当初は眼鏡に三つ編み姿だったが、「つばさソング」で髪を切り、「かれんビー」からはコンタクトレンズにしたが、その後は再び髪を伸ばし始めている。「つばさタイガー」終盤で髪が白黒の虎柄になったため、学校に行く前に毎朝黒く染めているが、休暇中には忘れがち。豊満な肉体の持ち主であるが、極端に着やせする性質のために気づかれにくい。
性格は真面目で、品行方正な良識人。ルールや規則に厳しいが決して杓子定規でなく、苦境にある人の立場を慮ることができ、自己犠牲（本人的には「自己満足」）も厭わない。博識で、暦に「お前は何でも知ってるな」と感心されることもしばしばだが、「何でもは知らないわよ。知ってることだけ」と返答することが通例となっている。成績は常に学年首席で実技科目も満点、落としたのは穴埋め問題1問のみ（ひたぎによれば出題者の問題作成ミス）という偉業を持つ優等生。
身長158cm、足のサイズは23.5cm。ひたぎや駿河と同じ中学の卒業生。小学生の頃から委員長で、当時のあだ名は「バサ」。今では誰もそう呼ばず、本編では忍が「バサ姉」と読んだのが唯一。
「こよみヴァンプ」にて春休みに暦と出会い、唯一の友達となる。この事件で暦からは「命の恩人」として感謝されている。彼女自身も暦に惹かれていたが、間もなく彼がひたぎと恋人同士になったために人知れず大きなストレスを抱えることになり、「つばさキャット」や「つばさタイガー」の事件を引き起こす。ゴールデンウィークにおける怪異による暴走の際は、その博識さでメメの打ち出す怪異対策をことごとく破った。分析力や推理力が並外れており必ず解答にたどり着いてしまう能力から、放置しておけば何でもない事も問題として顕在化（忍と暦の因果関係の発生など）させ、さらに自ら解決することもあるため「究極のマッチポンプ」と言われる。メメや泥舟からは苦手意識を持たれ、暦から「本物」と呼ばれている。真宵や火憐、月火など年下の登場人物たちからも絶大な信頼を得ているが、扇とは不仲。
実父は不詳。未婚だった実母は翼の出産直後にお金目当てに結婚するも、1年後に自殺。実母の夫はほどなく義母と再婚するも過労死。「羽川」の姓は義母の現在の夫のもので、現在の両親とは血の繋がりはなく、事実上の天涯孤独であり、しかも両親との関係は冷え切っている。「まよいマイマイ」で真宵の姿が見えたのも「家に帰りたくない」という思いが原因である。高校卒業後は外国に旅立ち、紛争地帯のNGOで活動している（卒業前にも下見として1カ月間ほど休学し、世界一周をしていた）。
5年後の「結物語」では戦争仲裁人「ツバサ・ハネカワ」として、世界中の戦争を次々と停戦させ、平和条約を締結させてきた。だが「世界中の国境線を消す」ことに近しいことをしたため、あらゆる国で国際指名手配犯のような扱いを受けている。
忍野 忍（おしの しのぶ） / キスショット・アセロラオリオン・ハートアンダーブレード（Kissshot Acerolaorion Heartunderblade）
声 - 坂本真綾（アニメ版） / 平野綾（佰物語/ドラマCD版）
元人間の吸血鬼。初登場は「ひたぎクラブ」。「こよみヴァンプ」「つきひフェニックス」「まよいキョンシー」「しのぶタイム」「こよみトーラス」「しのぶメイル」「あせろらボナペティ」「しのぶマスタード」のメインキャラクター。暦を生涯で2人目の「吸血鬼の眷属」へと変えた張本人。白い肌と金髪金眼で、時代がかった古風な口調で話す。「鉄血にして熱血にして冷血の吸血鬼」や「怪異殺し」の異名を持つ完全体では身長180cm以上の長身で巨乳（外見年齢は27歳）だったが、吸血鬼としての力を暦に吸い尽くされたことで力の大部分と真名を失い「人間もどきの吸血鬼」となり、外見も8歳程度の幼女となる。力を失った以降は廃墟ビルでメメと同居する。後にゴールデンウィークでの活躍からメメから名前（吸血鬼だった頃の名の「ハートアンダーブレード」=「刃の下に心あり」=「忍」という発想から）とゴーグル付きのヘルメットをもらう（これは不満だったため、「かれんビー」以降は外している）。
元は人間で当時の名はアセロラ。「うつくし姫」の称号を皇帝から与えられるほどの美貌の持ち主であったが、外面だけが評価され内面を見てもらえないことを悩んでいた。魔女の贈り物で外見が透き通り心が透き通る魔法を掛けられるが、外面を上回るほどの内面の美しさにより、多くの人間が最上の捧げ物として命を手放すようになり人間でありながら吸血鬼伝説を築くに至った。もう自分のせいで人が死ぬのを見たくないと各地を旅をしていたが、その途中でスーサイドマスターに出合い、彼女の眷属となった。現在の時代がかった口調や尊大な態度はこの時のスーサイドマスターに仕込まれたもの。実年齢を500歳と自称していたが、後に正確には8月20日時点で598年と11カ月であることを白状した。その後は約600歳とされるようになった。
あらゆる面で規格外であり、「怪異の王」とまで呼ばれた吸血鬼。再生能力が異常に強く、吸血鬼の弱点の大半を無効化できる貴重種である。周囲の霊的なエネルギーのバランスを乱し、他の怪異を引き寄せてしまうほどの強大な力を持っている。力を失って幼女の姿となった後は吸血鬼の残りカスともいうべき存在となっており、暦から定期的に吸血しないと消滅してしまう。吸血鬼としての能力（エナジードレインとブレード）は健在であり、暦の血を吸うことで力を取り戻すこともでき、外見も全盛期のものに近づけることができる。
メメが去った後は暦の影に封じられており、そこに自在に出入りできる。そのため暦の覚えた感情や感覚を一方的に共有させられているが、常時エナジードレイン状態となっているため、吸血の回数は影に潜む前より減っている。影の中にいる限りは暦の血を吸わずとも吸血鬼としてのスキルをある程度使用可能（DSを創造して遊ぶなど）。しかし影から出るとほとんどの能力を失って幼女そのものと変わらなくなり、暦を本気で殺しにかかっても全くダメージを与えられない。吸血鬼なので鏡に映らず、生活のリズムは夜型で、夜間はやや力が増す。
元々は享楽的かつおしゃべりな性格であり、態度も一見高慢で高飛車に見えるが、実際はかなり繊細なところがあり、メンタルは決して強くはない。「人間もどきの吸血鬼」になってから「かれんビー」で暦と和解するまでは全くと言っていいほど言葉を発しなくなり、周囲をいつも無言で恨めしそうに睨んでいた。和解して再びしゃべり始めて以降は、頭の悪い発言や「危ない」言動が増えている。メメから怪異の知識や現代の文化を教えられているが、後者には偏りが見られる。ミスタードーナツのドーナツが大好きで、目当てのドーナツを取られると拗ねることもある。
死に場所を求めて400年ぶりに日本を訪れたところを吸血鬼ハンターたちに襲撃され、死にかけていたところに偶然通りかかった暦に助けを求めた。吸血は死を意味すると知っていながら命を差し出した暦に感じるものがあったらしく、彼を殺すことなく自身の眷属へと変えた。その後、人間に戻ることを望む暦を元に戻そうとし、その方法が自分の死であることを暦に隠して暦のために死ぬことを決める。しかし、その意図を見抜いた翼にそのことを知らされた暦が彼女に死んでほしくないと願ったため、メメの発案によって現在の状態になった。そのことから暦に対して複雑な感情を抱いていたが、一方で異性としても意識しているようで、物語が進むにつれて彼の発言に一喜一憂することが増えている。最後は忍野忍として、暦とともに生き続けることを自分の意思で選択した。
彼女の「怪異殺し」という異名は、彼女の1人目の眷属だった「初代怪異殺し」が自らの血肉で作り上げ、彼女が受け継いだ怪異のみを斬る大太刀「心渡（こころわたり）」の字（あざな）である。暦が心渡を借りて使うこともある。
生死流という流派の剣術を研鑽しており、七大奥義『鏡花水月』『花鳥風月』『百花繚乱』『柳緑花紅』 『飛花落葉』『錦上添花』『落花狼藉』と、それらを全て同時に放つ最終奥義『七花八裂』を習得している。
『佰物語』では片言でタイトルコールを行っている。作者によるとボーカロイドのようなしゃべり方を強要されたという。
阿良々木 火憐（あららぎ かれん）
声 - 喜多村英梨
蜂に刺された少女。本格的な初登場は「かれんビー」。「かれんビー」「こよみツリー」「かれんオウガ」のメインキャラクター。中学3年生（「するがデビル」では私立栂の木高校へ進学している）で空手二段の持ち主。暦の2人の妹の内の上の妹で、妹の月火と合わせて「栂の木二中のファイヤーシスターズ」という通り名を持つ。実戦担当で、自称：正義の味方。6月生まれ、身長：170cm（後に175cm以上に伸びている）。自分より背の低い「瑞鳥（みずどり）くん」という年下の恋人がいる（詳細不明だが暦に似ているらしい）。暦によると「かわいいと言うよりも恰好いい」容姿。ホルモンの肉が好き。
月火とは四六時中、側にいるほど仲がいい。朝はいつも月火とともに暦を叩き起こしている。活発にして単純な性格でがさつな言動が見られるが、長身であることにコンプレックスを抱く、スカートやワンピースが似合わないと言われて落ち込むなど、繊細な一面も持つ。また正義の味方であることに拘り、それを否定されることを嫌う。
身体能力がずば抜けており、軽くフルマラソンを走りこむ、暦を肩車して平然としている、など平均的な同年代女子のそれを遥かに逸脱している。暦によると「吸血鬼よりも化物」。
ジャージを日常的に着用している。髪型はポニーテールで通していたが、「つきひフェニックス」で暦の発言を機にあっさりと自分の手で散切り、しばらくは前髪直線のショートカットになっていた。「しのぶマスタード」ではポニーテールに戻っている。
5年後となる「結物語」では兄と同様に警察官になり、直江津署生活安全課に配属されている。ただし火憐は高卒のため、警察官としては火憐の方が先輩になる。
アニメ版『化物語』では各編の最後に月火と一緒に暦を起こすシーンが映像化されているほか、彼女と共に次回予告のナビゲーター役を務めているが、名目的に過ぎず内容は「予告編クイズ」（これもクイズの体をなしていないことが多い）を始めるなど、実質的に雑談。
阿良々木 月火（あららぎ つきひ）
声 - 井口裕香
ホトトギスの少女。中学2年生。本格的な初登場は「かれんビー」。「つきひフェニックス」「こよみティー」「つきひアンドゥ」のメインキャラクター。暦の2人の妹のうちの下の妹で、姉の火憐と合わせて「栂の木二中のファイヤーシスターズ」という通り名を持つ。参謀担当で、自称：「正義そのもの」。4月初頭生まれ、身長：156cm。血液型：B型。自分より長身の「蝋燭沢（ろうそくざわ）くん」という年上の恋人がいる（詳細不明だが「瑞鳥くん」同様、暦に似ているらしい）。
大人しそうな外見をしているが、実際は暦や火憐以上にピーキーで、その凶暴さは街中でも有名だが、瞬時に感情を抑えられる冷静さもある。また交友関係が広く、撫子とも小学生の頃から交流があり、何度か自宅に連れてきていた。
家では和服を日常的に着ており中学では「着物が着られるから」という理由で茶道部に入っているが、火憐と違って普通にスカートやワンピースなどのいわゆる「女の子らしい」服も着る。また、髪が伸びるのが早いためにころころと髪形を変えている。「よつぎドール」の時点で暦の合格と撫子の社会復帰のための願掛けとして切るのをやめて伸ばしっぱなしにしている。
口癖は「プラチナむかつく」。
実は人間ではなく、しでの鳥（後述）という怪異が人間に擬態したものである。そのため普通の人間なら死んでもおかしくない怪我を負っても治ってしまう。髪が伸びるのが速いのもこのためである。本人はそのことには全く気づいていないが、暦には正体を知られ、火憐も人間でないことには気付いている。
5年後となる「結物語」では海外留学していたが、中退し帰国。今度はダンススクールに通ってカジノで踊るつもりらしい。
忍野 扇（おしの おうぎ）
声 - 水橋かおり
女性
メメの姪を名乗る人物。初冬に直江津高校の1年に転校してきた女子生徒。初登場は「まよいキョンシー」。「こよみマウンテン」「おうぎフォーミュラ」「そだちリドル」「そだちロスト」「おうぎダーク」のメインキャラクター。
駿河によると「逸脱してかわいらしい」容姿。黒髪のショートヘアと真っ黒な瞳が特徴。黒い手袋を着けており、アニメではサイズの合わない制服を着ており、手が袖で隠れている。常に不敵な笑みを浮かべており、暦のことを「先輩」と呼び、その態度こそ慇懃だが、内容は極めて無礼で平然と愚か者呼ばわりする。翼とは互いに嫌いあっている。メメ同様に屁理屈をあわせた雑学を披露する。自称：ミステリーマニアであり、叔父であるメメを彷彿とさせるフィールドワークのスキルと安楽椅子探偵ばりの推理力を持つ。転校初日に学校の正確な見取り図を描き上げるという奇癖を持つ。
暦の「（君は）何を知っている?」や「教えてくれ」という問いに対して「私は何も知りません。知っているのはあなたです」と返すのが口癖。
初対面であるはずの撫子の名を口走り、「まだ知り合ってなかった」と自戒するなど、違う時系列とつながっていることが暗示されている。他人に対して自分の意見・主張を鵜呑みにさせ、意識に刷り込ませて行動を誘導する怪能力じみた会話術を持ち（本人によると「聞き上手」）、撫子に神体を取り込むよう促したり、呪い返しを受けていた中学生に泥舟を襲うように唆したり、正弦を「ある目的」で暦に差し向けたりするなど、物語中で起こる事件の裏で幾度となく暗躍しており、余接から「全ての黒幕」と警戒されている他、暦と忍からも人間ではない「何か」である、と見られていた。
その正体は、暦が自身の自己批判の権化として産んだ怪異。詳細は後述。
暦から離れた後は駿河に寄り添っていたが、しばらく後に彼女の元からも離れ、5年後となる「結物語」では直江津高校の七不思議を一人で担当。学校内の迷える人間をさらに迷わしており、暦曰く「手に負えないぐらい終わっている」とのこと。
男性
メメの甥と名乗る人物。『化物語』と同年の暮れ頃に転校してきた男子生徒。初登場は「するがデビル」。「するがボーンヘッド」のメインキャラクター。女性の扇同様、真っ黒な瞳を持つ。
メメを思わせる会話術を持つ。自分の性別を女だと思い込んだまま駿河と会話したこともある。3日に1回早退する、自称：帰宅部のエース。
老倉 育（おいくら そだち）

声 - 井上麻里奈
2年前、暦の所属していた1年3組で学級委員長をしていた女子生徒。「おうぎフォーミュラ」「そだちリドル」「そだちロスト」「そだちフィアスコ」のメインキャラクター。
本人は「オイラー」と呼ばれたがっていたが、クラスメイトからは「ハウマッチ」（名前の「老倉→おいくら→お幾ら」に由来）と呼ばれていた。成績優秀で弁が立ち面倒見は悪くないが、対抗意識が強い性格であり、対する相手に抗するあまり引っ込みがつかなくなることがある為に墓穴を掘ることがある。一対一で話すと割と落ち着いているが、複数人の目があるととげとげしく攻撃的になる。
2年前の7月15日、数学の問題をリークした犯人に仕立て上げられて以来、登校拒否になる。優秀な成績と、当時の担任教師・鉄条 径（てつじょう こみち）の特別な計らいで退学は免れ、以来一度も登校しないまま3年まで進級。そして10月下旬、暦から当時の話を聞いた扇が事件の犯人を特定した翌日、2年ぶりの登校を果たす。3年でも暦と同じクラスであったが、それまで暦はそのことに気づいていなかった。
数学に美しさや面白さを見出す、いわゆる数学マニアであり、その知識は暦をも凌駕する。暦にとっては同志ともいえる存在だが、自分が「オイラー」と呼ばれないのは、暦が自分より数学の成績がいいせい、として彼を嫌っている。暦とは（暦本人は忘れているが）過去に縁故があり、彼女との出会いが後の暦に多大な影響を与えていた。
学校復帰からわずか数日で、引っ越しに伴い転校することとなる。
「こよみリバース」にて再登場した際は起こっていた事象によりそれまでとは違う底抜けに明るく阿良々木家に馴染んでいる姿を見せたが、これを暦は彼女が温かい家庭を内心望んでいたからだと思いたいと述べている。
「そだちフィアスコ」で箱邊（はこべ）という老夫妻に引き取られ、公立宍倉崎高校に編入、国立曲直瀬大学に進学し一時的に阿良々木家に下宿していた。ひたぎと暦が仲違いした際に和解させ、その後も3人でつるんでいたが、再度2人が仲違いした際に縁を切った。
5年後となる「結物語」では直江津市役所で会計士となっている。
老倉役の声優を井上麻里奈に起用したことに関して監督の新房は、老倉の魅力を声の部分で表現出来るのは小説を読んでいる時から井上だというイメージがあり、<物語>シリーズのキャストはほぼオーディションで決めているが、今回は井上を直接指名したと語っている。

#### 怪異の専門家
忍野 メメ（おしの メメ）
声 - 櫻井孝宏
怪異の専門家。『化物語』「こよみヴァンプ」「つばさファミリー」「こよみストーン」「こよみフラワー」「おうぎダーク」「つばさスリーピング」に登場。「まよいキョンシー」でも直接の出番こそないものの、手紙の書き手という形で彼の語りに章が割かれている。
怪異を調べて日本全国を放浪する謎の30代男性。自称：妖怪変化のオーソリティー。塾の廃墟ビルに無断居住し、暦達に怪異への対処法をアドバイスする。サイケデリックなアロハシャツ一枚にぼさぼさの金髪という格好をしており、一見うさん臭いが、自称通りの実力者であり、その守備範囲は作中に登場する専門家の中でも最も手広い。誰かに肩入れをすることは無く、あくまで「中立者」、バランサーとしてことにあたっている。文明というものを嫌い、機械音痴で、感電することを恐れ携帯電話を使えないほど。
自らが戦闘を行うことはほぼ無いが、春休みの事件の際には暦に襲いかかった凄腕の吸血鬼ハンターを3人まとめて止めており、実は戦闘力もかなり高いことが窺える。
信条は「自分は助けない、相手が自分で勝手に助かるだけ」であり、「助ける」という表現を嫌い「力を『貸す』」という言い方をする。同様に別れの言葉も嫌う。軽薄かつ皮肉屋で、軽口が絶えない上にどこか見透かした風である。口癖は、話し相手が攻撃的な意見を出した時に言う「元気がいいなぁ、何かいいことでもあったのかい?」。泥舟によると、子供相手に格好付けたがる所があり、暦からもロリコン疑惑を抱かれている。
「つばさキャット」で暦達の街を去り、「かれんビー」以降はほとんど登場しないが、町に滞在していた時期は忍に対して怪異についてのあれこれを一方的に語り聞かせていたらしく、『偽物語』以降忍はこの時メメから聞かされた話を暦に伝え聞かせている。
「おうぎダーク」にて、実は南極にいたことがわかり、翼の尽力により扇と対峙した暦の前に再び姿を現した。
神道系の大学の出身。伊豆湖の後輩で、泥舟や余弦とは同級生にして同じサークル（オカルト研究会）に属していた。アロハシャツはその当時から着ていたらしい。余弦によると、サークル始まって以来の天才と言われ、「周りに女子とかはべらして、誰よりちゃらちゃらしとった」とのこと。泥舟や伊豆湖からは「適当な奴」と評されているが、実力は認められている。扇は彼の親族を名乗っているが、泥舟によると天涯孤独らしい。
貝木 泥舟（かいき でいしゅう）
声 - 三木眞一郎
「偽物の怪異」を専門とする詐欺師。初登場は「かれんビー」。「かれんビー」「ひたぎエンド」のメインキャラクター。
漆黒のスーツとネクタイに身を包んだ、抑揚のない口調で話す壮年の男。会う人間にことごとく「不吉」と評される。メメほどではないものの怪異の専門家としての高い能力を持っているが、怪異の存在を信じていない。本人の言うところの偽物の怪異を二度利用している。事実は半分しか告げないことをポリシーとしている。口癖は話し相手や自分への反省として言う「今回の件から○○（教訓を得るべき者を指す）が得るべき教訓は」。まとまった金が手に入ると金遣いが荒くなるタイプ。ただしかさばる物は持たない。
仕事の性格上一定の住居を持たず、戸籍も売却済み。放浪生活をしているのはメメと同じだが、メメが廃墟を選ぶのとは対照的にシティーホテルに滞在するのを好む。
仕事（詐欺）の際にはわざわざA4サイズのノートを購入し、周辺の地図を似顔絵イラストを交えて入念に書き込み綿密に計画を立てる。万が一覗き見されても解らないように隠語を使い細かく書込み、詐欺の進行状況の確認の為読み返しては悦に入ったりする。熱が入ると数冊にも及ぶが、仕事が終わると全て破棄してしまう。
撫子達中学生の間で「おまじない」を流行らせた張本人。火憐に悪と罵倒された際それを否定もせず誇りもせず、当然のこととして受け入れていた。自分の正義や目的を掲げる一般的な悪役とは異なり、金を稼ぐための手段の中で楽なものが詐欺だっただけの「ただの悪党」でしかなく、必要とあらば年下であるひたぎ達にあっさりと折れるなど、前述のようにプライドや理念ではなく徹底して実利を取るタイプだが、非常に負けず嫌いで、逆境に燃える一面もある。
戦場ヶ原一家を詐欺にかけた最初の一人であり、夫妻の離婚を促した張本人。ゆえにひたぎにとっては恨み骨髄の相手。
メメ、余弦とは大学の同級生で同じサークル（オカルト研究会）に属していた。性格的な問題からか、メメや伊豆湖のことは苦手としていたらしい。しかしメメについては「ひたぎエンド」の冒頭で大親友である（嘘の可能性もある）と語っている。また中高では陸上部だったらしく、全力疾走の駿河に余裕で追いつける走力をもち、その走法を「貝木ストライド」とよんでいる。しかし、砲丸投げが専門だったとも言っている。
「ひたぎエンド」では、ひたぎの依頼で暦とひたぎ、忍を撫子から救うために伊豆湖の忠告を無視し、単身、撫子に挑んだ。
その後、「おまじない」による呪い返しによって蛇切縄に呪われた中学生に襲われた描写があるが、前述のポリシーによって「ひたぎエンド」は嘘を織り交ぜながら語られているため真実は不明。また、アニメ版の「こよみデッド」では頭を包帯でぐるぐる巻きにしている泥舟らしき人物が写っている。
遠江や伊豆湖とは旧知で、「するがデビル」で大学時代、遠江に憧れの感情を抱いていたことを語っており、駿河のことも好意的に見ている。
影縫 余弦（かげぬい よづる）
声 - 白石涼子
京都弁をしゃべる女性の陰陽師。「つきひフェニックス」「よつぎドール」「こよみナッシング」に登場。「つきひフェニックス」「よつぎドール」「こよみナッシング」のメインキャラクター。
外見年齢は20代後半くらい。髪型はショートカット。「やり過ぎるということがないから」という理由で、不死身の怪異を専門とし、「怪異転がし」の異名を持つ。不死身の怪異を殺せればそれで良く、報酬などには興味がない。場の空気や人の心情を読むということができないが、基本的に悪意はない。良くも悪くもナチュラルでマイペース。
地面の上を歩けない呪いを受けており、暦と初対面の時はポストの上にいた。面倒な術式よりも格闘術の方を好む自称「日本初の武闘派陰陽師」であり、人間の状態で限界まで力を高めた暦が何もできないまま削り殺されかけるほどの実力者（その暦によると、素手でビルを解体できるほどらしい）。暦達から「暴力陰陽師」と称されている。
メメや泥舟とは大学の同級生で、同じサークル（オカルト研究会）に属していた。前述の天然さから伊豆湖とはそりが合わなかったようで、「つばさタイガー」「しのぶタイム」「しのぶメイル」にて彼女から酷評されていた。正弦のことは余接の件で対立して以来、とことん嫌っている。
「こよみナッシング」で行方不明になるが、伊豆湖によると「消された」とのことである。「おうぎダーク」にて実は扇によって北極に飛ばされて扇の張った結界によって、暦の町に戻るに戻れなくなっていたことが判明。飛ばされていた間はホッキョクグマを相手に武者修行していた。
斧乃木 余接（おののき よつぎ）
声 - 早見沙織
余弦につき従う憑藻神の童女。初登場は「つきひフェニックス」。「つきひフェニックス」「しのぶタイム」「よつぎドール」「こよみシード」「つきひアンドゥ」「まよいスネイル」「まよいスネイク」「よつぎバディ」「よつぎシャドウ」のメインキャラクター。
オレンジ色のドロストブラウスとティアードスカートに、光沢のある黄色い長靴という出で立ち。また、アニメでの結びと飾りが、うさぎの耳と目のようにも見える帽子については、原作の本文中では全く描写されていない。
一人称は「僕」で、登場初期は「僕はキメ顔でそう言った」という台詞を語尾に付ける特徴的な話し方（語尾とは裏腹に基本的には無表情）をしていたが、「まよいキョンシー」以降は言うのを止めている。「ひたぎエンド」では、喋るたびに「いえーい」と言いながら横ピースをするのが癖になってしまい、我慢しようとしても堪えきれずにいた。
普通の人間ではなく、人間の死体をベースにした一種の付喪神である。忍によると「余弦の式神的存在」で、余弦のことを「お姉ちゃん」と呼ぶ。伊豆湖立案の下、メメ・泥舟・余弦・正弦らによって製作された。その際に死者を蘇生させる禁忌に触れたことで製作に関わった全員がそれぞれ何らかの呪いを受けている。名字の「斧乃木」の「木」の部分は、「貝木」の「木」から取られている。人差し指をハンマーの如く巨大化させたり、驚異的な跳躍を行うなどの自身の体を爆発的に肥大化させる「例外のほうが多い規則（アンリミテッド・ルールブック）」という技を使う。
基本的には表情に乏しく平板なしゃべり方をするが、怪異である性質上、出会った人間の影響を受け性格や口癖などが常に変化している。
「つきひフェニックス」での惨敗以後、忍を恐れるようになる。その実力差は思い知ったようで直接的な攻撃行動に出ることはないが、忍が潜んでいる暦の影をわざと踏んだり、忍のことをしばしば「後期高齢者」「忍姉さん」呼ばわりしたりするようになる。忍はその呼ばれ方を嫌がっており、呼ばれると高圧的に挑発で応じることが多いが、暦に悪戯を仕掛ける時のみは意気投合し協調性を見せる。
「よつぎドール」後、伊豆湖と余弦の指示で、人形として阿良々木家で世話になることになり、ファイヤーシスターズの部屋に置かれることとなる。火憐と月火の部屋が別々になってからは監視の目が減ったためか気を抜いてしまい、度々動いている様子を月火に目撃されてしまっている（つきひアンドゥ）。その結果、撫子と深くかかわることとなり、彼女が怪異関係の仕事に絡むきっかけとなった。基本的に他人に辛辣な態度をとることが多いが、撫子に対してはやたらと甘い。
臥煙 伊豆湖（がえん いずこ）
声 - ゆきのさつき
怪異の専門家。臥煙ネットワークと呼ばれる専門家の組合を纏めており、ネットワークに所属していない専門家は活動が難しくなっている。メメ、泥舟、余弦、正弦の大学時代の先輩。遠江の妹で、駿河の叔母。初登場は「つばさタイガー」。「こよみデッド」「しのぶメイル」「おうぎダーク」のメインキャラクター。
年齢は30歳を超えているはずだが、10代にも見える女性。小さな身体にXLサイズという服装は着崩しているものの、うまく着こなしている。自分の行動を逐一説明するような違和感のあるしゃべり方をする。基本的に自分の都合優先であり、独特の馴れ馴れしさがあったため後輩達からは苦手にされていた。翼を優に超える知識や洞察力を持ち、「私は何でも知っている」が口癖。ただし、その「何でも知っている」状態に強制的に置かれていることが、実は余接を製作したことによって彼女が受けた呪いであることが示唆されている。姪・駿河とは家庭の事情から疎遠であり、「しのぶタイム」で暦と取りつけた約束により、「しのぶメイル」にて彼の仲介で駿河と対面した。その際駿河には「忍野の妹の忍野伊豆湖」と名乗り、叔母であることを隠した。機械音痴であったメメとは違い、計5台の携帯電話やスマートフォンを所持している。八月に初代怪異殺しが自らの血肉から作った甲冑を回収しており、「こよみデッド」「おうぎダーク」ではそこから鋳造した妖刀・心渡と夢渡（ゆめわたり）のレプリカを所持していたが、後に忍に返された。
その後、「裏で活動していた専門家業を、公の組織に移行する」という考えのもと、風説課の設立にも関わっている。
手折 正弦（ており ただつる）
声 - 子安武人
不死身の怪異の専門家。「人形使い」の二つ名を持つ。「よつぎドール」「まよいヘル」に登場。
小柄で華奢な体躯の男。余弦と異なり、私怨で不死身の怪異を専門としている。臥煙伊豆湖のネットワークに属していないはぐれ者で、不死の怪異に対して美的好奇心を抱いている。仕事の際、千羽鶴ややっこさんなどの折り紙を好んで使う。「何者」かの意志によって動かされることにうんざりしたため、自らの意志によって余接の「例外のほうが多い規則」で死亡した。
「まよいヘル」にて、人間としての正弦はすでに前に死亡していたことが明かされた。伊豆湖のネットワークから外れるため、自分の魂の器となる人形をいくつか制作したのち、自らを怪異化した。本人によるとあの世とこの世を行き来して、それこそ悠々自適に生活しているとのことだが、暦の推測によると何らかの制限が存在している模様。
ドラマツルギー
声 - 江原正士
キスショットの右脚を奪った吸血鬼ハンター。「こよみヴァンプ」「つばさスリーピング」、「そして」に登場。
53人の同胞を持つ同属殺しの吸血鬼。特殊な吸血鬼を相手取ることが多い。筋骨隆々の規格外の巨体をしており、伸びきった髪をカチューシャでまとめている。キスショットによるとエピソード、ギロチンカッターと比べて「物分かりのよい」人物。吸血鬼の変身能力で自身の両腕を2本のフランベルジェに変えて武器として扱う。吸血鬼の中では回復力が弱い部類らしい。暦を自分より強力な吸血鬼ハンターになれると評価して勧誘しようとしたり、自分と同じ元人間の吸血鬼として、どこか暦を案ずるような雰囲気もある。忍野の仲介により、キスショットの右脚を賭けて暦と決闘。歴戦の技で追い詰めるが、キスショットに与えられた能力に暦が順応し始めた時点で勝利することを諦め、降伏した。その後、メメを探して放浪していた翼とドイツで邂逅し、一時期行動を共にしていた。暦が直江津高校を卒業した後も、翼と怪異退治の旅を続けており、日本に立ち寄った際に再び暦を勧誘した。ブラック羽川から語尾が移っている。
エピソード
声 - 入野自由
キスショットの左脚を奪った吸血鬼ハンター。「こよみヴァンプ」「つばさタイガー」「しのぶメイル」に登場。
人間の父と吸血鬼の母をもつハーフ。ハーフゆえに吸血鬼の弱点はないが能力も半分である。線の細い体と三白眼と白ランの姿。両親がそれぞれ同族から裏切り者として殺されたことで吸血鬼を毛嫌いしてハンターをしているが、吸血鬼を嫌う人間も嫌っている。口癖は「超ウケる」。外見に大きく反して年齢は本人によると6歳（8月時点、9月生まれ）で、これは彼の吸血鬼側の親の特性に由来するとのこと。体を霧に変えるタイプの変身能力に特化し、吸血鬼としての弱点を持たないという利点から巨大な銀の十字架を武器として扱う。ドラマツルギーの次に、直江津高校の校庭において暦と決闘。得意の霧化能力で暦の攻撃を無効化し優位に立つが、こっそり様子を見に来ていた翼を攻撃し、重傷を負わせたことで激昂した暦に殺されかけ、敗北を認めた。
その後も仕事を続けており、「しのぶメイル」で伊豆湖からの依頼で初代怪異殺し相手に暦と共闘した。
ギロチンカッター
声 - 大塚芳忠
キスショットの両腕を奪った吸血鬼ハンター。「こよみヴァンプ」、「人として」に登場。
怪異の存在を否定している宗教の大司教。神父の様な身なりをしており、常に丁寧語で話すが、自身を神と同一視しているため慇懃無礼。使命感が強く、人質をとるなど、卑劣な手段を厭わない。口癖は「神、つまり僕はこう仰っています」。特定の武器を持たないが、吸血鬼ハンターの3人の中で最強とされる。
ドラマツルギーとエピソードを雇ってキスショットを襲撃した。三度目の決闘で「神」として暦に挑み、敗北した後はメメとの契約に応じて一度は手を引いた。キスショットが自殺志願者で放っておいても自滅することは理解していたが、自身を生かした暦に「キスショットを殺し人間に戻ること」はできないと判断し、「人」としてキスショットの前に姿を見せ、暦がキスショットを殺す決断が出来るようにするため彼女に挑み食料となり、キスショットと暦が一旦決別する引きがねを作った。
初代怪異殺し
声 - 小山力也、神谷浩史（少年）
吸血鬼・キスショットの1人目の眷属。本名・死屍累 生死郎（ししるい せいしろう）。「こよみヴァンプ」「しのぶタイム」にて忍の回想で登場していたが、「しのぶメイル」で本人が登場した。
代々妖怪退治を生業とする一族の末裔で、多くの家臣（いずれも怪異の専門家）を引き連れ、神を演じていたキスショットの前に現れた。人物像について、忍からは「専門家としての能力は高いが想定外のことに弱い」と評されている。
怪異を殺す妖刀「心渡」のオリジナルと、心渡で斬った怪異を再生する小太刀「夢渡」という、神刀の域に達する2本の刀を所有していた。「くらやみ」に家臣を皆殺しにされた挙句に自身も殺されるも、孤独感に苛まれたキスショットにより蘇り吸血鬼となった。しかしこのことでキスショットが実は「神」ではなく吸血鬼であることを知ることとなり、「くらやみ」の事件をキスショットの仕業と誤解し、彼女を憎悪して数年後に太陽の下に飛び出し自殺した。このことによりキスショットは死に場所を求めるようになる。なお、自殺する前に「心渡」のレプリカを作成しており、現在はキスショット（忍）が所持している。
灰となっても生存し続けて400年後の現在、北白蛇神社で怪異の材料となる「よくないもの」をよせ集め、「まよいキョンシー」での忍の来訪をきっかけに復活する。「よくないもの」を吸収しているため、過去に町で起こった怪異譚に関する知識を全て持ち、怪異たちの「もどき」や合成獣を作る能力を得ている。
「しのぶメイル」にて学習塾後の廃ビルで鎧武者の姿で暦らの前に現れエナジードレインを駆使して、体を復元し、知識や能力などを吸収する。キスショットとの仲直りの為に二人目の眷属である暦と一騎討ちを行い、敗北し忍に食べられて消滅した。

#### 主要人物の肉親
暦の両親
声 - 折笠愛（母）
暦、火憐、月火の父母。共に警察官。「つばさタイガー」にて登場。阿良々木兄妹たちから「パパ・ママ」と呼ばれている。
火憐、月火が言うに熱血な正義感の持ち主。容姿に対する描写はないが翼によると「暦に似ている」とのこと。高校1年のとある事件（終物語参照）でグレたこともあって暦はどちらも苦手としている。暦に対して「正しさ・正義」について教え厳しく育てたが、当の暦によると「成功したともいえるが失敗もした」と評されている（逆に妹達に関しては反省が生かされ成功しているとも評している）。
母は暦いわく「モンスターのようなバイク」に乗っているらしい。
戦場ヶ原父
声 - 立木文彦
ひたぎの父親。外資系企業に勤務している。本名不明。「つばさキャット」「つばさタイガー」に登場。
寡黙で口下手だが、ナイスミドルという言葉がふさわしい、やけにかっこいい外見と俳優のようにいい声を持つ。ひたぎが問題を抱えていた際に自分が何もしてやれなかったことを自覚し、悔やんでいるが、それでも彼なりにひたぎのことを見守っている。
暦にはひたぎに良い変化をもたらしたとして好意的で、「ひたぎエンド」の時点で阿良々木家とは家族ぐるみの付き合いをしており、両家で新年会をした。またひたぎが自宅を焼け出された翼の世話を焼いた際は「友達思いの子に育ってくれて嬉しい」と喜んでいる。
神原 遠江（かんばる とおえ）
声 - 根谷美智子
駿河の母親で伊豆湖の姉。旧姓：臥煙。故人であり、「するがデビル」にて、やけにリアルな形で駿河の夢に繰り返し現れた。続・終物語でも登場する。
峻厳な性格で、立場や肩書きにこだわらず相手を一個人とみなす接し方をする。「知ってるとか知らないとか、そんな事はどうでもいいんだよ。」が口癖。世間一般の母親というイメージとかけ離れていて、駿河によると「異様」な存在。親が子に言うようなことではない格言めいた言葉を語っており、駿河や伊豆湖でさえも自然と畏敬の念をもって接さざるを得ないような人物であった。しかし、親としての愛情はあった模様。また泥舟の家庭教師であったらしく、彼の要領の良さを矯正しようとした。駿河に「悪魔の手」を残したり、泥舟に「悪魔の頭」を託したりと怪異に深い関わりがあった模様。
夫（駿河の父）とは、周囲の反対を押し切り、駆け落ち同然で結婚した。駿河が小学生の時に夫共々事故死した。
神原父
駿河の父親。遠江と駆け落ちする以前、現在の神原家の風呂の湯に遠江の姿を垣間見ていたと錯覚した。
駿河が小学生の時に事故死した。
駿河の祖父母
駿河の祖父母。祖母は「かれんビー」「するがデビル」「こよみウォーター」にて登場。
遠江をひどく嫌っていることによる息子夫婦との確執から、駿河の問題には深入りせず見守っている。祖母の料理はかなりの腕前。孫娘とは対照的に携帯電話の扱いがうまく、「つきひフェニックス」で暦とメル友になった。
八九寺父
声 - 松本保典
真宵の父。「まよいキョンシー」にて登場。
離婚した妻（声 - 茂呂田かおる）を徹底して避けており、真宵と会わせないようにしていた。しかし、娘に対する愛情は深いようで、暦と忍が訪れた11年前のパラレルワールドでは内緒で家を出た真宵を目撃していないか暦と忍に尋ねた。
撫子の両親
声 - 宮川美保（母）
撫子の父母。「ひたぎエンド」にて登場。
泥舟が撫子個人について調べる過程で、同級生の父親を名乗り近づいた。曰く、2人とも一般的で善良な市民。周囲の人間同様、撫子を「お人形」のように可愛がっていた。
行方不明となっていた娘の身を案じてはいたが、その実、娘のことをほとんど表面的にしか理解していなかった。

#### 直江津署風説課署員
周防 全歌（すおう ぜんか）
「ぜんかマーメイド」にて登場。風説課の巡査で、人魚の怪異。
元々は将来有望の水泳選手だったが、10年前に交通事故で重傷を負い、人魚の肉を食べたことで一命を取り留めたものの、代償として水に濡れると体が魚になるという体質になってしまい、夢を諦めた過去を持つ。その有様は手を洗おうとしただけで手がヒレに変わり、雨の日には外を出歩けないほど。
兆間 臨（きざしま のぞみ）
「のぞみゴーレム」にて登場。風説課の警部で、ゴーレムの怪異。
実は小学生の頃に病死しているが、祖父母が禁術に手を染め、魂を泥人形に封じ込めゴーレムとして蘇らせた。その後は年齢に合わせ外見にも手を加えていたが、中学生の時に祖父母が死んで以降、外観が変化していない。晴天の日には泥が乾かないように定期的に水分を補給する必要がある。
再埼 みとめ（さいさき みとめ）
「みとめウルフ」にて登場。風説課の警部で、人狼の末裔。
風説課で唯一の生まれつきの怪異であり、満月だけではなく、丸い物体を見るだけで狼に変身が可能。逆にスーパームーンの下でも自制することができる。口調も荒めで大雑把な性格だが、与えられた任務は絶対に遂行するという信念を持ち、警察犬になりたいという望みから警察官となり、23歳のころには既に部隊を率いて災害救助や大規模な犯罪捜査を行っていたらしい。メンタルの強さを伊豆湖に買われ、風説課に引き抜かれた。
甲賀 葛（こうが つづら）
「つづらヒューマン」にて登場。風説課の課長で、風説課唯一の人間。怪異を見ることも触れることもできない貴重性を伊豆湖に見込まれた。

#### その他の人物
ブラック羽川（ブラックはねかわ）
声 - 堀江由衣
障り猫が翼のストレスと結びついて誕生した新種の怪異（命名はメメ）。翼のストレスの権化。現代でいうところの翼の裏人格（多重人格障害）であり、もう一人の翼。
通常の障り猫と異なり、主人とする翼のことを第一に考え、翼の願望成就を最優先に行動する。本来は低級怪異であるが、翼の知識により専門家をも寄せ付けない強力な怪異となった。しかし聡明な翼に対し頭は良い方ではなく（自他共に認めている）、1より多い数や3行以上の文を理解できない。また、つまらない言葉遊びや駄洒落を言ったりする。語尾に「にゃ」が付き、また「な」の発音が全て「にゃ」になるという特徴的なしゃべり方をする（一部作品では「な」と発音している部分もある）。一人称は「俺」。
これまでに合計3回登場しているが、その性格はそれぞれ少しずつ異なっている。最初の2回はかなり凶暴で「怪異」そのものであったが、3回目の時は凶暴性が薄れ、きわめて人間に近いものになっていた。外見がブラック羽川の状態のまま、翼の人格が表に出てくることもまれにあった。最終的には過去と向き合うことを決めた翼自身によって苛虎とともに取り込まれ消滅したが、「そして」では復活したことが示唆されている。
火憐の師匠
「かれんオウガ」に登場。火憐が通う空手教室の師匠。火憐を愛弟子としていたく気に入っており、時に無理な願いも聞き入れる。
「武道を技術と考えているうちは強くなれない」という教えを持っており、火憐は暦に、超実戦派の人物だと紹介している。
道場での百人組手に全勝すれば戦うことができる。
日傘 星雨（ひがさ ほしあめ）
声 - 日笠陽子
駿河のバスケットボール部の同期で、副キャプテン。駿河引退後はキャプテン（本人によると代理）をしていた。「するがデビル」「しのぶマスタード」「まよいスネイル」に登場。
駿河のことを「るがー」と呼ぶ。本人によると、席替え・クラス替えでブルーになるほどの人見知りらしいのだが、駿河には否定されている。中学時代は「サンシャイン・アンブレラ」の通り名で名を馳せたバスケットボールプレイヤーであり、駿河とも鎬を削っていた。後輩がどんなミスをしても怒らない温厚な性格だが、パンケーキをホットケーキと呼ぶ人物に対してはOBが仲裁に入る必要があるほどの怒りを見せる。「しのぶマスタード」「まよいスネイル」では怪異ではない上に怪異について知らない立場にもかかわらずメタ的な言動で暦を事件に巻き込んでいる。
沼地 蠟花（ぬまち ろうか）
声 - 阿澄佳奈
駿河の中学時代のライバルだったバスケットボール選手。「するがデビル」、「ろうかゴッド」にて登場。「しのぶタイム」や「ひたぎエンド」にも名前だけ登場している。
ジャージ姿に松葉杖、田舎町には珍しいぼさぼさの茶髪という目立つ格好でしゃべるペースが妙に遅い。「悪魔様」、「沼神さま」など様々な通称を使い分け各地で相談屋を営んでいる。その際、泥舟の仕込みを悉く無効化した為に何度か顔を合わせたことがあり、最初の接触の際に本来は彼の仕事だった悪魔と未来に出会うであろう顧客を委ねられている。
中学時代は相手にとって嫌がらせにも等しい泥沼ディフェンスを操り、「毒の沼地」「跳ばずの沼地」という通り名を持つプレイヤーだった。駿河と同じ地区で鎬を削りあっていたが、試合の最中に左足を壊し、選手生命を失った。現在は高校にも行かず、フリーターをしているものの足の怪我のためにアルバイトとして雇ってもらうこともできず、実質は無職。
実は選手生命が絶たれ転校後に自殺しており、作中に登場する彼女は幽霊である。
笹薮（ささやぶ）
声 - 成田剣
「なでこメドゥーサ」にて登場。撫子の通う中学校の教師で、彼女の所属する2年2組の担任。
「なでこスネイク」にて泥舟が流行らせた「おまじない」が原因で発生しているクラス内での軋轢に対処せず、学級委員長の撫子に問題解決を丸投げするなど責任感に欠ける性格のようで、豹変した撫子に激しく罵倒された際もただ狼狽えるだけであった。
デストピア・ヴィルトゥオーゾ・スーサイドマスター
声 - 深見梨加
「あせろらボナペティ」「しのぶマスタード」に登場。決死にして必死にして万死の吸血鬼。死体王に殺された人間の怨念から生まれ、死体城を拠点としていた。生まれながらの吸血鬼で高い不死性を備えている。一人称は「俺」もしくは「俺様」で常に荒っぽい口調だが、実は女性である。
自分で殺した人間しか食べない＝殺したら必ず食べなければならない、という価値観を持ち、国民を全滅させたうつくし姫に眼を付け、彼女の内面の美しさを覆い隠すように自殺を繰り返しながら「下ごしらえ」をしていた。
トロピカレスクが死亡したことで下拵えが無為だったことを悟り、うつくし姫を食べることを諦めようとするが、彼女の頼みを聞き入れ眷属としキスショット・アセロラオリオン・ハートアンダーブレードの名を与え、吸血鬼としての振る舞い方（キャラ作り）をレクチャーした。
現在も存命で、自称最年長の吸血鬼。トロピカレスクの死後、死体城を離れて旅をしているが、吸血鬼ハンターによる取り締まりや規制の厳戒化により昔よりも慎ましい節制生活を送っている。
「しのぶマスタード」では、6歳児の姿で登場しているが、ある事情で食中毒により死亡し、真宵に発見された時はミイラ化していた。
トロピカレスク・ホームアヴェイヴ・ドッグストリングス
声 - 平川大輔
「あせろらボナペティ」にて登場。スーサイドマスターの眷属。死体城の管理監督を任されており、生真面目すぎる性格。元人間だが人間を下等生物と見下している。人間だった頃は魔術師の家系だった。
スーサイドマスターに心酔し支えており、何かにつけて食べてもらおうとしている。うつくし姫を気にかけるあまり死に続けているスーサイドマスターを心配している。
うつくし姫を殺そうとし、美しさに返り討ちとなり死亡した。バラバラとなった血肉はスーサイドマスターに食された。
ハイウエスト
ローライズ
「つばさスリーピング」にて登場。それ自体が怪異のような存在しない城塞都市を拠点としドイツを騒がせていた双子の吸血鬼。溶暗のように真っ黒なドレスを着た少女と真っ白なタキシードを着た少年の姿をしている。
保護観察されていたが、活動を活発化させ必要な食事量以上の旅行者を拉致したことで専門家に処分を決定されていた。
遊びの道具として人間を殺害していたが、体内のキスショットの血を目覚めさせた翼に敗れる。その直後に「趣味を奪われた」と判断し、互いに食らいあい自殺した。
おと撫子
「なでこドロー」にて登場。前髪で目元を隠していた頃の撫子を模した式神。
撫子に描かれ誕生した直後に、下記の3体の式神と共に撫子の元から逃げ出した。一見最も無害に見えるが、その本性は昔の撫子そのものであり、3体の撫子を手玉に取り時間稼ぎに使い、直江津高校の校門で暦を待ち続けていた。
媚び撫子
「なでこドロー」にて登場。暦にアプローチをかけていた時期の撫子を模した式神。人心を支配する怪異としての特性を持つ。
夢に向かい頑張る撫子の姿をダサいと反感を抱いていたが、調伏後は神撫子の罠から撫子を庇い消滅した。
逆撫子
「なでこドロー」にて登場。教室で逆ギレした際の撫子を模した式神。名称はアニメ版の副音声から逆輸入された。肉体のリミッターを解除した身体能力を持つ。
働きたくないという理由で撫子に反抗していたが、調伏後におと撫子を道具のように使う神撫子に反感を覚えたことで撫子に協力した。
神撫子
「なでこドロー」にて登場。蛇神と化していた時期の撫子を模した式神。
おと撫子に誘導されたことで撫子に成り代わることを目論み、式神でありながら100体のおと撫子のコピーを使役し囮として利用した。
食飼 命日子（はむかい めにこ）
声 - 麻倉もも
国立曲直瀬大学の学生。「しのぶマスタード」にて登場。
暦が大学に入って初めて出来た、怪異の全く絡まない友人。ミステリマニアではないが暗号を解くのが好き、という理由で暗号学の講義を取っており、その縁で仲良くなった。
のんびり屋で、一度決めた予定を変更するのが苦手なため、休講になった教室でぼんやりと座っていることが多々ある。なぜか暦のことを非常に高く評価している。

#### ゲストキャラクター
掟上 今日子（おきてがみ きょうこ）
「きょうこバランス」にて登場。『忘却探偵シリーズ』の登場人物。白髪と洒落た眼鏡が特徴的な二十代半ばに見える女性。
眠るたびに記憶がリセットされる体質の持ち主で、その筋では最速にして忘却の探偵として知られている。
浪白公園で眠っていたところを暦に起こされ、彼に調査中の依頼を突き止める手助けをさせる。
また掟上今日子の備忘録が発刊された際に物語シリーズとのコラボCMが放送されており、そこでは堀江由衣が声を担当していた。
哀川 潤（あいかわ じゅん）
「じゅんビルド」にて登場。『最強シリーズ』の登場人物。全身をワインレッドのスーツに身を包んだスタイリッシュな女性。
この後に宇宙人や岩石人、ガス状生命体などとの戦いを繰り広げることとなる人類最強の請負人。埒外な肉体的強さだけでなく、キスショットや暦にはない意志の強さを持ち合わせている。読心術で相手の考えを読むこともできる。
吸血鬼退治の依頼を受け、偶々目に留まった暦を轢き止め学習塾跡まで案内させた。過去に暦が出会った怪異の専門家達とは異なり吸血鬼に対する敬意を持ち合わせず、面白がって仕事に向かっている。
キスショットの残留思念である姿のない『よくないもの』と相対し、触れることはできないものの本能でその攻撃を察知し避け、暦の口から吸血鬼の因子を取り込むことで資格を得、一撃で消滅させた。余弦からは本物のキスショットには勝てないと推測されているが、西尾は自身の作品の中で最強のキャラクターとしておりキスショットよりも強いと述べている。
地濃 鑿（ちのう のみ）
「のみルール」にて登場。『伝説シリーズ』の登場人物。黒髪シニョンで首が長く華奢な風貌の中学生ぐらいの年齢の少女。
四国の『絶対平和リーグ』に所属する、死んだ人間を生き返らせる固有魔法『リビングデッド』を所持する魔法少女。コードネームは『ジャイアントインパクト』。
ずけずけものをいう性格で恩着せがましく、暦からは性格の悪い八九寺みたいと例えられている。
直江津高校を目指して飛来し、その姿を偶然目撃し後を追ってきた暦と共に、存在しない教室で、入力を誤ると問答無用で『絶命』する四桁の暗証番号を見つける脱出ゲームに挑んだ。
任務達成が不可能と看做された時点で直江津高校ごと焼き払われるルールと、一人では生存不可能なクリア条件だったことから、組織が地濃を始末する為に任務を与えたのではないかと暦は推測している。
瞳島 眉美（どうじま まゆみ）
「まゆみレッドアイ」にて登場。『美少年シリーズ』の登場人物。髪を短く纏め男装をした少女。
指輪学園中等部の2年生。存在しない暗黒星の発見をキッカケに美少年探偵団に入団した。団長からは「美観のマユミ」という異名で呼ばれている。
放射線やX線まで見ることができる為可視範囲が広い。しかし、酷使すると二十代で失明する為、普段は眼鏡で保護している。
団長の指示で北白蛇神社で天体観測した帰りに眼鏡を失くしたことと、空を飛ぶ巨大ピラニアを目撃し途方に暮れていたところを暦に発見された。
病院坂 黒猫（びょういんざか くろねこ）
「くろねこベッド」にて登場。『世界シリーズ』の登場人物。名札付きの体操着にブルマという奇異な服装の少女。
私立桜桃院学園の3年生。友人の櫃内様刻から探偵と称されるほどの天才児。本人は情報屋を自称している。
卓越した頭脳故に精神面が成長することのできず、どれほど肉体が成長しようと内面が永遠に子供のままであろうと推測したことで暦は天才ではなく天才児と見做している。
情報屋の自称通り、その情報収集能力は常軌を逸したものがあり、怪異の存在や専門家の忍野メメが過去に街に滞在していたことや、春休みの事件により暦が吸血鬼もどきとなったことまで知り尽くしている。
櫃内夜月に匿名でラブレターを送った人物が、重度のシスコンである様刻の被害に遭わないように調査をした際に、犯人と思われる人物から鬼のように見えるイラストが描かれた暗号文を受け取ったことで、シスコンであり鬼であり人助けが生き甲斐である暦に協力を求め、直江津高校の保健室に訪れた。
水倉 りすか（みずくら）
「りすかブラッド」にて登場。『りすかシリーズ』の登場人物。全身を赤い衣装で包んだ赤髪の少女。
『赤き時の魔女』の称号を持つ魔法使い。属性は『水』、種類は『時間』。自身の時間を『省略』する魔法を使う。致死量の出血をすることで27歳まで成長する。
狩り損ねた地球木霙の足を追っていた最中に、八九寺と間違われ抱きつかれたことで暦と接点を持った。暦を影谷蛇之に似ていると称し毛嫌いしている。
地球木 霙（ちきゅうぎ みぞれ）
「りすかブラッド」にて登場。『りすかシリーズ』の登場人物。水倉鍵が率いる『六人の魔法使い』の1人。
『回転木馬』の称号を持つ魔法使い。『属性』は肉、種類『増殖』。肉体を自由自在に増殖させる魔法を使う。
ツナギによって捕食されていたが、本体から切り離された右足が対象の行動に衝動的に反応する残滓として行動し暦の街に来訪した。
否定姫（ひていひめ）
「ひていクリア」にて登場。『刀語シリーズ』の登場人物。豪華な着物を纏った金髪碧眼の美女。
尾張幕府家鳴将軍家直轄内部監察所総監督。四季崎一族の未来予知の技術を応用することで時代を越えて暦の前に現れた。
先祖の予知通りに、妖刀「心渡」の見聞を行うために、暦に刀比べを持ち掛け、透刀『鉄』のレプリカを取り出した。
無桐 伊織（むとう いおり）
「いおりフーガ」にて登場。『人間シリーズ』の登場人物。膝丈のプリーツスカートを履いたニット帽の少女。
『殺し名』序列三位・零崎一賊の殺人鬼。大ぶりのナイフ二本を組み合わせたかのような大鋏『自殺志願』を所持している。
奇野大地を殺害した濡れ衣により、哀川潤の抹殺対象となり、老倉邸跡の廃墟に潜伏していた。
萩原 子荻（はぎはら しおぎ）
「しおぎレンジャー」にて登場。『戯言シリーズ』の登場人物。私立澄百合学園三年生。
策士の肩書きを持ち、生徒でありながら学園の頂点に立っている。人間としての暦の退治を依頼され、一姫と玉藻と共に暦を三叉路に追い詰めた。
暦からは羽川と同等と認識されていたが、後に正反対なものと改められた。三叉路を引き返した暦を銃殺した。
紫木 一姫（ゆかりき いちひめ）
「しおぎレンジャー」にて登場。『戯言シリーズ』の登場人物。私立澄百合学園2年。
見えない糸を周囲に張り巡らせ、戦況の把握や攻撃に利用する曲弦師。
三叉路の左の道を選んだ暦を霞網のように絡め取り、長髪を使い絞殺した。
西条 玉藻（さいじょう たまも）
「しおぎレンジャー」にて登場。『戯言シリーズ』の登場人物。私立澄百合学園1年。
殺すために生まれてきたと称される程の狂戦士。
三叉路の右の道を選んだ暦を自身ごと刺し貫き殺害した。
千賀 あかり（ちが あかり）
「あかりトリプル」にて登場。『戯言シリーズ』の登場人物。赤神財閥を追放された赤神イリアに仕えるメイド三姉妹の長女。
性格から指紋まで同一に作られた三姉妹。ひかりとてる子と共に鴉の濡れ羽島に翼を招待する為に訪れ、人違いから暦に対して試験を行った。
千賀 ひかり（ちが ひかり）
「あかりトリプル」にて登場。『戯言シリーズ』の登場人物。赤神財閥を追放された赤神イリアに仕えるメイド三姉妹の次女。
千賀 てる子（ちが てるこ）
「あかりトリプル」にて登場。『戯言シリーズ』の登場人物。赤神財閥を追放された赤神イリアに仕えるメイド三姉妹の三女。
三姉妹で唯一、眼鏡を着用している為外見の区別が付く。
匂宮 理澄（におうのみや りずむ） / 匂宮 出夢（におうのみや いずむ）
「りずむロックン」にて登場。『戯言シリーズ』の登場人物。拘束具を纏った長髪の少女。
『殺し名』序列一位・匂宮雑技団の殺し屋。名探偵として調査を行う理澄と、殺し屋として活動する出夢の二重人格者。
闇口崩子誘拐事件のトリックを解明するため、身代金の引き渡し現場となった北白蛇神社で調査を行っていた。
葵井 巫女子（あおいい みここ）
「みここコミュニティ」にて登場。『戯言シリーズ』の登場人物。露出の多い衣装のショートカットの少女。
智江、むいみ、宇佐美秋春、戯言遣いと共に、羽川がセッティングした合コンに参加した。
江本 智恵（えもと ともえ）
「みここコミュニティ」にて登場。『戯言シリーズ』の登場人物。髪を左右に結わえワンピースを着たおとなしげな少女。
貴宮 むいみ（あてみや むいみ）
「みここコミュニティ」にて登場。『戯言シリーズ』の登場人物。ピンク色のジャージを着た気だるげな少女。
戯言遣い
「みここコミュニティ」にて登場。『戯言シリーズ』の登場人物。「何もない」少年。
身も心も擦り切れる程に自己を削りきり、存在しないも同然。暦からは、闇であり忍野扇と同等と見做されている。
空々空（そらから くう）
「くうインビジブル」にて登場。『悲鳴伝』の登場人物。
札槻 嘘（ふだつき らい）
「らいルーレット」にて登場。『美少年シリーズ』の登場人物。
想影 真心（おもかげ まごころ）
「まごころフィニッシャー」にて登場。『戯言シリーズ』の登場人物。
桐山 零（きりやま れい）
「つばさライオン」にて登場。『3月のライオン』の登場人物。高校生のプロ棋士。
獅子王戦の予選に向かう途中、将棋会館の前で眠ったふりをした羽川と出会い、育が中学生の頃に文通相手から送られたデタラメな棋譜の解読を依頼された。

### 世界観
舞台は21世紀初頭の日本（現代日本）。

#### 舞台
高校や署の名前から、土地にまつわると考えられる「直江津」という名前以外、詳しくは明かされていないが、田舎町とされている。茶髪の人間はほとんどおらず、ファーストフードやコンビニの店舗数もさほど多くない。また、公衆電話も結構生き残っている。雪国のため、夏休みは日本の他の地域と比べると短く、その代わり冬休みが長い。新潟県に実在する都市で、旧直江津市を市域に含む上越市と作品および作者との関係は明らかにはされていないが、同市内にはかつて同名の県立高校があったことから、市内への聖地巡礼に訪れるファンがいることが地元のニュースメディア『上越タウンジャーナル』で報じられている。
私立直江津高校（しりつなおえつこうこう）
暦、ひたぎ、翼、駿河、扇らが通う高校（以下在学状況は、『化物語』時点と同年度）。校長は吉城先生。1学年の人数はおよそ200人。週休二日制を採用しておらず、土曜日にも授業はある。この地域では有数の進学校で、編入試験の難易度は非常に高いとされている。逆に運動部は弱いが、駿河の活躍で女子バスケ部は全国大会に出場したこともある。
制服は、男子が学ラン（夏服は白のシャツ）、女子がブラウス。少なくとも女子は学年によって色分けされており、ひたぎと駿河はスカートの色が違う。着崩しには寛容で、女子の間で夏服の袖をまくるのが流行っている。扇は男女どちらもの制服を持っており、暦の前では基本的にブラウス、暦が卒業してからは駿河の前では学ランなど、着崩し以前の問題であるが誰もそれに気づいておらず、違和感も感じていない。暦は、休日に制服を着て出歩いている翼を「校則を遵守している」と評した。
アニメ版においては、男女どちらの制服にも赤いラインが入っており、スカートの色は二年生も三年生も同じ。女子の首の装飾はリボン（翼と駿河）とスカーフ（ひたぎと扇）の2種類があり、リボンは三年生が紫、二年生が黄色。リボンの色は繰上りが無く固定で、「するがデビル」では駿河は紫色のリボンに付け替えている。スカーフはひたぎのものが紫、扇のものが黒。扇のブラウスは丈はあっているのに袖は指の先を超えて垂れ下がるという改造制服としか言えないようなものになっている。アニメ版における外見は千葉県千葉市美浜区の学校を参考に描かれているという。
公立清風中学校（こうりつきよかぜちゅうがっこう）
ひたぎ、翼、駿河の出身中学。ひたぎは中学時代陸上部の、駿河はバスケ部のエースでヴァルハラコンビと呼ばれていた。
公立七百一中学校（こうりつななひゃくいちちゅうがっこう）
撫子が通う中学で、暦の母校。この地方にしては珍しく女子の制服がワンピースになっている。当時の暦は成績が良かったため私立に通うという選択肢もあったが、女子の制服が可愛いから公立に進学したと語っている。
私立栂の木第二中学校（しりつつがのきだいにちゅうがっこう）
火憐、月火が通う中学。阿良々木家からは遠いため、2人はバスを乗り継いで通っている。
私立栂の木高校（しりつつがのきこうこう）
栂の木第二中学校からエスカレーター式に進学できる高校。栂の木第二中学校からは離れた場所にある。
公立宍倉崎高校（こうりつししくらざきこうこう）
育の転校先の高校。
国立曲直瀬大学（こくりつまなせだいがく）
直江津高校を卒業した暦、ひたぎ、そして命日子が通う大学。ひたぎは推薦で入学した。
学習塾跡の廃墟
かつては「叡考塾」（えいこうじゅく）という学習塾だったが、駅前に進出してきた大手の予備校の煽りを受けて経営難に陥り数年前に倒産した。その後、4階建てのビルディングは廃墟となっており、住所不定のメメが怪異譚の蒐集をしていた際に結界を張って根城にしていた。メメが去った後はひたぎが暦を拉致監禁したり、余弦らが根城にしていたこともある。8月に自宅を焼け出された翼が一夜の宿とした翌日、火災が発生したことで完全に瓦礫の山になってしまう。駿河や翼は思い出深い場所と感想を述べている。
大型書店
私立直江津高校からそう遠くない位置にある、この町唯一と言っていい大型書店。学習参考書、呪術・オカルト、エロ本、BLまで網羅しているのはこの田舎町ではここくらい。
浪白公園
東直駅、中直駅、南直駅のほぼ中心に存在するが、どの駅からも遠い立地条件の悪い広めの公園。
ブランコと滑り台、砂場ぐらいしか遊具はない。5月に彷徨っていた暦が真宵と出会った場所。羽川家や家庭崩壊前の戦場ヶ原家のあった場所の近所にある。小説内では、「（浪白の部分が）なんと読むかわからない」とされており、アニメ版では場面によってふりがなが「なみしろ」だったり「ろうはく」だったりする。本当の名前は"しろへびこうえん"であり、浪白は沱白（しろへび）が起源であるとのこと。もとは白蛇神社（現在の北白蛇神社）があった場所であり、かつてキスショットが着地によって消滅させた湖があった場所である。
北白蛇神社（きたしらへびじんじゃ）
蛇神を祀っていたとされる神社。山の中にあるが、何年も打ち捨てられ寂れており、鳥居がなければ神社であったと分からないほど。本殿は今にも崩れそうな状態になっている。3月にこの町に怪異の王がやってきたことで「よくないもの」の吹きだまりになっていた。6月にお札を張ったことでそれが封印され、妖怪大戦争を防ぐことができたとされている。撫子が蛇切縄の呪いにかかったのもこの場所の霊的エネルギーのため。忍はこのエネルギーを利用して8月に時間移動を行った。11月に完全に倒壊したが、その後再建されている。
ミスタードーナツ
国道沿いにあるドーナツ屋のチェーン店。この辺りにはこれ一軒しかなく、田舎なのでさほど大きな店舗ではない。アニメ版では近隣が皆無のモニュメントバレーが遠望されるR66沿いの店舗で「潰れるのではないか」と心配されている。ドーナツは忍の大好物のため、暦はちょくちょく利用している。忍は勝手に「ミスタードーナツ忍店」と呼んでいる。
ほしのさと天文台
暦たちが住んでいる所とは別の県にある天文台。かつて戦場ヶ原家が3人でよく訪れていた。駿河も年2回ほど行われる天体観測イベントに参加している。暦とひたぎは6月に父親の車でここを訪れた。
阿鼻地獄（あびじごく）
八大地獄のうち最も重い罪を犯した人間が送られる地獄で、他の七つの地獄を全て合わせても足りないほどの罰が与えられる場所。鬼を助けた暦は、死後ここに送られる。
逢我三山（おうがさんざん）
鬼会山、千針岳、カチカチ山という三つの山が連なる山脈。三山を縦横した先の秘境のような場所に逢我滝という滝が流れている。火憐は、ここに山籠もりに来た。
直江津署風説課（なおえつしょふうせつか）
直江津署に新たに設置された、怪異を専門に扱う部署。噂が怪異譚となる前に取り締まる役目を持つ。

#### 怪異
一般に言う生物とは違うカテゴリーに属する存在であり、都市伝説・街談巷説・道聴塗説、即ち人間の信仰・畏怖・噂によって生まれ、そこにい続ける存在。ゆえに人間がいない所では存在が希薄になる。また、いるからと言って誰でも視えるわけではなく、視える者は何らかの理由をもっている。そして怪異は世界と繋がっている、いわば世界そのものであるため、近くにいる人間の影響を受けてその存在に変化が生じる（忍、余接などのキャラクターや好みの変化など）。姿かたちもさまざまで実体として存在するタイプや人を媒介に顕現したり、毒など特性だけ存在する、など多様。また名前から連想される姿をとるとも限らない。怪異が起こした出来事や結果は怪異現象とよばれ、その大抵は病気や体調異常、体質や催眠効果などとして現実的に処理されている。
吸血鬼（きゅうけつき）
作中では主に鬼と呼ばれる。キスショット（忍）、初代怪異殺し、ドラマツルギー、春休みの暦、スーサイドマスター、トロピカレスク、ハイウエスト、ローライズがこれにあたる。生まれながらの吸血鬼と、吸血によって眷属となった吸血鬼の二通り存在する。
「怪異の王」（ノーライフキング、キングオブアウトサイダー）と称される上級の怪異。高い再生力・不死性と身体能力を持ち、変身能力によって全身もしくは体の一部を武器や翼、霧などに変化させられる。また体液（血液や唾液）を患部に垂らすことで他者の回復を促すこともできる。弱点は日光、ニンニク、銀の十字架、聖水、毒。また呼吸器系・内臓器官を攻められること。また泳げない。
文字通り吸血を行う怪異だが、それにはエナジードレイン（=食事）としてのものと眷族を作る目的のものがある。吸血をされた普通の人間が眷属化する可能性は低く、ただ死ぬだけでなく生きながら死んでいるゾンビとなる可能性もあるため通常は吸血後、肉体を残すことなく喰らう。ランクが高い吸血鬼は体の一部（手首から先のみでも）だろうと吸血することで眷属を作ることができる。
忍によると、頭や胸を撫でることは眷属の吸血鬼に対する服従の証である。
再生力が高い種族は上記の弱点で責められることには弱いものの、完全に死ぬことはなく、灰の状態で生き延び、エナジードレインを駆使して再び肉体を組成することができる。
おもし蟹（おもしかに）
作中では主に蟹と呼ばれる。メメ曰く、九州山間部の民間伝承で、重いし蟹、おもいし神、重石蟹とも呼ばれる。蟹であったりウサギであったり、美女の姿をとることもある（アニメ版では無数の「蟹」の漢字で構成されたタカアシガニのような姿で表現されている）。行き遭った人の願いを聞き入れ「思い」とともに「重さ（=体重）」を引き受ける支える神。体重を奪われると精神的な苦痛を感じなくなるが、代わりに無感情になる。メメは「存在」を奪うとも称していた。
迷い牛（まよいうし）
作中では主に蝸牛と呼ばれる。目的地に「帰る」ことができず永遠に迷い続ける怪異。「家に帰りたくない」と思う者の前に現れ、ついてくる者を永遠に迷わせ、帰路を阻害する。しかし、迷い牛から離れれば迷うことはなくなる。また、道を歩かないことでも回避可能。
レイニー・デヴィル
作中では主に猿と呼ばれる。雨降りの悪魔。泣き虫の悪魔。
メメによると、階級にさえ入らない低級の悪魔。古くからヨーロッパに伝わる雨合羽を着た猿の悪魔であり、親と喧嘩した子供が雨の日に家を飛び出し、サルの群れに食い殺されたことが起源とされる。契約を行使する際願った人間と同化するのが特徴で、人間のネガティブな感情や暗黒面を好んでエネルギー源とし、願った者の裏の願いを読んで暴力的な叶え方をする。願いは魂と引き換えで、叶える毎に成長し、3つ全て叶えると願った者は生命と肉体を奪われ、悪魔そのものとなる。その為、願いを叶える度に悪魔の肉体は増え続けていく。
劇中に登場したものは厳密にいえば「レイニー・デヴィル」ではない。遠江が幼いころに生み出した正体不明の怪異であり、もう一人の遠江ともいえる存在。遠江によって「レイニー・デヴィル」と定義づけられてミイラ化し、以後駿河に「猿の手」として受け継がれることとなる。
蛇切縄（じゃぎりなわ）
作中では主に蛇と呼ばれる。へびきり縄、蛇切（へびきり）、蛇縄（じゃなわ）、へびなわ、蛇（くちなわ）とも呼ばれる。死に至らしめる怪異でなく人を殺す怪異。
悪意によって遣わされる怪異であり、呪われたものは見えない蛇に足から徐々に巻きつかれ、顔に到達した時点で殺される。触ることができれば巻きついた蛇切縄を引き剥がすことはできるが、そのとき引き剥がした当人に蛇切縄が襲い掛かり、それをやり過ごしても今度は呪いをかけた本人を襲う（呪い返し）。
障り猫（さわりねこ）
作中では主に猫と呼ばれる。尾なし猫、白銀猫（しろがねこ）とも呼ばれる。
馬車（現代では車）に轢かれた尾のない白い猫を埋葬した善良な者に取りつき、性格を豹変させるという。人に化ける猫ではなく、人を猫にする怪異。恩を仇で返す怪異であり、招き猫の対極の存在である。特性は常時発動型エナジードレインであり、触れた者は精も根も吸い尽くされ、その度合いによっては死に至る。
ブラック羽川（ぶらっくはねかわ）
障り猫を元に翼が創り出した新種の怪異。命名はメメ。詳しくは登場人物を参照。
囲い火蜂（かこいひばち）
作中では主に蜂と呼ばれる。『東方乱図鑑』に記載され、曰く「触れないハチに刺され全身が火で包まれたよう」。室町時代に流行った原因不明の感染病が起源とされるが、泥舟が言うには感染病は作り話であり、囲い火蜂は存在しない怪異。実際は瞬間催眠によるプラシーボ効果であり、身動き困難になるほどの高熱を伴うが2・3日程度で治る風邪、とのこと。
しでの鳥（しでのとり）
作中では主にホトトギスと呼ばれる。不死鳥とも。
怪異としての特性は「不死」であり、その不死性は吸血鬼をも凌駕する。ホトトギスの生態と同じく人間の母体に「托卵（憑依）」し、その子供として転生する。生まれたしでの鳥は人間に擬態し、親の子供として自然に、そして完璧に振舞う。怪異であることがバレないように、命に関わるほどでない傷はゆっくりと直すが、致命傷は一瞬で再生する。これは「心の傷」、いわゆるトラウマにも及んでおり、生きていくのに問題になるようなトラウマが生じた場合、その原因となる記憶も含めて消去される（原因まで忘れるため、同様の行動を繰り返す場合もある）。また新陳代謝が良く、爪や髪が常人よりも速いスピードで伸びる。不老ではなく寿命は人間と同じで、寿命を迎えたらまた托卵をして転生を繰り返す。この擬態は無意識かつ無自覚なため、本人も自らが怪異であることに気がつかない。なお、怪異として人間に害を与えることは無い。
苛虎（かこ）
声 - 斎賀みつき
作中では主に虎と呼ばれる。巨大な体躯をした喋る虎で、専門家を寄せ付けなかったブラック羽川を圧倒する強力な怪異。
嫉妬を燃料に「火」そのものと化して、嫉妬された者の家・住処を完全に燃やし尽くす。また、燃やそうとする物の前に一瞬で移動する能力も持つ。翼が己の中の嫉妬の感情を切り離した結果生まれた怪異（本人によると嫉妬だけでなくあらゆる心の闇で形成されているらしい）。翼は苛虎を『礼記』にある「苛政は虎よりも猛し」という故事をベースとした新種の怪異と推理したが、忍は「火車」という怪異を基盤とした完全なオリジナルの怪異ではない、と推測している。
憑藻神（つくもがみ）
100年経った器物が怪異となった存在。また、反魂の術によって人間の死体を怪異として蘇らせることで、憑藻神にする方法もある。
式神（しきがみ）
陰陽師によって作られる術者の代理人として働く存在。主従の格付けがなされず術者が式神に成り代わられる例も少なくない。
キョンシー
作中では主にゾンビと呼ばれる。厳密には、吸血鬼に眷属とされたものの血が定着せず暴走したことで生まれた怪異。メメによると失敗した眷族、劣化した吸血鬼。自我も意思もなく、与えられた本能に忠実に行動する。日光と米を弱点とする。
沼地 蠟花（ぬまち ろうか）
蠟花が死した後に怪異となった存在。だが蠟花自身には、怪異となったことはおろか自分が死んだ自覚さえもなく、作中で蠟花自身が自分の来歴を語ったが、それが真実かどうかは不明。
悪魔様や沼神様などの様々な名を使い分け、各地で人の悩みを聞き入れ、それを「絶対」に解決するとされる相談屋。ただし行き過ぎた悩みは警察などの然るべき機関にまわす。その実、人の不幸話を蒐集することを目的としている。また、相談事と並行して悪魔（レイニー・デヴィル）のパーツの蒐集も行っている。悪魔のパーツを持つ者の近辺に現れ、根を張り、所有者が相談に訪れると、それを奪う。泥舟は「回収屋」と称していた。
「くらやみ」
暦が便宜上こう称しただけで、実際には名前はない。また、怪異、更には存在でもない「非存在」。人によっては「神隠し」「中立者」「バランサー」「イレイザー」とも呼ぶらしい。
ブラックホールを思わせる「黒いなにか」であり、サイズや距離などを掴むことは難しい。人であっても怪異であっても物であっても、呑み込まれたものを存在を完全に消し去る。伊豆湖によると、怪異に対して反物質の様に対消滅を起こす反怪異であり、世界・運命の修正力そのもの。
怪異の道から外れた怪異、または自分を偽った怪異の存在を消し去り、その怪異を認識した人間をも全て消し去って何もなかったことにする。物質として存在する物を消滅させるだけでなく、暦と忍のリンクすら切断した。この世界の法則のようなものであるため、狙われた場合、倒したり逃れたりすることは不可能であり、せいぜい一時的に距離を取るぐらいしか対処法は無い。
クチナワ
声 - 上田燿司
撫子は「クチナワさん」と呼んでいた。北白蛇神社で祀られている神であり、白い蛇の姿をしている。忍の来訪によって神社に溜まったエネルギーによって復活するも「まよいキョンシー」でそのエネルギーを使いきってしまったことで瀕死になり、撫子に蛇惨殺の償いとして自分の神体（死体）を探すよう要求してきた。普段は撫子の右腕にシュシュとして巻きついている。性格と口調はかなり凶暴かつ乱暴で「しゃしゃ」といった笑い方をし、何かにつけて「ああん?」とすごむ。あらゆる結界を無効化できる能力を持つ。撫子と知識を共有しており、暦に代わって作中における撫子の突飛な行動に対し、突っ込みを入れる。
もとはひたぎに嫉妬し、神に祈った撫子の「神の声を聞いている」という妄想であった。
蛇神（へびがみ）
忍野扇の誘導によって千石撫子が怪異になった姿。封印されていたクチナワの神体（伊豆湖が暦に渡したもの）を撫子が取り込んだことで神として完全復活を果たす。
神となった撫子は髪の一本一本すべてが白蛇となり、髪から毒牙を形成して攻撃する。前述の通り毒に弱い吸血鬼の特性もあり物語中では暦と忍を圧倒し、何度も殺し続けた。また、そこかしこから無数の白い蛇を呼び出す能力も持つ。呼び出された蛇は現実の質量を持ち、大人一人が圧殺されかかるほどの量を呼び出すこともできる。しかし吸血鬼のように単純に身体能力が強化されるわけではないらしく、下手な殴り方をして拳が傷つくなどそこまで元の体からは変化していない。
蛞蝓豆腐（なめくじどうふ）
作中で蛞蝓と呼ばれる。泥舟が神となった撫子に植えつけた、曰く偽者の低級の怪異。三竦みの理屈で蛇神である撫子から札を引き剥がして人間に戻すのに利用した。植えつけられた本人に蛞蝓のようにぬらりと生きる気がないと効果を発揮せず、3日ほどで取れるらしい。
「つきひアンドゥ」にて撫子の描いたイラストを通して残渣から復元される。十メートルほどの巨体を持ち体表から炎を放射し、蛞蝓を線香で炙る駆除方法または焼き豆腐が由来ではないかと推測されている。粉々になっても元通りに再生する。相性の悪さから泥舟が余接を退治する為に作った可能性が示唆されている。
「よくないもの」
怪異になる前段階の、怪異の材料となるエネルギー。北白蛇神社など特定の場所に集まり、濃度が高まると怪異と行き遭う確率や怪異現象が発生しやすくなる。怪異の王である吸血鬼は、無自覚にこれを集めてしまう。
「しのぶメイル」において、初代怪異殺しによって、過去に暦と関わった怪異のもどきとして再現される。また初代怪異殺しが敗れた際に、その体内から溢れた無数の怪異が混ざり合い「よくないもの」へと回帰した。
「じゅんビルド」では、キスショットの死なないことへの遺志のみの残留思念が、暦の血液あるいは哀川潤の来訪によって活性化されたことで、姿の見えないキスショットとして形成された。
「正体不明」
化け物作りの専門家である遠江が生み出した怪異現象。遠江の自制心が形となった『「くらやみ」もどき』であり「必要でないけど欲しいもの」、「やるべきことの邪魔となるもの」を消し去っていた。正体が分からないので基本的に対処のしようがないが、その正体、この場合は生み出した人間が誰かを暴けば、本物の「くらやみ」によって飲まれ消滅する。ただし、正体を「何か」に定義づければ「それ」として実体化させ、存在を固着させられる。
忍野 扇（おしの おうぎ）
暦が生み出した「正体不明」。暦の自身に対する負い目、引け目、罪悪感、欺瞞といったものに対する自己批判が具現化した「阿良々木暦自身」とも呼べる存在。伊豆湖は「ダークこよみん」と呼び、翼のブラック羽川や撫子のクチナワに近い存在と称した。
初代怪異殺しが駿河の左手をエナジードレインし、その初代怪異殺しを忍が喰らい、忍とペアリングしている暦に猿の手の内にある「正体不明」の因子が流れ込んだことで誕生した。誕生の経緯から鎧武者が内包していた「よくないもの」の能力や、そして忍の物質創造スキルを身に付けており、それらを駆使して専門家らを町から追放したり、かつての直江津高校の教室や火事で消失した学習塾跡の廃ビルを生み出したりした。
その出自ゆえ、"忍野扇"の「忍野」は本来"忍野メメ"由来のものではなく、"忍野忍"由来である事が伊豆湖から語られている（同時に、自身が8月にメメの妹を名乗ってしまった事が悪い宣伝になったのだろうと推理している）。
彼女が作り出した学習塾跡の廃ビルにおける最終局面にて他ならない暦に自らの正体を看破され「くらやみ」によって消滅しそうになるが、彼女を見捨てる事の出来なかった暦によって助けられる。
さらに、翼に連れられ間一髪で駆け付けた忍野メメ本人によって「僕の可愛い姪っ子」として定義づけられたことで、「怪異〈忍野扇〉」ではなく「忍野メメの姪」としての存在が確定し「くらやみ」の排除対象から外れ九死に一生を得た。
人魚
ゴーレム
人狼

### 主な出来事
| 日時                                         | 出来事 | 話                   | 物語                                 |
| -------------------------------------------- | --- | -------------------- | ------------------------------------ |
| 約600年前                                    | 「うつくし姫」アセロラ、吸血鬼キスショットになる                                                                               | あせろらボナペティ   | 業物語                               |
| ルートX（別ルート）の11年前 5月13日〜5月14日 | 暦、忍、8月21日からタイムスリップし、真宵を助ける。                                                                            | まよいキョンシー     | 傾物語                               |
| 11年前5月14日                                | 真宵、交通事故に遭う。 | まよいマイマイ       | 化物語（上）                         |
| 6年前                                        | 暦の両親が育を阿良々木家に保護。                                                                                               | そだちロスト         | 終物語（上）                         |
| 5年前夏休み                                  | 暦、育から数学の面白さを学ぶ。                                                                                                 | そだちリドル         | 終物語（上）                         |
| 4年前                                        | ひたぎ、駿河を陸上部に勧誘し追い返される。                                                                                     | ひたぎスローイング   | ヒロイン本                           |
| 暦・高校1 - 2年                              | |                      |                                      |
| 2年前7月15日                                 | 1年3組で数学の期末試験の得点を巡る学級会が開催される。暦、以後素行不良となる。                                                 | おうぎフォーミュラ   | 終物語（上）                         |
| 3月25日                                      | 高校2年の終業式。暦が偶然翼のパンツを見たことがきっかけで彼女と友達になる。                                                    | こよみヴァンプ       | 傷物語                               |
| 3月26日未明                                  | 暦、キスショットを助け、図らずも吸血鬼になる。                                                                                 | こよみヴァンプ       | 傷物語                               |
| 3月28日                                      | 暦、吸血鬼退治の専門家に襲われるが、メメに助けられる。                                                                         | こよみヴァンプ       | 傷物語                               |
| 暦・高校3年1学期                             | |                      |                                      |
| 4月7日                                       | キスショットに関する一連の事件が解決。                                                                                         | こよみヴァンプ       | 傷物語                               |
| 4月8日                                       | 高校3年の始業式。暦と翼が同じクラスになる。                                                                                    | こよみヴァンプ       | 傷物語                               |
| 4月11日                                      | 翼、中庭の石について暦に相談。                                                                                                 | こよみストーン       | 暦物語                               |
| 4月12日                                      | 暦、中庭の祠を撤去する。 | こよみストーン       | 暦物語                               |
| ルートXのゴールデンウィーク前                | メメ、成長した真宵と出会う。                                                                                                   | まよいキョンシー     | 傾物語                               |
| 4月下旬                                      | 暦、子荻・一姫・玉藻によって三叉路に追い詰められる。                                                                           | しおぎレンジャー     | 混物語                               |
| 4月29日（土）                                | 翼が猫の怪異に魅せられる。 | つばさファミリー     | 猫物語（黒）                         |
| 5月7日                                       | メメと旧キスショットの助力によって、翼の事件は一応の解決に至る。メメ、旧キスショットを忍と命名。                               | つばさファミリー     | 猫物語（黒）                         |
| 5月8日                                       | 暦、ひたぎの秘密を知る。 | ひたぎクラブ         | 化物語（上）                         |
| 5月9日（火）                                 | ひたぎ、屋上の花について暦に相談。                                                                                             | こよみフラワー       | 暦物語                               |
| 5月10日                                      | 暦、学校の屋上を調査。 | こよみフラワー       | 暦物語                               |
| 5月14日（日）                                | 暦、真宵と出会う。その後、ひたぎに告白され恋人になる。                                                                         | まよいマイマイ       | 化物語（上）                         |
| 不明                                         | 暦、駿河にストーキングされるようになる。                                                                                       | するがモンキー       | 化物語（上）                         |
| 5月26日?（金）                               | 暦、ひたぎと勉強会。その後、怪異に襲撃される。                                                                                 | するがモンキー       | 化物語（上）                         |
| 5月27日?（土）                               | 暦、神原家を初めて訪問。メメの協力により暦、ひたぎと駿河、和解。                                                               | するがモンキー       | 化物語（上）                         |
| 6月11日（日）                                | 暦・駿河、北白蛇神社にお札を貼りに行く。                                                                                       | なでこスネイク       | 化物語（下）                         |
| 6月12日（月）                                | 暦、撫子と再会する。 | なでこスネイク       | 化物語（下）                         |
| 6月13日                                      | 暦、ひたぎと初デート。 | つばさキャット       | 化物語（下）                         |
| 6月14日                                      | 翼に憑いた猫の怪異が再出現。忍の助力で事件は解決する。メメ、町を去る。                                                         | つばさキャット       | 化物語（下）                         |
| ルートXの6月14日（水）夜半〜6月15日（木）    | 忍、家出し世界を滅ぼそうと人を吸血鬼化。                                                                                       | まよいキョンシー     | 傾物語                               |
| 6月15日                                      | 暦・ひたぎ・翼・駿河、学習塾跡地訪問。                                                                                         | つばさキャット       | 化物語（下）                         |
| 6月16日                                      | 私立直江津高校大文化祭開催。                                                                                                   | つばさキャット       | 化物語（下）                         |
| 6月18日（日）                                | 暦、翼とカラオケへ行く。翼、二本の三つ編みを暦に切らせる。                                                                     | つばさソング         | 化物語アニメコンプリートガイドブック |
| 6月19日（月）                                | 真宵、砂場の顔の話を暦に提供。                                                                                                 | こよみサンド         | 暦物語                               |
| 不明（日）                                   | 暦、ひたぎとケーキバイキングに行く。                                                                                           | ひたぎブッフェ       | 化物語アニメコンプリートガイドブック |
| 不明（日）                                   | 暦、駿河とバスケットボール。                                                                                                   | するがコート         | 化物語アニメコンプリートガイドブック |
| 不明（日）                                   | 暦、撫子とプールへ行く。 | なでこプール         | 化物語アニメコンプリートガイドブック |
| 不明                                         | 暦、潤に轢かれ吸血鬼退治に同行する。                                                                                           | じゅんビルド         | 混物語                               |
| 不明                                         | 暦、北白蛇神社で眉美と出会う。                                                                                                 | まゆみレッドアイ     | 混物語                               |
| 7月の休日                                    | 暦、駿河の部屋の二度目の掃除。神原父の話を聞く。                                                                               | こよみウォーター     | 暦物語                               |
| 7月29日（土）                                | 火燐、泥舟と会い蜂の怪異の毒に冒される。暦、神原家を出たところで泥舟と出会う。その直後、ひたぎに監禁される。                   | かれんビー           | 偽物語（上）                         |
| 7月30日（日）                                | 暦、家出した火憐を説得。暦とひたぎ、泥舟と対決。                                                                               | かれんビー           | 偽物語（上）                         |
| 8月初旬                                      | 撫子が阿良々木家を訪問。 | こよみウインド       | 暦物語                               |
| 8月9日                                       | 撫子、漫画の4話の構想を練る。                                                                                                  | 千石撫子のほぼ日手帳 | ほぼ日手帳公式ガイドブック2015       |
| 8月14日（月）                                | 暦、余弦と余接に出会う。 | つきひフェニックス   | 偽物語（下）                         |
| 8月15日（火）                                | 暦、月火に彼女の存在について翌日にかけて詰問される。                                                                           | つきひエターナル     | 偽物語アニメコンプリートガイドブック |
| 不明（8月16日〜19日の間）                    | 火憐、暦の彼女の存在を聞かされ駄々をこねる。                                                                                   | かれんアームレッグ   | 偽物語アニメコンプリートガイドブック |
| 不明（8月16日〜19日の間）                    | ガハラサミット開催。 | ひたぎネック         | 偽物語アニメコンプリートガイドブック |
| 不明（8月16日〜19日の間）                    | ガハラサミット開催。 | しのぶハウス         | 偽物語アニメコンプリートガイドブック |
| 8月20日（日）                                | 夏休み最終日。暦、真宵を自室に拉致する。                                                                                       | まよいルーム         | 化物語アニメコンプリートガイドブック |
| 8月20日（日）                                | 暦、余接と再会する。 | まよいキョンシー     | 傾物語                               |
| 暦・高校3年2学期                             | |                      |                                      |
| ルートXの8月21日（月）                       | 暦と忍、11年前から戻り、世界が滅びていることを知る。忍、世界を滅ぼしたのがキスショットであることに気づく。                     | まよいキョンシー     | 傾物語                               |
| 8月21日（月）                                | 暦、忍と共に11年前へ飛ぶ。ルートXの8月26日から戻る。                                                                           | まよいキョンシー     | 傾物語                               |
| 8月21日（月）                                | 翼、暦を捜索している真宵と出会う。その後、虎の怪異に睨まれる。                                                                 | つばさタイガー       | 猫物語（白）                         |
| 8月21日（月）                                | 真宵、自宅へ帰る途中の暦を発見。                                                                                               | まよいキョンシー     | 傾物語                               |
| 8月21日（月）                                | 暦、真宵とともに帰宅途中「くらやみ」に襲われる。余接に救われ、学習塾跡に避難。                                                 | しのぶタイム         | 鬼物語                               |
| 8月21日（月）                                | 羽川家、全焼。 | つばさタイガー       | 猫物語（白）                         |
| 8月21日（月）                                | 暦達、再び「くらやみ」に襲われる。余接により、県外の山奥へ逃れる。暦と忍のペアリングが切れる。                                 | しのぶタイム         | 鬼物語                               |
| 8月21日（月）                                | 翼、学習塾跡に泊まる。 | つばさタイガー       | 猫物語（白）                         |
| ルートXの8月22日                             | 暦と忍、再度過去に戻るための方法を探し日本中を巡るが失敗。                                                                     | まよいキョンシー     | 傾物語                               |
| 8月22日                                      | 暦、12時間ほどの眠りから目を覚ます。下山開始。                                                                                 | しのぶタイム         | 鬼物語                               |
| 8月22日                                      | 翼、戦場ヶ原家に泊まる。 | つばさタイガー       | 猫物語（白）                         |
| 不明                                         | 暦、人を探す方法を思いつく。                                                                                                   | まよいキョンシー     | 傾物語                               |
| 8月23日                                      | 暦、伊豆湖と出会う。真宵、去る。                                                                                               | しのぶタイム         | 鬼物語                               |
| 8月23日                                      | 駿河の元に暦からメールが届く。翼、阿良々木家に泊まる。                                                                         | つばさタイガー       | 猫物語（白）                         |
| 8月23日                                      | 暦、学習塾跡で駿河と合流。鎧武者と戦闘。学習塾跡が突如炎上したため暦達脱出。学習塾跡焼失。                                     | しのぶメイル         | 終物語（中）                         |
| 8月23日                                      | ブラック羽川、忍と出会う。 | つばさタイガー       | 猫物語（白）                         |
| 8月23日                                      | 余接、猿の怪異を倒し、忍とブラック羽川を救う。                                                                                 | よつぎストレス       | ヒロイン本                           |
| 8月24日                                      | 暦と駿河、浪白公園で忍と合流した後、北白蛇神社で伊豆湖と合流。伊豆湖、エピソードを迎えに行く。暦、鎧武者から決闘を申し込まれる | しのぶメイル         | 終物語（中）                         |
| 8月24日                                      | 翼、エピソードと伊豆湖に出会う。翼、決意の夜。                                                                                 | つばさタイガー       | 猫物語（白）                         |
| 8月24日                                      | 暦、伊豆湖達と合流。その夜、鎧武者と決闘。                                                                                     | しのぶメイル         | 終物語（中）                         |
| ルートXの8月26日（土）                       | 暦、人捜しの方法を実行し、成長した真宵と出会う。忍、全盛期のキスショットの血を吸い、元のルートの8月21日に戻る。                | まよいキョンシー     | 傾物語                               |
| 9月下旬                                      | 火憐、道場の木について暦に相談。                                                                                               | こよみツリー         | 暦物語                               |
| 10月の平日                                   | 月火、茶道部のお化けについて暦に相談。                                                                                         | こよみティー         | 暦物語                               |
| 不明                                         | 暦、確認のために茶道部を訪ね否定姫と出会う。否定姫、刀比べを持ち掛ける。                                                       | ひていクリア         | 混物語                               |
| 10月24日                                     | 暦、扇との邂逅。時の止まった教室で二年前の謎を解く。                                                                           | おうぎフォーミュラ   | 終物語（上）                         |
| 10月25日                                     | 暦、育と二年ぶりの再会。扇と共に旧老倉家を訪れ、五年前の謎を解く。                                                             | そだちリドル         | 終物語（上）                         |
| 10月27日                                     | 暦、翼と共に育の部屋を訪れ、育の母の失踪の謎を解く。                                                                           | そだちロスト         | 終物語（上）                         |
| 不明                                         | 暦、旧老倉家を訪ね、潜伏中の無桐伊織に囚われる。                                                                               | いおりフーガ         | 混物語                               |
| 10月31日（火）                               | 撫子、白い蛇と出会う。 | なでこメドゥーサ     | 囮物語                               |
| 11月1日                                      | 暦と扇、北白蛇神社を訪問。 | こよみマウンテン     | 暦物語                               |
| 11月1日                                      | 暦、撫子を保護。 | なでこメドゥーサ     | 囮物語                               |
| 11月2日                                      | 撫子、神になる。 | なでこメドゥーサ     | 囮物語                               |
| 10月末～11月初旬                             | 翼、ドイツでドラマツルギーと共闘する                                                                                           | つばさスリーピング   | 業物語                               |
| 11月                                         | 暦、千賀三姉妹に翼と間違われ、鴉の濡れ羽島に同行する                                                                           | あかりトリプル       | 混物語                               |
| 11月28日（火）                               | 育、宍倉崎高校に編入。 | そだちフィアスコ     | 愚物語                               |
| 不明                                         | 翼、育から渡された棋譜の解読の協力を零に頼む。                                                                                 | つばさライオン       | 月物語                               |
| 12月                                         | 暦と忍が、ひたぎの手作りドーナツを食べる。                                                                                     | こよみトーラス       | 暦物語                               |
| 12月下旬                                     | 暦、扇に真宵成仏の顛末を語る。                                                                                                 | しのぶタイム         | 鬼物語                               |
| 1月1日                                       | 泥舟、ひたぎから仕事の依頼を受ける。                                                                                           | ひたぎエンド         | 恋物語                               |
| 1月2日                                       | 泥舟、北白蛇神社で撫子と出会う。                                                                                               | ひたぎエンド         | 恋物語                               |
| 1月3日                                       | 泥舟、撫子の部屋へ不法侵入する。                                                                                               | ひたぎエンド         | 恋物語                               |
| 1月4日                                       | 泥舟、北白蛇神社の入口で翼と出会う。                                                                                           | ひたぎエンド         | 恋物語                               |
| 暦・高校3年3学期                             | |                      |                                      |
| 1月中旬                                      | 余接、暦と泥舟を気遣って遠ざける。                                                                                             | こよみシード         | 暦物語                               |
| 2月1日                                       | 泥舟、撫子を騙す。撫子、人間に戻る。泥舟、中学生に襲われ大怪我を負う。                                                         | ひたぎエンド         | 恋物語                               |
| 2月初旬                                      | 暦、理澄と出会い、崩子誘拐事件のトリックを解明する。                                                                           | りずむロックン       | 混物語                               |
| 2月13日                                      | 暦、自身の異変に気づき、余弦・余接と再会する。                                                                                 | よつぎドール         | 憑物語                               |
| 2月14日                                      | 手折正弦登場。暦、ひたぎのチョコを受け取る。余接が阿良々木家に住む。                                                           | よつぎドール         | 憑物語                               |
| 不明                                         | ひたぎ、暦の部屋に自分のフィギュアを設置する。                                                                                 | ひたぎフィギュア     | 化物語premiereアイテムBOX            |
| 2月                                          | 余弦、北白蛇神社に居を構える。                                                                                                 | こよみナッシング     | 暦物語                               |
| 2月下旬                                      | 暦、余弦に稽古をつけてもらう。翌日までに余弦失踪。                                                                             | こよみナッシング     | 暦物語                               |
| 3月13日                                      | 暦、扇に鎧武者の事件を語る。                                                                                                   | しのぶメイル         | 終物語（中）                         |
| 3月13日                                      | 暦、伊豆湖に殺される。真宵と再会。                                                                                             | こよみデッド         | 暦物語                               |
| 3月13日                                      | 暦、阿鼻地獄で正弦と再会し、真宵を連れて生き返る。キスショット完全復活。                                                       | まよいヘル           | 終物語（下）                         |
| 3月13日～14日                                | 翼、メメと再会。メメ捜索中の出来事を語る                                                                                       | つばさスリーピング   | 業物語                               |
| 3月14日                                      | 暦、ひたぎとデート。 | ひたぎランデブー     | 終物語（下）                         |
| 3月14日                                      | 暦、扇の正体を知る。メメ再登場。真宵、神になる。キスショット、再び忍野忍として暦の影の中に戻る。                               | おうぎダーク         | 終物語（下）                         |
| 3月15日                                      | 暦とひたぎ、翼、私立直江津高校を卒業。                                                                                         | おうぎダーク         | 終物語（下）                         |
| 3月15日                                      | 翼、旅立つ | こよみリバース       | 続・終物語                           |
| 3月16日                                      | 暦、鏡に取り込まれ裏返った世界へ                                                                                               | こよみリバース       | 続・終物語                           |
| 3月17日                                      | 暦、元の世界に戻る | こよみリバース       | 続・終物語                           |
| 3月18日                                      | 暦、ひたぎとともに合格発表を見に大学へ                                                                                         | こよみリバース       | 続・終物語                           |
| 不明                                         | 月火、暦に散髪してもらう。 | つきひブラッシング   | ヒロイン本                           |
| 暦・大学生                                   | |                      |                                      |
| 4月                                          | 暦・ひたぎ、国立曲直瀬大学に入学する。                                                                                         | しのぶマスタード     | 忍物語                               |
| 4月9日                                       | 駿河、「悪魔様」の噂を聞き、蝋花と会う。                                                                                       | するがデビル         | 花物語                               |
| 4月10日                                      | 駿河の左腕から猿の手が消える。                                                                                                 | するがデビル         | 花物語                               |
| 4月15日（日）                                | 駿河、オープンキャンパスの帰りに泥舟と出会う。                                                                                 | するがデビル         | 花物語                               |
| 4月16日                                      | 駿河、蠟花と再会する。 | するがデビル         | 花物語                               |
| 4月17日                                      | 駿河、暦と再会する。 | するがデビル         | 花物語                               |
| 4月20日（金）                                | 駿河、蠟花と対決する。 | するがデビル         | 花物語                               |
| 4月21日（土）                                | 駿河、暦に散髪してもらう。 | するがデビル         | 花物語                               |
| 不明                                         | 余接、動いているところを月火に見つかる。                                                                                       | つきひアンドゥ       | 愚物語                               |
| 不明（夏休み前の平日）                       | 撫子、増える | なでこドロー         | 撫物語                               |
| 不明（期末考査前）                           | 暦、伊豆湖に頼まれ直江津高校女子生徒失踪（ミイラ化）事件の犯人捜しの助手を務める                                               | しのぶマスタード     | 忍物語                               |
| 不明                                         | 暦、日傘から女子小学生誘拐事件の情報を聞かされる                                                                               | まよいスネイル       | 宵物語                               |
| 不明                                         | 撫子、真宵に正式に神権授受を行う                                                                                               | まよいスネイク       | 宵物語                               |
| 不明（夏休み直前）                           | 暦、大学の准教授から児童虐待の相談を受ける                                                                                     | よつぎバディ         | 余物語                               |
| 7月（夏休み初日）                            | 駿河、自室であるはずのない左手の木乃伊と母の遺した暗号を見つける                                                               | するがボーンヘッド   | 愚物語                               |
| 7月（夏休み初日）                            | 火憐、師匠に命じられ山ごもりに向かう                                                                                           | かれんオウガ         | 業物語                               |
| 7月（夏休み二日目）                          | 駿河、扇をつれて「宝探し」に                                                                                                   | するがボーンヘッド   | 愚物語                               |
| 不明（夏休み）                               | 暦、行方不明の准教授を捜索。余接、阿良々木家から撤退                                                                           | よつぎバディ         | 余物語                               |
| 不明（夏休み）                               | 撫子、伊豆湖と出会い「仕事」を任される                                                                                         | よつぎシャドウ       | 余物語                               |
| 暦・社会人                                   | |                      |                                      |
| 5年後                                        | 暦、直江津署風説課に配属される                                                                                                 | ぜんかマーメイド     | 結物語                               |

## 既刊一覧・収録作品

### 小説
すべて講談社BOXより刊行。刊行順は作品中の時系列とは一致していない。
|                                     | タイトル                           | 第1刷発行日                        | 発売日                             | ISBN                               | 収録話                                                      | 語り部                             | 初出                                                     |
| ファーストシーズン（全6巻、全9話）  | ファーストシーズン（全6巻、全9話） | ファーストシーズン（全6巻、全9話） | ファーストシーズン（全6巻、全9話） | ファーストシーズン（全6巻、全9話） | ファーストシーズン（全6巻、全9話）                          | ファーストシーズン（全6巻、全9話） | ファーストシーズン（全6巻、全9話）                       |
| ----------------------------------- | ---------------------------------- | ---------------------------------- | ---------------------------------- | ---------------------------------- | ----------------------------------------------------------- | ---------------------------------- | -------------------------------------------------------- |
| 1                                   | 化物語（上）                       | 2006年11月1日                      | 2006年11月2日                      | 4-06-283602-5                      | 第一話 ひたぎクラブ                                         | 阿良々木暦                         | メフィスト 2005年9月号                                   |
| 1                                   | 化物語（上）                       | 2006年11月1日                      | 2006年11月2日                      | 4-06-283602-5                      | 第二話 まよいマイマイ                                       | 阿良々木暦                         | メフィスト 2006年1月号                                   |
| 1                                   | 化物語（上）                       | 2006年11月1日                      | 2006年11月2日                      | 4-06-283602-5                      | 第三話 するがモンキー                                       | 阿良々木暦                         | メフィスト 2006年5月号                                   |
| 2                                   | 化物語（下）                       | 2006年12月4日                      | 2006年12月5日                      | 4-06-283607-6                      | 第四話 なでこスネイク                                       | 阿良々木暦                         | 書き下ろし                                               |
| 2                                   | 化物語（下）                       | 2006年12月4日                      | 2006年12月5日                      | 4-06-283607-6                      | 第五話 つばさキャット                                       | 阿良々木暦                         | 書き下ろし                                               |
| 3                                   | 傷物語                             | 2008年5月7日                       | 2008年5月8日                       | 978-4-06-283663-0                  | 第零話 こよみヴァンプ                                       | 阿良々木暦                         | パンドラ Vol.1 SIDE-A                                    |
| 4                                   | 偽物語（上）                       | 2008年9月1日                       | 2008年9月2日                       | 978-4-06-283679-1                  | 第六話 かれんビー                                           | 阿良々木暦                         | 書き下ろし                                               |
| 5                                   | 偽物語（下）                       | 2009年6月10日                      | 2009年6月11日                      | 978-4-06-283702-6                  | 最終話 つきひフェニックス                                   | 阿良々木暦                         | 書き下ろし                                               |
| 6                                   | 猫物語（黒）                       | 2010年7月28日                      | 2010年7月29日                      | 978-4-06-283748-4                  | 第禁話 つばさファミリー                                     | 阿良々木暦                         | 書き下ろし                                               |
| セカンドシーズン（全6巻、全6話）    |                                    |                                    |                                    |                                    |                                                             |                                    |                                                          |
| 7                                   | 猫物語（白）                       | 2010年10月27日                     | 2010年10月28日                     | 978-4-06-283758-3                  | 第懇話 つばさタイガー                                       | 羽川翼                             | 書き下ろし                                               |
| 8                                   | 傾物語                             | 2010年12月24日                     | 2010年12月25日                     | 978-4-06-283767-5                  | 第閑話 まよいキョンシー                                     | 阿良々木暦                         | 書き下ろし                                               |
| 9                                   | 花物語                             | 2011年3月29日                      | 2011年3月30日                      | 978-4-06-283771-2                  | 第変話 するがデビル                                         | 神原駿河                           | 書き下ろし                                               |
| 10                                  | 囮物語                             | 2011年6月28日                      | 2011年6月29日                      | 978-4-06-283776-7                  | 第乱話 なでこメドゥーサ                                     | 千石撫子                           | 書き下ろし                                               |
| 11                                  | 鬼物語                             | 2011年9月28日                      | 2011年9月29日                      | 978-4-06-283781-1                  | 第忍話 しのぶタイム                                         | 阿良々木暦                         | 書き下ろし                                               |
| 12                                  | 恋物語                             | 2011年12月20日                     | 2011年12月21日                     | 978-4-06-283792-7                  | 第恋話 ひたぎエンド                                         | 貝木泥舟                           | 書き下ろし                                               |
| ファイナルシーズン（全6巻、全21話） |                                    |                                    |                                    |                                    |                                                             |                                    |                                                          |
| 13                                  | 憑物語                             | 2012年9月26日                      | 2012年9月27日                      | 978-4-06-283812-2                  | 第体話 よつぎドール                                         | 阿良々木暦                         | 書き下ろし                                               |
| 14                                  | 暦物語                             | 2013年5月20日                      | 2013年5月21日                      | 978-4-06-283837-5                  | 第一話 こよみストーン                                       | 阿良々木暦                         | 書き下ろし                                               |
| 14                                  | 暦物語                             | 2013年5月20日                      | 2013年5月21日                      | 978-4-06-283837-5                  | 第二話 こよみフラワー                                       | 阿良々木暦                         | 書き下ろし                                               |
| 14                                  | 暦物語                             | 2013年5月20日                      | 2013年5月21日                      | 978-4-06-283837-5                  | 第三話 こよみサンド                                         | 阿良々木暦                         | 書き下ろし                                               |
| 14                                  | 暦物語                             | 2013年5月20日                      | 2013年5月21日                      | 978-4-06-283837-5                  | 第四話 こよみウォーター                                     | 阿良々木暦                         | 書き下ろし                                               |
| 14                                  | 暦物語                             | 2013年5月20日                      | 2013年5月21日                      | 978-4-06-283837-5                  | 第五話 こよみウインド                                       | 阿良々木暦                         | 書き下ろし                                               |
| 14                                  | 暦物語                             | 2013年5月20日                      | 2013年5月21日                      | 978-4-06-283837-5                  | 第六話 こよみツリー                                         | 阿良々木暦                         | 書き下ろし                                               |
| 14                                  | 暦物語                             | 2013年5月20日                      | 2013年5月21日                      | 978-4-06-283837-5                  | 第七話 こよみティー                                         | 阿良々木暦                         | 書き下ろし                                               |
| 14                                  | 暦物語                             | 2013年5月20日                      | 2013年5月21日                      | 978-4-06-283837-5                  | 第八話 こよみマウンテン                                     | 阿良々木暦                         | 書き下ろし                                               |
| 14                                  | 暦物語                             | 2013年5月20日                      | 2013年5月21日                      | 978-4-06-283837-5                  | 第九話 こよみトーラス                                       | 阿良々木暦                         | 書き下ろし                                               |
| 14                                  | 暦物語                             | 2013年5月20日                      | 2013年5月21日                      | 978-4-06-283837-5                  | 第十話 こよみシード                                         | 阿良々木暦                         | 書き下ろし                                               |
| 14                                  | 暦物語                             | 2013年5月20日                      | 2013年5月21日                      | 978-4-06-283837-5                  | 第十一話 こよみナッシング                                   | 阿良々木暦                         | 書き下ろし                                               |
| 14                                  | 暦物語                             | 2013年5月20日                      | 2013年5月21日                      | 978-4-06-283837-5                  | 第十二話 こよみデッド                                       | 阿良々木暦                         | 書き下ろし                                               |
| 15                                  | 終物語（上）                       | 2013年10月21日                     | 2013年10月22日                     | 978-4-06-283857-3                  | 第一話 おうぎフォーミュラ                                   | 阿良々木暦                         | 別冊少年マガジン 2013年10月号                            |
| 15                                  | 終物語（上）                       | 2013年10月21日                     | 2013年10月22日                     | 978-4-06-283857-3                  | 第二話 そだちリドル                                         | 阿良々木暦                         | 書き下ろし                                               |
| 15                                  | 終物語（上）                       | 2013年10月21日                     | 2013年10月22日                     | 978-4-06-283857-3                  | 第三話 そだちロスト                                         | 阿良々木暦                         | 書き下ろし                                               |
| 16                                  | 終物語（中）                       | 2014年1月29日                      | 2014年1月30日                      | 978-4-06-283861-0                  | 第四話 しのぶメイル                                         | 阿良々木暦                         | 書き下ろし                                               |
| 17                                  | 終物語（下）                       | 2014年4月1日                       | 2014年4月2日                       | 978-4-06-283868-9                  | 第五話 まよいヘル                                           | 阿良々木暦                         | 書き下ろし                                               |
| 17                                  | 終物語（下）                       | 2014年4月1日                       | 2014年4月2日                       | 978-4-06-283868-9                  | 第六話 ひたぎランデブー                                     | 阿良々木暦                         | 書き下ろし                                               |
| 17                                  | 終物語（下）                       | 2014年4月1日                       | 2014年4月2日                       | 978-4-06-283868-9                  | 第七話 おうぎダーク                                         | 阿良々木暦                         | 書き下ろし                                               |
| 18                                  | 続・終物語                         | 2014年9月17日                      | 2014年9月18日                      | 978-4-06-283878-8                  | 最終話 こよみリバース                                       | 阿良々木暦                         | 書き下ろし                                               |
| オフシーズン（全4巻、全12話）       |                                    |                                    |                                    |                                    |                                                             |                                    |                                                          |
| 19                                  | 愚物語                             | 2015年10月5日                      | 2015年10月6日                      | 978-4-06-283889-4                  | 第一話 そだちフィアスコ                                     | 老倉育                             | 書き下ろし                                               |
| 19                                  | 愚物語                             | 2015年10月5日                      | 2015年10月6日                      | 978-4-06-283889-4                  | 第二話 するがボーンヘッド                                   | 神原駿河                           | 書き下ろし                                               |
| 19                                  | 愚物語                             | 2015年10月5日                      | 2015年10月6日                      | 978-4-06-283889-4                  | 第三話 つきひアンドゥ                                       | 斧乃木余接                         | 書き下ろし                                               |
| 20                                  | 業物語                             | 2016年1月13日                      | 2016年1月14日                      | 978-4-06-283892-4                  | 残酷童話 うつくし姫                                         | なし                               | アニメ〈物語〉シリーズヒロイン本 其ノ參 忍野忍           |
| 20                                  | 業物語                             | 2016年1月13日                      | 2016年1月14日                      | 978-4-06-283892-4                  | 第零話 あせろらボナペティ                                   | スーサイドマスター                 | 書き下ろし                                               |
| 20                                  | 業物語                             | 2016年1月13日                      | 2016年1月14日                      | 978-4-06-283892-4                  | 第零話 かれんオウガ                                         | 阿良々木火憐                       | 書き下ろし                                               |
| 20                                  | 業物語                             | 2016年1月13日                      | 2016年1月14日                      | 978-4-06-283892-4                  | 第零話 つばさスリーピング                                   | 羽川翼                             | 書き下ろし                                               |
| 21                                  | 撫物語                             | 2016年7月27日                      | 2016年7月28日                      | 978-4-06-283898-6                  | 第零話 なでこドロー                                         | 千石撫子                           | 書き下ろし                                               |
| 22                                  | 結物語                             | 2017年1月11日                      | 2017年1月12日                      | 978-4-06-283900-6                  | 第一話 ぜんかマーメイド                                     | 阿良々木暦                         | 書き下ろし                                               |
| 22                                  | 結物語                             | 2017年1月11日                      | 2017年1月12日                      | 978-4-06-283900-6                  | 第二話 のぞみゴーレム                                       | 阿良々木暦                         | 書き下ろし                                               |
| 22                                  | 結物語                             | 2017年1月11日                      | 2017年1月12日                      | 978-4-06-283900-6                  | 第三話 みとめウルフ                                         | 阿良々木暦                         | 書き下ろし                                               |
| 22                                  | 結物語                             | 2017年1月11日                      | 2017年1月12日                      | 978-4-06-283900-6                  | 第四話 つづらヒューマン                                     | 阿良々木暦                         | 書き下ろし                                               |
| モンスターシーズン（全6巻、全9話）  |                                    |                                    |                                    |                                    |                                                             |                                    |                                                          |
| 23                                  | 忍物語                             | 2017年7月19日                      | 2017年7月20日                      | 978-4-06-283902-0                  | 第一話 しのぶマスタード                                     | 阿良々木暦                         | 書き下ろし                                               |
| 24                                  | 宵物語                             | 2018年6月12日                      | 2018年6月14日                      | 978-4-06-511992-1                  | 第二話 まよいスネイル                                       | 阿良々木暦                         | 書き下ろし                                               |
| 24                                  | 宵物語                             | 2018年6月12日                      | 2018年6月14日                      | 978-4-06-511992-1                  | 第三話 まよいスネイク                                       | 千石撫子                           | 書き下ろし                                               |
| 25                                  | 余物語                             | 2019年4月15日                      | 2019年4月17日                      | 978-4-06-515225-6                  | 第四話 よつぎバディ                                         | 阿良々木暦                         | 書き下ろし                                               |
| 25                                  | 余物語                             | 2019年4月15日                      | 2019年4月17日                      | 978-4-06-515225-6                  | 第五話 よつぎシャドウ                                       | 千石撫子                           | 書き下ろし                                               |
| 26                                  | 扇物語                             | 2020年10月26日                     | 2020年10月28日                     | 978-4-06-521158-8                  | 第六話 おうぎライト                                         | 阿良々木暦                         | 書き下ろし                                               |
| 26                                  | 扇物語                             | 2020年10月26日                     | 2020年10月28日                     | 978-4-06-521158-8                  | 第七話 おうぎフライト                                       | 千石撫子                           | 書き下ろし                                               |
| 27                                  | 死物語（上）                       | 2021年8月17日                      | 2021年8月19日                      | 978-4-06-524454-8                  | 第八話 しのぶスーサイド                                     | 阿良々木暦                         | 書き下ろし                                               |
| 28                                  | 死物語（下）                       | 2021年8月17日                      | 2021年8月19日                      | 978-4-06-524455-5                  | 最終話 なでこアラウンド                                     | 千石撫子                           | 書き下ろし                                               |
| ファミリーシーズン                  |                                    |                                    |                                    |                                    |                                                             |                                    |                                                          |
| 29                                  | 戦物語                             |                                    | 2023年5月17日                      | 978-4-06-531262-9                  | 第婚話 ひたぎハネムーン                                     | 阿良々木暦                         |                                                          |
| 番外編                              |                                    |                                    |                                    |                                    |                                                             |                                    |                                                          |
|                                     | 混物語                             | 2019年2月4日                       | 2019年2月6日                       | 978-4-06-513292-0                  | 第忘話 きょうこバランス                                     | 阿良々木暦                         | 『傷物語〈I 鉄血篇〉』来場特典（2016年1月8日 - 1月15日） |
| 第強話 じゅんビルド                 | 混物語                             | 2019年2月4日                       | 2019年2月6日                       | 978-4-06-513292-0                  | 『傷物語〈I 鉄血篇〉』来場特典（2016年1月16日 - 1月22日）   | 阿良々木暦                         |                                                          |
| 第法話 のみルール                   | 混物語                             | 2019年2月4日                       | 2019年2月6日                       | 978-4-06-513292-0                  | 『傷物語〈I 鉄血篇〉』来場特典（2016年1月23日 - 1月29日）   | 阿良々木暦                         |                                                          |
| 第眼話 まゆみレッドアイ             | 混物語                             | 2019年2月4日                       | 2019年2月6日                       | 978-4-06-513292-0                  | 『傷物語〈I 鉄血篇〉』来場特典（2016年1月30日 - 2月5日）    | 阿良々木暦                         |                                                          |
| 第病話 くろねこベッド               | 混物語                             | 2019年2月4日                       | 2019年2月6日                       | 978-4-06-513292-0                  | 『傷物語〈II 熱血篇〉』来場特典（2016年8月19日 - 8月26日）  | 阿良々木暦                         |                                                          |
| 第血話 りすかブラッド               | 混物語                             | 2019年2月4日                       | 2019年2月6日                       | 978-4-06-513292-0                  | 『傷物語〈II 熱血篇〉』来場特典（2016年8月27日 - 9月2日）   | 阿良々木暦                         |                                                          |
| 第刀話 ひていクリア                 | 混物語                             | 2019年2月4日                       | 2019年2月6日                       | 978-4-06-513292-0                  | 『傷物語〈II 熱血篇〉』来場特典（2016年9月3日 - 9月9日）    | 阿良々木暦                         |                                                          |
| 第殺話 いおりフーガ                 | 混物語                             | 2019年2月4日                       | 2019年2月6日                       | 978-4-06-513292-0                  | 『傷物語〈II 熱血篇〉』来場特典（2016年9月10日 - 9月16日）  | 阿良々木暦                         |                                                          |
| 第軍話 しおぎレンジャー             | 混物語                             | 2019年2月4日                       | 2019年2月6日                       | 978-4-06-513292-0                  | 『傷物語〈III 冷血篇〉』来場特典（2017年1月6日 - 1月13日）  | 阿良々木暦                         |                                                          |
| 第招話 あかりトリプル               | 混物語                             | 2019年2月4日                       | 2019年2月6日                       | 978-4-06-513292-0                  | 『傷物語〈III 冷血篇〉』来場特典（2017年1月14日 - 1月20日） | 阿良々木暦                         |                                                          |
| 第喰話 りずむロックン               | 混物語                             | 2019年2月4日                       | 2019年2月6日                       | 978-4-06-513292-0                  | 『傷物語〈III 冷血篇〉』来場特典（2017年1月21日 - 1月27日） | 阿良々木暦                         |                                                          |
| 第大話 みここコミュニティ           | 混物語                             | 2019年2月4日                       | 2019年2月6日                       | 978-4-06-513292-0                  | 『傷物語〈III 冷血篇〉』来場特典（2017年1月28日 - 2月3日）  | 阿良々木暦                         |                                                          |
| 第英話 くうインビジブル             | 混物語                             | 2019年2月4日                       | 2019年2月6日                       | 978-4-06-513292-0                  | 書き下ろし                                                  | 阿良々木暦                         |                                                          |
| 第騙話 らいルーレット               | 混物語                             | 2019年2月4日                       | 2019年2月6日                       | 978-4-06-513292-0                  | 書き下ろし                                                  | 阿良々木暦                         |                                                          |
| 第終話 まごころフィニッシャー       | 混物語                             | 2019年2月4日                       | 2019年2月6日                       | 978-4-06-513292-0                  | 書き下ろし                                                  | 阿良々木暦                         |                                                          |

### 短々編

#### 『短物語』収録
| 題名                 | 頒布日     | 掲載・収録元                                                     |
| -------------------- | ---------- | ---------------------------------------------------------------- |
| ひたぎブッフェ       | 2010/10/28 | 『化物語アニメコンプリートガイドブック』                         |
| まよいルーム         | 2010/10/28 | 『化物語アニメコンプリートガイドブック』                         |
| するがコート         | 2010/10/28 | 『化物語アニメコンプリートガイドブック』                         |
| なでこプール         | 2010/10/28 | 『化物語アニメコンプリートガイドブック』                         |
| つばさソング         | 2010/10/28 | 『化物語アニメコンプリートガイドブック』                         |
| つきひエターナル     | 2012/09/28 | 『偽物語アニメコンプリートガイドブック』                         |
| かれんアームレッグ   | 2012/09/28 | 『偽物語アニメコンプリートガイドブック』                         |
| ひたぎネック         | 2012/09/28 | 『偽物語アニメコンプリートガイドブック』                         |
| しのぶハウス         | 2012/09/28 | 『偽物語アニメコンプリートガイドブック』                         |
| つばさボード         | 2013/07/06 | 読売新聞（2013年7月6日）                                         |
| つばさボード         | 2014/04/23 | アニメ『鬼物語（上）』完全限定生産版Blu-ray＆DVD特典小冊子       |
| まよいキャッスル     | 2013/08/17 | 読売新聞（2013年8月17日）                                        |
| まよいキャッスル     | 2014/04/23 | アニメ『鬼物語（上）』完全限定生産版Blu-ray＆DVD特典小冊子       |
| ひたぎコイン         | 2013/09/13 | 『化物語 ［入門編］』                                            |
| なでこミラー         | 2013/09/21 | 読売新聞（2013年9月21日）                                        |
| なでこミラー         | 2014/05/28 | アニメ『鬼物語（下）』完全限定生産版Blu-ray＆DVD特典小冊子       |
| しのぶサイエンス     | 2013/10/26 | 読売新聞（2013年10月26日）                                       |
| しのぶサイエンス     | 2014/04/23 | アニメ『鬼物語（上）』完全限定生産版Blu-ray＆DVD特典小冊子       |
| ひたぎフィギュア     | 2013/11/22 | 『化物語PremiumアイテムBOX』付属の小冊子                         |
| ひたぎサラマンダー   | 2013/11/23 | 読売新聞（2013年11月23日）                                       |
| ひたぎサラマンダー   | 2014/05/28 | アニメ『鬼物語（下）』完全限定生産版Blu-ray＆DVD特典小冊子       |
| ひたぎスローイング   | 2014/04/02 | 『アニメ＜物語＞シリーズヒロイン本 其ノ伍 戦場ヶ原ひたぎ』       |
| するがパレス         | 2014/04/23 | アニメ『鬼物語（上）』完全限定生産版Blu-ray＆DVD特典ブックレット |
| よつぎフューチャー   | 2014/05/28 | アニメ『鬼物語（下）』完全限定生産版Blu-ray＆DVD特典ブックレット |
| おうぎトラベル       | 2014/05/28 | アニメ『鬼物語（下）』完全限定生産版Blu-ray＆DVD特典ブックレット |
| するがニート         | 2014/08/16 | 読売新聞（2014年8月16日）                                        |
| ろうかゴッド         | 2014/09/19 | 『アニメ＜物語＞シリーズヒロイン本 其ノ陸 神原駿河』             |
| しのぶフィギュア     | 2014/11/21 | 『偽物語PremiumアイテムBOX』付属の小冊子                         |
| かれんブラッシング   | 2015/07/09 | 『アニメ＜物語＞シリーズヒロイン本 其ノ漆 ファイヤーシスターズ』 |
| つきひブラッシング   | 2015/07/09 | 『アニメ＜物語＞シリーズヒロイン本 其ノ漆 ファイヤーシスターズ』 |
| こよみヒストリー     | 2015/11/27 | MADOGATARI展パンフレット                                         |
| よつぎストレス       | 2015/12/23 | 『アニメ＜物語＞シリーズヒロイン本 其ノ捌 斧乃木余接』           |
| 人として             | 2017/01/14 | 『映画「傷物語」ビジュアルブック PART2』                         |
| どうかして           | 2017/01/14 | 『映画「傷物語」ビジュアルブック PART2』                         |
| そして               | 2017/01/14 | 『映画「傷物語」ビジュアルブック PART2』                         |
| どうして             | 2017/03/01 | 『西尾維新祭2016 SPECIALFANBOOK』                                |
| どうして             | 2017/11/29 | 『映画 傷物語 コンプリートガイドブック』                         |
| 心して               | 2017/11/29 | 『アニメ傷物語コンプリートガイドブック』                         |
| まよいウェルカム     | 2017/03/26 | 謎解きイベント『西尾維新の挑戦状』賞品。                         |
| よつぎスノードーム   | -          | 『短物語』書き下ろし                                             |
| おうぎロードムービー | -          | 『短物語』書き下ろし                                             |
| そだちペナルティ     | -          | 『短物語』書き下ろし                                             |
| しのぶトゥナイト     | -          | 『短物語』書き下ろし                                             |
| なでこパスト         | 2024/07/01 | YOASOBI「UNDEAD」原作小説                                        |
| しのぶフューチャー   | 2024/07/01 | YOASOBI「UNDEAD」原作小説                                        |

#### 単行本未収録作品
- 『月物語 第交話つばさライオン』
漫画『3月のライオン』12巻の西尾維新コラボ小説付き特装版に付属、イラスト：羽海野チカ

| 題名                   | 日付       | 掲載・収録                                                           |
| ---------------------- | ---------- | -------------------------------------------------------------------- |
| ひたぎディッシュ       | 2018/06/15 | 漫画『化物語』1巻の特装版                                            |
| ひたぎハーミットクラブ | 2018/08/17 | 漫画『化物語』2巻の特装版                                            |
| そだちミラー           | 2018/11/10 | イベント公開「続・終物語」劇場グッズの劇場リーフレット               |
| そだちミラー           | 2019/02/27 | アニメ『続・終物語（上）』完全限定生産版Blu-ray＆DVD特典ブックレット |
| まよいネーム           | 2018/11/16 | 漫画『化物語』3巻の特装版                                            |
| まよいゴースト         | 2019/01/17 | 漫画『化物語』4巻の特装版                                            |
| おうぎリフレクト       | 2019/03/27 | アニメ『続・終物語（下）』完全限定生産版Blu-ray＆DVD特典ブックレット |
| するがスピード         | 2019/04/17 | 漫画『化物語』5巻の特装版                                            |
| するがヴェロシティ     | 2019/07/17 | 漫画『化物語』6巻の特装版                                            |
| なでこロープ           | 2019/10/17 | 漫画『化物語』7巻の特装版                                            |
| なでこコートシップ     | 2020/02/17 | 漫画『化物語』8巻の特装版                                            |
| ひたぎナースホルン     | 2020/05/15 | 漫画『化物語』9巻の特装版                                            |
| まよいエスカルゴ       | 2020/08/17 | 漫画『化物語』10巻の特装版                                           |
| するがアースワーム     | 2020/11/17 | 漫画『化物語』11巻の特装版                                           |
| なでこアイレベル       | 2021/02/17 | 漫画『化物語』12巻の特装版                                           |
| つばさランキング       | 2021/05/17 | 漫画『化物語』13巻の特装版                                           |
| きすしょっとランキング | 2021/08/17 | 漫画『化物語』14巻の特装版                                           |
| まよいヘブン           | 2021/11/17 | 漫画『化物語』15巻の特装版                                           |
| そだちシスターフッド   | 2021/12/11 | 『〈物語〉シリーズ モンスターシーズン完結記念 振り返りBOOK』         |
| ひたぎグラフ           | 2022/02/17 | 漫画『化物語』16巻の特装版                                           |
| するがバスケット       | 2022/05/17 | 漫画『化物語』17巻の特装版                                           |
| なでこダイナソー       | 2022/08/17 | 漫画『化物語』18巻の特装版                                           |
| つばさシェルフ         | 2022/11/17 | 漫画『化物語』19巻の特装版                                           |
| しのぶネーム           | 2023/01/17 | 漫画『化物語』20巻の特装版                                           |
| かれんバイオレンス     | 2023/03/16 | 漫画『化物語』21巻の特装版                                           |
| つきひエンドレス       | 2023/05/17 | 漫画『化物語』22巻の特装版                                           |

### 関連書籍
本項目では『〈物語〉シリーズ』全体に関連した書籍を表記している。『化物語』、『偽物語』などの作品単体に関連する書籍については各作品の記事を参照されたい。
- 『アニメ〈物語〉シリーズヒロイン本』既刊8巻
ヒロイン一人にスポットを当てたムック本。西尾維新による書き下ろし作品。アニメ版のイラストや関係者へのインタビューなどが収録されている。
  1. 「其ノ壹 羽川翼」2013年9月20日発売[55]、ISBN 978-4-06-218658-2
  2. 「其ノ貮 八九寺真宵」2013年10月30日発売[56]、ISBN 978-4-06-218702-2
  3. 「其ノ參 忍野忍」2013年12月20日発売[57]、ISBN 978-4-06-218764-0
  4. 「其ノ肆 千石撫子」2014年1月31日発売[58]、ISBN 978-4-06-218794-7
  5. 「其ノ伍 戦場ヶ原ひたぎ」2014年4月2日発売[59]、ISBN 978-4-06-218934-7
  6. 「其ノ陸 神原駿河」2014年9月19日発売[60]、ISBN 978-4-06-219108-1
  7. 「其ノ漆 ファイヤーシスターズ」2015年7月9日発売[61]、ISBN 978-4-06-219668-0
  8. 「其ノ捌 斧乃木余接」2015年12月23日発売[62]、ISBN 978-4-06-219835-6

### オーディオブック
2021年2月17日からAudibleにて順次オーディオブック化されている。
ファーストシーズン
神谷浩史により「化物語（上）」、加藤英美里により「化物語（中）」「猫物語（黒）」、斎藤千和により「化物語（下）」、井上麻里奈により「傷物語」、櫻井孝宏により「偽物語（上）」、坂本真綾により「偽物語（下）」が配信。
セカンドシーズン
沢城みゆきにより「猫物語（白）」、井口裕香により「傾物語」、堀江由衣により「花物語」、三木眞一郎により「囮物語」、喜多村英梨により「鬼物語」、ゆきのさつきにより「恋物語」が配信。
ファイナルシーズン
白石涼子により「憑物語」、早見沙織により「暦物語」、水橋かおりにより「終物語（上）」、斎藤千和により「終物語（中）」、加藤英美里により「終物語（下）」、井上麻里奈により「続・終物語」が配信。
オフシーズン
櫻井孝宏により「愚物語」、三木眞一郎により「業物語」、ゆきのさつきにより「撫物語」、花澤香菜により「結物語」が配信。
モンスターシーズン
白石涼子により「忍物語」、ゆきのさつきにより「宵物語」、早見沙織により「余物語」、堀江由衣により「扇物語」、白石涼子により「死物語（上）」、加藤英美里により「死物語（下）」 が配信。
ファミリーシーズン
日笠陽子により「戦物語」が配信。

## アニメ
| 原作                 | 西尾維新                          |
| 監督                 | 新房昭之 尾石達也 板村智幸 吉澤翠 |
| シリーズ構成         | 東冨耶子、新房昭之                |
| 脚本                 | 木澤行人、中本宗応 大嶋実句       |
| キャラクターデザイン | 渡辺明夫                          |
| 音楽                 | 神前暁 羽岡佳                     |
| アニメーション制作   | シャフト                          |
| 製作                 | アニプレックス、講談社、シャフト  |

『化物語』『偽物語』『猫物語（黒）』「セカンドシーズン」『憑物語』『終物語』『暦物語』はテレビ放送およびインターネット配信された。『傷物語』『続・終物語』は劇場アニメとして公開された。
アニメーション制作はシャフトが担当。手描きのアニメーションがメインだが、シーンによっては実写やCG、正字体による文章、文字そのものを記号的に使った演出を交えた新房昭之監督作品らしい絵作りが特徴である。次回予告は原作者の西尾による脚本であり、登場キャラクターが行う形をとった。
物語の舞台は名前も明らかされていない架空の田舎町だが、背景となっている建物や風景は、様々なモチーフが取り入れられている。『化物語』オープニングの実写画像や作中の踏切等の鉄道風景はシャフトの周辺の西武新宿線の井荻駅周辺である。直江津高校は千葉市美浜区にある学校と名古屋市熱田区にある名古屋国際会議場を参考に描かれており、学習塾跡は九龍城砦がイメージされている。ひたぎが居住する民倉荘には同じくシャフト作品である『月詠 -MOON PHASE-』に登場するマルミ堂のイメージが取り入れられている。また、浪白公園にあるオブジェは東大和市の新青梅街道沿いにあるオブジェを参考に描かれている。『つばさキャット』に登場する街並みはお台場の夢の大橋周辺が描かれており、さいたまスーパーアリーナも描かれている。『化物語』のテロップや神原の部屋の赤い本のイメージは、ジャン=リュック・ゴダールの映画から来ている。
音楽およびオープニングテーマの作曲は神前暁が担当。オープニングテーマは各話ヒロインごとにそれぞれ作られており（作詞は全てmeg rock、作編曲は神前による）、オープニングアニメーションも曲ごとに作られている。『花物語』と『憑物語』と『終物語』の音楽を羽岡佳が、『鬼物語』と『花物語』と『憑物語』と『終物語』のオープニングテーマはミトが作曲を担当している。
パッケージソフトはブルーレイ完全生産限定版、DVD完全生産限定版、DVD通常版の3種類が存在する。限定版は渡辺明夫描き下ろしのデジパック仕様で、本編ディスクのほかに「各話オープニングテーマ」や「あとがたり完全版」などを収録した特典CDが付属する。各話にはキャラクターコメンタリーが追加されており、副音声として切り替えることができる。
2019年4月より6週間限定でテレビアニメ全94話の中から厳選された6話を傑作選として放送することが決定した。
2024年『〈物語〉シリーズ オフ&モンスターシーズン』の制作が決定。
化物語
2009年7月から同年9月（一部局では10月）にかけて第12話までがテレビ放送され、第13話から最終話である第15話までは2009年11月から2010年6月までかけて不定期でインターネット配信された。
偽物語
2012年1月から同年3月にかけて放送された。全11話。
猫物語（黒）
2012年12月31日にTOKYO MX、BS11、ニコニコ生放送にて同時放送・配信された。全4話（テレビ放送版・ネット配信版では4話を全1話構成で放送）。
〈物語〉シリーズ セカンドシーズン
2013年7月から同年12月（一部2014年1月）にかけて放送された。『花物語』のみ2014年8月16日に一挙放送。全28話。
憑物語
2014年12月31日にTOKYO MX、BS11、ニコニコ生放送にて同時放送・配信された。全4話（テレビ放送版・ネット配信版では4話を全1話構成で放送）。
終物語
上巻・中巻が2015年10月から同年12月にかけて放送。下巻は2017年8月12日・13日にTOKYO MX、AbemaTVにて同時放送・配信。全20話。
暦物語
2015年12月19日にiOS、Android向けにリリースされたアプリにて、2016年1月9日より配信された。
傷物語
三部作として劇場アニメ化。〈I 鉄血篇〉が2016年1月8日、〈II 熱血篇〉が同年8月19日、〈III 冷血篇〉が2017年1月6日に公開された。
続・終物語
2018年11月10日に劇場先行公開。
〈物語〉シリーズ オフ&モンスターシーズン
2024年7月から9月までABEMAほかにて配信され、テレビ版が同年9月から12月までTOKYO MXほかにて放送された。
| 放送期間       | 放送時間                     | 放送局       | 対象地域 | 備考                  |
| -------------- | ---------------------------- | ------------ | -------- | --------------------- |
| 2019年4月7日 - | 日曜 0:00 - 0:30（土曜深夜） | TOKYO MX     | 東京都   |                       |
|                |                              | とちぎテレビ | 栃木県   |                       |
|                |                              | 群馬テレビ   | 群馬県   |                       |
|                |                              | BS11         | 日本全域 | BS放送 / 『ANIME+』枠 |

### その他アニメ
こよみヒストリー
『MADOGATARI展 図録』付録Blu-rayに収録。

### キャラクターコメンタリー
原作者の西尾が脚本を書いた「登場人物自身によるキャラクターコメンタリー」。パッケージソフトに収録されており副音声として切り替えることができる。
一部作品はディレクターズカットされ書籍化がされている。
- 『アニメ『化物語』副音声副読本 上』（2012年4月24日、ISBN 978-4-06-283799-6）
- 『アニメ『化物語』副音声副読本 下』（2012年6月19日、ISBN 978-4-06-283806-1）
- 『副物語（上） アニメ偽物語&猫物語（黒）副音声副読本』（2015年8月11日、ISBN 978-4-06-219697-0）
- 『副物語（下） アニメ偽物語&猫物語（黒）副音声副読本』（2015年9月17日、ISBN 978-4-06-219744-1）

### アニメタイトルと小説の対応関係・時系列の並べ替え可能一覧表
- 本表の目的
  - 「メディアミックス」作品として小説版と、クール毎におよその話数が決まっているアニメ版との対応関係の整理。
  - 小説版での発表順の整理一覧。
  - アニメ版での発表順の整理一覧。
  - 小説版、アニメ版の各話内部で進行する時系列（順）の整理一覧。
- 本表の凡例
  - 1列目の999はsort用のダミー値。
  - 2列目と8列目の「連番」欄では「ファースト」「セカンド」「ファイナル」などのカタカナ表記のみでは意図した配列にならないため、便宜上、配列に適した数字を補ってある。
  - 4列目は暦・高校3年を基準年として記入するとわかりやすいのかもしれないが未編集。
- 出典[78]

| アニメSort用№ | アニメクール連番           | 各話タイトル                                                 | 出来事の日付（暦の学年と月日）                 | DVD・BDタイトル                                | DVD・BD発売日 | 小説Sort用№ | 小説連番                 | 特記                                   |
| ------------- | -------------------------- | ------------------------------------------------------------ | ---------------------------------------------- | ---------------------------------------------- | ------------- | ----------- | ------------------------ | -------------------------------------- |
| 001           | 1ファーストシーズン01-01   | 『化物語』第一話｢ひたぎクラブ 其ノ壹｣                        | 暦・高校3年生の5月                             | 「化物語」第一巻／ひたぎクラブ                 | 2009-09-30    | 001         | 1ファーストシーズン01-01 |                                        |
| 002           | 1ファーストシーズン01-02   | 『化物語』第二話 ｢ひたぎクラブ 其ノ貳｣                       | 暦・高校3年生の5月                             | 「化物語」第一巻／ひたぎクラブ                 | 2009-09-30    | 002         | 1ファーストシーズン01-02 |                                        |
| 003           | 1ファーストシーズン01-03   | 『化物語』第三話｢まよいマイマイ 其ノ壹｣                      | 暦・高校3年生の母の日                          | 「化物語」第二巻／まよいマイマイ               | 2009-10-28    | 003         | 1ファーストシーズン01-03 |                                        |
| 004           | 1ファーストシーズン01-04   | 『化物語』第四話｢まよいマイマイ 其ノ貳｣                      | 暦・高校3年生の母の日                          | 「化物語」第二巻／まよいマイマイ               | 2009-10-28    | 004         | 1ファーストシーズン01-04 |                                        |
| 005           | 1ファーストシーズン01-05   | 『化物語』第五話｢まよいマイマイ 其ノ參｣                      | 暦・高校3年生の母の日                          | 「化物語」第二巻／まよいマイマイ               | 2009-10-28    | 005         | 1ファーストシーズン01-05 |                                        |
| 006           | 1ファーストシーズン01-06   | 『化物語』第六話｢するがモンキー 其ノ壹｣                      | 暦・高校3年生の5月下旬～6月中旬                | 「化物語」第三巻／するがモンキー               | 2009-11-25    | 006         | 1ファーストシーズン01-06 |                                        |
| 007           | 1ファーストシーズン01-07   | 『化物語』第七話｢するがモンキー 其ノ貳｣                      | 暦・高校3年生の5月下旬～6月中旬                | 「化物語」第三巻／するがモンキー               | 2009-11-25    | 007         | 1ファーストシーズン01-07 |                                        |
| 008           | 1ファーストシーズン01-08   | 『化物語』第八話｢するがモンキー 其ノ參｣                      | 暦・高校3年生の5月下旬～6月中旬                | 「化物語」第三巻／するがモンキー               | 2009-11-25    | 008         | 1ファーストシーズン01-08 |                                        |
| 009           | 1ファーストシーズン01-09   | 『化物語』第九話｢なでこスネイク 其ノ壹｣                      | 暦・高校3年生の5月下旬～6月中旬                | 「化物語」第四巻／なでこスネイク               | 2010-01-27    | 009         | 1ファーストシーズン01-09 |                                        |
| 010           | 1ファーストシーズン01-10   | 『化物語』第十話｢なでこスネイク 其ノ貳｣                      | 暦・高校3年生の5月下旬～6月中旬                | 「化物語」第四巻／なでこスネイク               | 2010-01-27    | 010         | 1ファーストシーズン01-10 |                                        |
| 011           | 1ファーストシーズン01-11   | 『化物語』第十一話｢つばさキャット 其ノ壹｣                    | 暦・高校3年生の6月・ゴールデンウィーク（回想） | 「化物語」第五巻／つばさキャット（上）         | 2010-02-24    | 011         | 1ファーストシーズン01-11 |                                        |
| 012           | 1ファーストシーズン01-12   | 『化物語』第十二話｢つばさキャット 其ノ貳｣                    | 暦・高校3年生の6月                             | 「化物語」第五巻／つばさキャット（上）         | 2010-02-24    | 012         | 1ファーストシーズン01-12 |                                        |
| 013           | 1ファーストシーズン01-13   | 『化物語』第十三話｢つばさキャット 其ノ參｣                    | 暦・高校3年生の6月                             | 「化物語」第五巻／つばさキャット（上）         | 2010-02-24    | 013         | 1ファーストシーズン01-13 |                                        |
| 014           | 1ファーストシーズン01-14   | 『化物語』第十四話「つばさキャット 其ノ肆」                  | 暦・高校3年生の6月                             | 「化物語」第六巻／つばさキャット（下）         | 2010-07-28    | 014         | 1ファーストシーズン01-14 |                                        |
| 015           | 1ファーストシーズン01-15   | 『化物語』第十五話「つばさキャット 其ノ伍」                  | 暦・高校3年生の6月                             | 「化物語」第六巻／つばさキャット（下）         | 2010-07-28    | 015         | 1ファーストシーズン01-15 |                                        |
| 016           | 1ファーストシーズン02-01   | 『偽物語』「かれんビー 其ノ壹」                              | （要加筆）                                     | 「偽物語」第一巻／かれんビー（上）             | 2012-04-25    | 019         | 1ファーストシーズン03-01 |                                        |
| 017           | 1ファーストシーズン02-02   | 『偽物語』「かれんビー 其ノ貳」                              | （要加筆）                                     | 「偽物語」第一巻／かれんビー（上）             | 2012-04-25    | 020         | 1ファーストシーズン03-02 |                                        |
| 018           | 1ファーストシーズン02-03   | 『偽物語』「かれんビー 其ノ參」                              | （要加筆）                                     | 「偽物語」第二巻／かれんビー（中）             | 2012-05-23    | 021         | 1ファーストシーズン03-03 |                                        |
| 019           | 1ファーストシーズン02-04   | 『偽物語』「かれんビー 其ノ肆」                              | （要加筆）                                     | 「偽物語」第二巻／かれんビー（中）             | 2012-05-23    | 022         | 1ファーストシーズン03-04 |                                        |
| 020           | 1ファーストシーズン02-05   | 『偽物語』「かれんビー 其ノ伍」                              | （要加筆）                                     | 「偽物語」第二巻／かれんビー（中）             | 2012-05-23    | 023         | 1ファーストシーズン03-05 |                                        |
| 021           | 1ファーストシーズン02-06   | 『偽物語』「かれんビー 其ノ陸」                              | （要加筆）                                     | 「偽物語」第三巻／かれんビー（下）             | 2012-06-27    | 024         | 1ファーストシーズン03-06 |                                        |
| 022           | 1ファーストシーズン02-07   | 『偽物語』「かれんビー 其ノ漆」                              | （要加筆）                                     | 「偽物語」第三巻／かれんビー（下）             | 2012-06-27    | 025         | 1ファーストシーズン03-07 |                                        |
| 023           | 1ファーストシーズン02-08   | 『偽物語』「つきひフェニックス 其ノ壹」                      | （要加筆）                                     | 「偽物語」第四巻／つきひフェニックス（上）     | 2012-07-25    | 026         | 1ファーストシーズン03-08 |                                        |
| 024           | 1ファーストシーズン02-09   | 『偽物語』「つきひフェニックス 其ノ貳」                      | （要加筆）                                     | 「偽物語」第四巻／つきひフェニックス（上）     | 2012-07-25    | 027         | 1ファーストシーズン03-09 |                                        |
| 025           | 1ファーストシーズン02-10   | 『偽物語』「つきひフェニックス 其ノ參」                      | （要加筆）                                     | 「偽物語」第五巻／つきひフェニックス（下）     | 2012-08-22    | 028         | 1ファーストシーズン03-10 |                                        |
| 026           | 1ファーストシーズン02-11   | 『偽物語』「つきひフェニックス 其ノ肆」                      | （要加筆）                                     | 「偽物語」第五巻／つきひフェニックス（下）     | 2012-08-22    | 029         | 1ファーストシーズン03-11 |                                        |
| 027           | 1ファーストシーズン03-01   | 『猫物語（黒）』「つばさファミリー 其ノ壹」                  | （要加筆）                                     | 「猫物語（黒）」第一巻／つばさファミリー（上） | 2013-03-06    | 030         | 1ファーストシーズン04-04 |                                        |
| 028           | 1ファーストシーズン03-02   | 『猫物語（黒）』「つばさファミリー 其ノ貳」                  | （要加筆）                                     | 「猫物語（黒）」第一巻／つばさファミリー（上） | 2013-03-06    | 031         | 1ファーストシーズン04-05 |                                        |
| 029           | 1ファーストシーズン03-03   | 『猫物語（黒）』「つばさファミリー 其ノ參」                  | （要加筆）                                     | 「猫物語（黒）」第二巻／つばさファミリー（下） | 2013-04-03    | 032         | 1ファーストシーズン04-06 |                                        |
| 030           | 1ファーストシーズン03-04   | 『猫物語（黒）』「つばさファミリー 其ノ肆」                  | （要加筆）                                     | 「猫物語（黒）」第二巻／つばさファミリー（下） | 2013-04-03    | 033         | 1ファーストシーズン04-07 |                                        |
| 031           | 2セカンドシーズン用総集篇1 | ファーストシーズン総集篇Ⅰ（03「猫物語（黒）」）              | （要加筆）                                     | （＋総集篇I「猫物語（黒）」）                  | 2017-06-28    | ナシ        | ナシ                     | BD BOX特典                             |
| 032           | 2セカンドシーズン01-01     | 『猫物語（白）』第懇話「つばさタイガー 其ノ壹」              | （要加筆）                                     | 「猫物語（白）」第一巻／つばさタイガー（上）   | 2013-10-23    | 034         | 2セカンドシーズン01-01   |                                        |
| 033           | 2セカンドシーズン01-02     | 『猫物語（白）』第懇話「つばさタイガー 其ノ貳」              | （要加筆）                                     | 「猫物語（白）」第一巻／つばさタイガー（上）   | 2013-10-23    | 035         | 2セカンドシーズン01-02   |                                        |
| 034           | 2セカンドシーズン01-03     | 『猫物語（白）』第懇話「つばさタイガー 其ノ参」              | （要加筆）                                     | 「猫物語（白）」第一巻／つばさタイガー（上）   | 2013-10-23    | 036         | 2セカンドシーズン01-03   |                                        |
| 035           | 2セカンドシーズン01-04     | 『猫物語（白）』第懇話「つばさタイガー 其ノ肆」              | （要加筆）                                     | 「猫物語（白）」第二巻／つばさタイガー（下）   | 2013-11-27    | 037         | 2セカンドシーズン01-04   |                                        |
| 036           | 2セカンドシーズン01-05     | 『猫物語（白）』第懇話「つばさタイガー 其ノ伍」              | （要加筆）                                     | 「猫物語（白）」第二巻／つばさタイガー（下）   | 2013-11-27    | 038         | 2セカンドシーズン01-05   |                                        |
| 037           | 2セカンドシーズン用総集篇2 | ファーストシーズン総集篇Ⅱ（01「化物語」）                    | （要加筆）                                     | （＋総集篇II「化物語」）                       | 2017-06-28    | ナシ        | ナシ                     | BD BOX特典                             |
| 038           | 2セカンドシーズン02-06     | 『傾物語』第閑話「まよいキョンシー 其ノ壹」                  | （要加筆）                                     | 「傾物語」第一巻／まよいキョンシー（上）       | 2013-12-25    | 039         | 2セカンドシーズン02-01   |                                        |
| 039           | 2セカンドシーズン02-07     | 『傾物語』第閑話「まよいキョンシー 其ノ貳」                  | （要加筆）                                     | 「傾物語」第一巻／まよいキョンシー（上）       | 2013-12-25    | 040         | 2セカンドシーズン02-02   |                                        |
| 040           | 2セカンドシーズン02-08     | 『傾物語』第閑話「まよいキョンシー 其ノ參」                  | （要加筆）                                     | 「傾物語」第二巻／まよいキョンシー（下）       | 2014-01-22    | 041         | 2セカンドシーズン02-03   |                                        |
| 041           | 2セカンドシーズン02-09     | 『傾物語』第閑話「まよいキョンシー 其ノ肆」                  | （要加筆）                                     | 「傾物語」第二巻／まよいキョンシー（下）       | 2014-01-22    | 042         | 2セカンドシーズン02-04   |                                        |
| 042           | 2セカンドシーズン用総集篇3 | ファーストシーズン総集篇Ⅲ（01「化物語」＆02「偽物語」）      | （要加筆）                                     | （＋総集篇III「化物語＆偽物語」）              | 2017-06-28    | ナシ        | ナシ                     | BD BOX特典                             |
| 043           | 2セカンドシーズン03-01     | 『囮物語』第乱話「なでこメドゥーサ 其ノ壹」                  | （要加筆）                                     | 「囮物語」第一巻／なでこメドゥーサ（上）       | 2014-02-26    | 048         | 2セカンドシーズン04-01   |                                        |
| 044           | 2セカンドシーズン03-02     | 『囮物語』第乱話「なでこメドゥーサ 其ノ貳」                  | （要加筆）                                     | 「囮物語」第一巻／なでこメドゥーサ（上）       | 2014-02-26    | 049         | 2セカンドシーズン04-02   |                                        |
| 045           | 2セカンドシーズン03-03     | 『囮物語』第乱話「なでこメドゥーサ其ノ參」                   | （要加筆）                                     | 「囮物語」第二巻／なでこメドゥーサ（下）       | 2014-03-26    | 050         | 2セカンドシーズン04-03   |                                        |
| 046           | 2セカンドシーズン03-04     | 『囮物語』第乱話「なでこメドゥーサ其ノ肆」                   | （要加筆）                                     | 「囮物語」第二巻／なでこメドゥーサ（下）       | 2014-03-26    | 051         | 2セカンドシーズン04-04   |                                        |
| 047           | 2セカンドシーズン04-01     | 『鬼物語』第忍話「しのぶタイム 其ノ壹」                      | （要加筆）                                     | 「鬼物語」第一巻／しのぶタイム（上）           | 2014-04-23    | 052         | 2セカンドシーズン05-01   |                                        |
| 048           | 2セカンドシーズン04-02     | 『鬼物語』第忍話「しのぶタイム 其ノ貳」                      | （要加筆）                                     | 「鬼物語」第一巻／しのぶタイム（上）           | 2014-04-23    | 053         | 2セカンドシーズン05-02   |                                        |
| 049           | 2セカンドシーズン04-03     | 『鬼物語』第忍話「しのぶタイム 其ノ參」                      | （要加筆）                                     | 「鬼物語」第二巻／しのぶタイム（下）           | 2014-05-28    | 054         | 2セカンドシーズン05-03   |                                        |
| 050           | 2セカンドシーズン04-04     | 『鬼物語』第忍話「しのぶタイム 其ノ肆」                      | （要加筆）                                     | 「鬼物語」第二巻／しのぶタイム（下）           | 2014-05-28    | 055         | 2セカンドシーズン05-04   |                                        |
| 051           | 2セカンドシーズン05-01     | 『恋物語』第恋話「ひたぎエンド 其ノ壹」                      | （要加筆）                                     | 「恋物語」第一巻／ひたぎエンド（上）           | 2014-06-25    | 056         | 2セカンドシーズン06-01   |                                        |
| 052           | 2セカンドシーズン05-02     | 『恋物語』第恋話「ひたぎエンド 其ノ貳」                      | （要加筆）                                     | 「恋物語」第一巻／ひたぎエンド（上）           | 2014-06-25    | 057         | 2セカンドシーズン06-02   |                                        |
| 053           | 2セカンドシーズン05-03     | 『恋物語』第恋話「ひたぎエンド 其ノ參」                      | （要加筆）                                     | 「恋物語」第一巻／ひたぎエンド（上）           | 2014-06-25    | 058         | 2セカンドシーズン06-03   |                                        |
| 054           | 2セカンドシーズン05-04     | 『恋物語』第恋話「ひたぎエンド 其ノ肆」                      | （要加筆）                                     | 「恋物語」第二巻／ひたぎエンド（下）           | 2014-07-23    | 059         | 2セカンドシーズン06-04   |                                        |
| 055           | 2セカンドシーズン05-05     | 『恋物語』第恋話「ひたぎエンド 其ノ伍」                      | （要加筆）                                     | 「恋物語」第二巻／ひたぎエンド（下）           | 2014-07-23    | 060         | 2セカンドシーズン06-05   |                                        |
| 056           | 2セカンドシーズン05-06     | 『恋物語』第恋話「ひたぎエンド 其ノ陸」                      | （要加筆）                                     | 「恋物語」第二巻／ひたぎエンド（下）           | 2014-07-23    | 061         | 2セカンドシーズン06-06   |                                        |
| 057           | 2セカンドシーズン06-01     | 『花物語』第変話「するがデビル 其ノ壹」                      | （要加筆）                                     | 「花物語」第一巻／するがデビル（上）           | 2014-09-24    | 043         | 2セカンドシーズン03-01   | 全5話一挙放送                          |
| 058           | 2セカンドシーズン06-02     | 『花物語』第変話「するがデビル 其ノ貳」                      | （要加筆）                                     | 「花物語」第一巻／するがデビル（上）           | 2014-09-24    | 044         | 2セカンドシーズン03-02   | 全5話一挙放送                          |
| 059           | 2セカンドシーズン06-03     | 『花物語』第変話「するがデビル 其ノ參」                      | （要加筆）                                     | 「花物語」第二巻／するがデビル（下）           | 2014-10-22    | 045         | 2セカンドシーズン03-03   | 全5話一挙放送                          |
| 060           | 2セカンドシーズン06-04     | 『花物語』第変話「するがデビル 其ノ肆」                      | （要加筆）                                     | 「花物語」第二巻／するがデビル（下）           | 2014-10-22    | 046         | 2セカンドシーズン03-04   | 全5話一挙放送                          |
| 061           | 2セカンドシーズン06-05     | 『花物語』第変話「するがデビル 其ノ伍」                      | （要加筆）                                     | 「花物語」第二巻／するがデビル（下）           | 2014-10-22    | 047         | 2セカンドシーズン03-05   | 全5話一挙放送                          |
| 062           | 3ファイナルシーズン01-01   | 『憑物語』第体話「よつぎドール 其ノ壹」                      | （要加筆）                                     | 「憑物語」第一巻／よつぎドール（上）           | 2015-02-04    | 062         | 3ファイナルシーズン01-01 |                                        |
| 063           | 3ファイナルシーズン01-02   | 『憑物語』第体話「よつぎドール其ノ貳」                       | （要加筆）                                     | 「憑物語」第一巻／よつぎドール（上）           | 2015-02-04    | 063         | 3ファイナルシーズン01-02 |                                        |
| 064           | 3ファイナルシーズン01-03   | 『憑物語』第体話「よつぎドール 其ノ參」                      | （要加筆）                                     | 「憑物語」第二巻／よつぎドール（下）           | 2015-03-04    | 064         | 3ファイナルシーズン01-03 |                                        |
| 065           | 3ファイナルシーズン01-04   | 『憑物語』第体話「よつぎドール 其ノ肆」                      | （要加筆）                                     | 「憑物語」第二巻／よつぎドール（下）           | 2015-03-04    | 065         | 3ファイナルシーズン01-04 |                                        |
| 066           | 3ファイナルシーズン02-01   | 『終物語』「おうぎフォーミュラ 其ノ壹」                      | （要加筆）                                     | 「終物語」第一巻／おうぎフォーミュラ           | 2015-12-23    | 078         | 3ファイナルシーズン03-01 |                                        |
| 067           | 3ファイナルシーズン02-02   | 『終物語』「おうぎフォーミュラ 其ノ貳」                      | （要加筆）                                     | 「終物語」第一巻／おうぎフォーミュラ           | 2015-12-23    | 079         | 3ファイナルシーズン03-02 |                                        |
| 068           | 3ファイナルシーズン02-03   | 『終物語』「そだちリドル 其ノ壹」                            | （要加筆）                                     | 「終物語」第二巻／そだちリドル                 | 2016-01-27    | 080         | 3ファイナルシーズン03-03 |                                        |
| 069           | 3ファイナルシーズン02-04   | 『終物語』「そだちリドル 其ノ貳」                            | （要加筆）                                     | 「終物語」第二巻／そだちリドル                 | 2016-01-27    | 081         | 3ファイナルシーズン03-04 |                                        |
| 070           | 3ファイナルシーズン02-05   | 『終物語』「そだちロスト 其ノ壹」                            | （要加筆）                                     | 「終物語」第三巻／そだちロスト                 | 2016-02-24    | 082         | 3ファイナルシーズン03-05 |                                        |
| 071           | 3ファイナルシーズン02-06   | 『終物語』「そだちロスト 其ノ貳」                            | （要加筆）                                     | 「終物語」第三巻／そだちロスト                 | 2016-02-24    | 083         | 3ファイナルシーズン03-06 |                                        |
| 072           | 3ファイナルシーズン02-07   | 『終物語』「そだちロスト 其ノ參」                            | （要加筆）                                     | 「終物語」第三巻／そだちロスト                 | 2016-02-24    | 084         | 3ファイナルシーズン03-07 |                                        |
| 073           | 3ファイナルシーズン02-08   | 『終物語』「しのぶメイル 其ノ壹」                            | （要加筆）                                     | 「終物語」第四巻／しのぶメイル（上）           | 2016-03-23    | 085         | 3ファイナルシーズン03-08 |                                        |
| 074           | 3ファイナルシーズン02-09   | 『終物語』「しのぶメイル 其ノ貳」                            | （要加筆）                                     | 「終物語」第四巻／しのぶメイル（上）           | 2016-03-23    | 086         | 3ファイナルシーズン03-09 |                                        |
| 075           | 3ファイナルシーズン02-10   | 『終物語』「しのぶメイル 其ノ參」                            | （要加筆）                                     | 「終物語」第四巻／しのぶメイル（上）           | 2016-03-23    | 087         | 3ファイナルシーズン03-10 |                                        |
| 076           | 3ファイナルシーズン02-11   | 『終物語』「しのぶメイル 其ノ肆」                            | （要加筆）                                     | 「終物語」第五巻／しのぶメイル（下）           | 2016-04-27    | 088         | 3ファイナルシーズン03-11 |                                        |
| 077           | 3ファイナルシーズン02-12   | 『終物語』「しのぶメイル 其ノ伍」                            | （要加筆）                                     | 「終物語」第五巻／しのぶメイル（下）           | 2016-04-27    | 089         | 3ファイナルシーズン03-12 |                                        |
| 078           | 3ファイナルシーズン02-13   | 『終物語』「しのぶメイル 其ノ陸」                            | （要加筆）                                     | 「終物語」第五巻／しのぶメイル（下）           | 2016-04-27    | 090         | 3ファイナルシーズン03-13 |                                        |
| 079           | 3ファイナルシーズン03-01   | 『暦物語』第1話「こよみストーン」                            | （要加筆）                                     | 「暦物語」                                     | 2016-06-29    | 066         | 3ファイナルシーズン02-01 |                                        |
| 080           | 3ファイナルシーズン03-02   | 『暦物語』第2話「こよみフラワー」                            | （要加筆）                                     | 「暦物語」                                     | 2016-06-29    | 067         | 3ファイナルシーズン02-02 |                                        |
| 081           | 3ファイナルシーズン03-03   | 『暦物語』第3話「こよみサンド」                              | （要加筆）                                     | 「暦物語」                                     | 2016-06-29    | 068         | 3ファイナルシーズン02-03 |                                        |
| 082           | 3ファイナルシーズン03-04   | 『暦物語』第4話「こよみウォーター」                          | （要加筆）                                     | 「暦物語」                                     | 2016-06-29    | 069         | 3ファイナルシーズン02-04 |                                        |
| 083           | 3ファイナルシーズン03-05   | 『暦物語』第5話「こよみウインド」                            | （要加筆）                                     | 「暦物語」                                     | 2016-06-29    | 070         | 3ファイナルシーズン02-05 |                                        |
| 084           | 3ファイナルシーズン03-06   | 『暦物語』第6話「こよみツリー」                              | （要加筆）                                     | 「暦物語」                                     | 2016-06-29    | 071         | 3ファイナルシーズン02-06 |                                        |
| 085           | 3ファイナルシーズン03-07   | 『暦物語』第7話「こよみティー」                              | （要加筆）                                     | 「暦物語」                                     | 2016-06-29    | 072         | 3ファイナルシーズン02-07 |                                        |
| 086           | 3ファイナルシーズン03-08   | 『暦物語』第8話「こよみマウンテン」                          | （要加筆）                                     | 「暦物語」                                     | 2016-06-29    | 073         | 3ファイナルシーズン02-08 |                                        |
| 087           | 3ファイナルシーズン03-09   | 『暦物語』第9話「こよみトーラス」                            | （要加筆）                                     | 「暦物語」                                     | 2016-06-29    | 074         | 3ファイナルシーズン02-09 |                                        |
| 088           | 3ファイナルシーズン03-10   | 『暦物語』第10話「こよみシード」                             | （要加筆）                                     | 「暦物語」                                     | 2016-06-29    | 075         | 3ファイナルシーズン02-10 |                                        |
| 089           | 3ファイナルシーズン03-11   | 『暦物語』第11話「こよみナッシング」                         | （要加筆）                                     | 「暦物語」                                     | 2016-06-29    | 076         | 3ファイナルシーズン02-11 |                                        |
| 090           | 3ファイナルシーズン03-12   | 『暦物語』第12話「こよみデッド」                             | （要加筆）                                     | 「暦物語」                                     | 2016-06-29    | 077         | 3ファイナルシーズン02-12 |                                        |
| 091           | 4劇場アニメ-01             | 『傷物語』〈Ⅰ・鉄血篇〉                                      | 暦・高校3年生になる前の春休み                  | 「傷物語」〈Ⅰ鉄血篇〉                          | 2016-07-27    | 016         | 1ファーストシーズン02-01 | 全1話64min                             |
| 092           | 4劇場アニメ-02             | 『傷物語』〈Ⅱ・熱血篇〉                                      | 暦・高校3年生になる前の春休み                  | 「傷物語」〈Ⅱ熱血篇〉                          | 2016-12-21    | 017         | 1ファーストシーズン02-02 | 全1話68min                             |
| 093           | 4劇場アニメ-03             | 『傷物語』〈Ⅲ・冷血篇〉                                      | 暦・高校3年生になる前の春休み                  | 「傷物語」〈Ⅲ冷血篇〉                          | 2017-07-12    | 018         | 1ファーストシーズン02-03 | 全1話82min                             |
| 094           | 5ファイナルシーズンⅡ-01-01 | 『終物語』「まよいヘル 其ノ壹」                              | （要加筆）                                     | 「終物語」第六巻／まよいヘル                   | 2017-10-25    | 091         | 3ファイナルシーズン03-14 | アニメ版ファイナルシーズンの2nd Season |
| 095           | 5ファイナルシーズンⅡ-01-02 | 『終物語』「まよいヘル 其ノ貳」                              | （要加筆）                                     | 「終物語」第六巻／まよいヘル                   | 2017-10-25    | 092         | 3ファイナルシーズン03-15 | アニメ版ファイナルシーズンの2nd Season |
| 096           | 5ファイナルシーズンⅡ-01-03 | 『終物語』「ひたぎランデブー 其ノ壹」                        | （要加筆）                                     | 「終物語」第七巻／ひたぎランデブー             | 2017-11-29    | 093         | 3ファイナルシーズン03-16 | アニメ版ファイナルシーズンの2nd Season |
| 097           | 5ファイナルシーズンⅡ-01-04 | 『終物語』「ひたぎランデブー 其ノ貳」                        | （要加筆）                                     | 「終物語」第七巻／ひたぎランデブー             | 2017-11-29    | 094         | 3ファイナルシーズン03-17 | アニメ版ファイナルシーズンの2nd Season |
| 098           | 5ファイナルシーズンⅡ-01-05 | 『終物語』「おうぎダーク 其ノ壹」                            | （要加筆）                                     | 「終物語」第八巻／おうぎダーク                 | 2017-12-27    | 095         | 3ファイナルシーズン03-18 | アニメ版ファイナルシーズンの2nd Season |
| 099           | 5ファイナルシーズンⅡ-01-06 | 『終物語』「おうぎダーク 其ノ貳」                            | （要加筆）                                     | 「終物語」第八巻／おうぎダーク                 | 2017-12-27    | 096         | 3ファイナルシーズン03-19 | アニメ版ファイナルシーズンの2nd Season |
| 100           | 5ファイナルシーズンⅡ-01-07 | 『終物語』「おうぎダーク 其ノ參」                            | （要加筆）                                     | 「終物語」第八巻／おうぎダーク                 | 2017-12-27    | 097         | 3ファイナルシーズン03-20 | アニメ版ファイナルシーズンの2nd Season |
| 101           | 5ファイナルシーズンⅡ-02-01 | 『続・終物語』「こよみリバース 其ノ壹」                      | （要加筆）                                     | 「続・終物語」こよみリバース（上）             | 2019-02-27    | 098         | 3ファイナルシーズン04-01 |                                        |
| 102           | 5ファイナルシーズンⅡ-02-02 | 『続・終物語』「こよみリバース 其ノ貳」                      | （要加筆）                                     | 「続・終物語」こよみリバース（上）             | 2019-02-27    | 099         | 3ファイナルシーズン04-02 |                                        |
| 103           | 5ファイナルシーズンⅡ-02-03 | 『続・終物語』「こよみリバース 其ノ參」                      | （要加筆）                                     | 「続・終物語」こよみリバース（上）             | 2019-02-27    | 100         | 3ファイナルシーズン04-03 |                                        |
| 104           | 5ファイナルシーズンⅡ-02-04 | 『続・終物語』「こよみリバース 其ノ肆」                      | （要加筆）                                     | 「続・終物語」こよみリバース（下）             | 2019-03-27    | 101         | 3ファイナルシーズン04-04 |                                        |
| 105           | 5ファイナルシーズンⅡ-02-05 | 『続・終物語』「こよみリバース 其ノ伍」                      | （要加筆）                                     | 「続・終物語」こよみリバース（下）             | 2019-03-27    | 102         | 3ファイナルシーズン04-05 |                                        |
| 106           | 5ファイナルシーズンⅡ-02-06 | 『続・終物語』「こよみリバース 其ノ陸」                      | （要加筆）                                     | 「続・終物語」こよみリバース（下）             | 2019-03-27    | 103         | 3ファイナルシーズン04-06 |                                        |
| 999           |                            | 『愚物語』第一話「そだちフィアスコ」                         | （要加筆）                                     |                                                |               | 104         | 4オフシーズン01          |                                        |
| 999           |                            | 『愚物語』第二話「するがボーンヘッド」                       | （要加筆）                                     |                                                |               | 105         | 4オフシーズン02          |                                        |
| 999           |                            | 『愚物語』第三話「つきひアンドゥ」                           | （要加筆）                                     |                                                |               | 106         | 4オフシーズン03          |                                        |
| 999           |                            | 『業物語』残酷童話「うつくし姫」                             | （要加筆）                                     |                                                |               | 107         | 4オフシーズン04          |                                        |
| 999           |                            | 『業物語』第零話「あせろらボナペティ」                       | （要加筆）                                     |                                                |               | 108         | 4オフシーズン05          |                                        |
| 999           |                            | 『業物語』第零話「かれんオウガ」                             | （要加筆）                                     |                                                |               | 109         | 4オフシーズン06          |                                        |
| 999           |                            | 『業物語』第零話「つばさスリーピング」                       | （要加筆）                                     |                                                |               | 110         | 4オフシーズン07          |                                        |
| 999           |                            | 『撫物語』第零話「なでこドロー」                             | （要加筆）                                     |                                                |               | 111         | 4オフシーズン08          |                                        |
| 999           |                            | 『結物語』第一話「ぜんかマーメイド」                         | （要加筆）                                     |                                                |               | 112         | 4オフシーズン09          |                                        |
| 999           |                            | 『結物語』第二話「のぞみゴーレ」                             | （要加筆）                                     |                                                |               | 113         | 4オフシーズン10          |                                        |
| 999           |                            | 『結物語』第三話「みとめウルフ」                             | （要加筆）                                     |                                                |               | 114         | 4オフシーズン11          |                                        |
| 999           |                            | 『結物語』第四話「つづらヒューマン」                         | （要加筆）                                     |                                                |               | 115         | 4オフシーズン12          |                                        |
| 999           |                            | 『忍物語』第一話「しのぶマスター」                           | （要加筆）                                     |                                                |               | 116         | 5モンスターシーズン01    |                                        |
| 999           |                            | 『宵物語』第二話「まよいスネイル」                           | （要加筆）                                     |                                                |               | 117         | 5モンスターシーズン02    |                                        |
| 999           |                            | 『宵物語』第三話「まよいスネイク」                           | （要加筆）                                     |                                                |               | 118         | 5モンスターシーズン03    |                                        |
| 999           |                            | 『余物語』第四話「よつぎバディ」                             | （要加筆）                                     |                                                |               | 119         | 5モンスターシーズン04    |                                        |
| 999           |                            | 『余物語』第五話「よつぎシャドウ」                           | （要加筆）                                     |                                                |               | 120         | 5モンスターシーズン05    |                                        |
| 999           |                            | 『扇物語』第六話「おうぎライト」                             | （要加筆）                                     |                                                |               | 121         | 5モンスターシーズン06    |                                        |
| 999           |                            | 『扇物語』第七話「おうぎフライト」                           | （要加筆）                                     |                                                |               | 122         | 5モンスターシーズン07    |                                        |
| 999           |                            | 『死物語』（上・下）第八話「ですとぴあデスティニー」         | （要加筆）                                     |                                                |               | 123         | 5モンスターシーズン08    |                                        |
| 999           |                            | 『死物語』（上・下）第九話「ですとぴあデスティネーション」   | （要加筆）                                     |                                                |               | 124         | 5モンスターシーズン09    |                                        |
| 999           |                            | 『死物語』（上・下）最終話「ですとぴあデスエデュケーション」 | （要加筆）                                     |                                                |               | 125         | 5モンスターシーズン10    |                                        |
| 999           |                            | 『混物語』第忘話「きょうこバランス」                         | （要加筆）                                     |                                                |               | 126         | 6番外編01                |                                        |
| 999           |                            | 『混物語』第強話「じゅんビルド」                             | （要加筆）                                     |                                                |               | 127         | 6番外編02                |                                        |
| 999           |                            | 『混物語』第法話「のみルール」                               | （要加筆）                                     |                                                |               | 128         | 6番外編03                |                                        |
| 999           |                            | 『混物語』第眼話「まゆみレッドアイ」                         | （要加筆）                                     |                                                |               | 129         | 6番外編04                |                                        |
| 999           |                            | 『混物語』第病話「くろねこベッド」                           | （要加筆）                                     |                                                |               | 130         | 6番外編05                |                                        |
| 999           |                            | 『混物語』第血話「りすかブラッド」                           | （要加筆）                                     |                                                |               | 131         | 6番外編06                |                                        |
| 999           |                            | 『混物語』第刀話「ひていクリア」                             | （要加筆）                                     |                                                |               | 132         | 6番外編07                |                                        |
| 999           |                            | 『混物語』第殺話「いおりフーガ」                             | （要加筆）                                     |                                                |               | 133         | 6番外編08                |                                        |
| 999           |                            | 『混物語』第軍話「しおぎレンジャー」                         | （要加筆）                                     |                                                |               | 134         | 6番外編09                |                                        |
| 999           |                            | 『混物語』第招話「あかりトリプル」                           | （要加筆）                                     |                                                |               | 135         | 6番外編10                |                                        |
| 999           |                            | 『混物語』第喰話「りずむロックン」                           | （要加筆）                                     |                                                |               | 136         | 6番外編11                |                                        |
| 999           |                            | 『混物語』第大話「みここコミュニティ」                       | （要加筆）                                     |                                                |               | 137         | 6番外編12                |                                        |
| 999           |                            | 『混物語』第英話「くうインビジブル」                         | （要加筆）                                     |                                                |               | 138         | 6番外編13                |                                        |
| 999           |                            | 『混物語』第騙話「らいルーレット」                           | （要加筆）                                     |                                                |               | 139         | 6番外編14                |                                        |
| 999           |                            | 『混物語』第終話「まごころフィニッシャー」                   | （要加筆）                                     |                                                |               | 140         | 6番外編15                |                                        |

## 漫画

### 化物語
大暮維人の作画で『週刊少年マガジン』（講談社）にて、2018年15号から連載開始。同誌2022年29号にて、大暮の体調不良により休載されることが発表されたが、同年41号より連載を再開し、2023年15号で完結。漫画版の累計発行部数は単行本11巻発売時点で280万部を突破している。
タイトルは「化物語」だがそれ以降の作品に関しても扱っている。当初は概ね原作に沿って描かれていたが、前述のように大暮維人は体調不良（肺炎）により休載したことがあり、入院期間中に考える時間ができ、「ファンを裏切らないというのは決して原作に忠実であることではなく、僕自身が持てる力を全て発揮することではないか」と感じるようになり、復帰後の「なでこスネイク」の途中からはオリジナル要素や、原作の執筆順・時系列順と異なった独自のシナリオ構成が目立つようになった。「なでこスネイク」(原作2巻収録)の後に「つばさキャット」を飛ばして「こよみヴァンプ」（原作3巻）がはじまり、「こよみヴァンプ」の中に「しのぶタイム」（原作11巻）の要素が織り込まれた。また、その後の「つばさキャット」(原作2巻)の中で「つばさファミリー」(6巻)、「つばさタイガー」(7巻)、「しのぶメイル」（16巻）の内容も描かれる。阿良々木暦と戦場ヶ原ひたぎの初デートが行われた「6月13日」に、原作では異なる日付に起こった様々なエピソードが詰め込まれ、回想も含め、「6月13日」が15巻から22巻に渡って描かれる。キャラクターデザインは概ね原作挿絵やアニメに準拠しているが、ドラマツルギーや死屍累生死郎など大きく異なるキャラクターもいる。ドラマツルギーが吸血鬼になる前の人間時代の話など、オリジナル展開が多分に含まれる。22巻にはオリジナルの「第漫話 こよみアルマナック」を収録。
特装版に収録される西尾維新書き下ろしの短々編小説に関しては#短々編_2参照。
| 巻数 | 第1刷発行日                 | 発売日         | ISBN                        | 収録内容                  |
| ---- | --------------------------- | -------------- | --------------------------- | ------------------------- |
| 1    | 2018年6月15日               | 2018年6月15日  | 978-4-06-511617-3           | 第一話 ひたぎクラブ       |
| 1    | 2018年6月13日               | 2018年6月15日  | 978-4-06-512056-9（特装版） | 第一話 ひたぎクラブ       |
| 2    | 2018年8月17日               | 2018年8月17日  | 978-4-06-512333-1           | 第一話 ひたぎクラブ       |
| 2    |                             | 2018年8月17日  | 978-4-06-512334-8（特装版） | 第二話 まよいマイマイ     |
| 3    | 2018年11月16日              | 2018年11月16日 | 978-4-06-513313-2           | 第二話 まよいマイマイ     |
| 3    | 978-4-06-513314-9（特装版） | 2018年11月16日 |                             | 第二話 まよいマイマイ     |
| 4    | 2019年1月17日               | 2019年1月17日  | 978-4-06-513938-7           | 第三話 するがモンキー     |
| 4    | 978-4-06-513939-4（特装版） | 2019年1月17日  |                             | 第三話 するがモンキー     |
| 5    | 2019年4月17日               | 2019年4月17日  | 978-4-06-514889-1           | 第三話 するがモンキー     |
| 5    | 978-4-06-514890-7（特装版） | 2019年4月17日  |                             | 第三話 するがモンキー     |
| 6    | 2019年7月17日               | 2019年7月17日  | 978-4-06-515314-7           | 第三話 するがモンキー     |
| 6    |                             | 2019年7月17日  | 978-4-06-515315-4（特装版） | 第四話 なでこスネイク     |
| 7    | 2019年10月17日              | 2019年10月17日 | 978-4-06-517166-0           | 第四話 なでこスネイク     |
| 7    | 2019年10月15日              | 2019年10月17日 | 978-4-06-517163-9（特装版） | 第四話 なでこスネイク     |
| 8    | 2020年2月17日               | 2020年2月17日  | 978-4-06-518172-0           | 第四話 なでこスネイク     |
| 8    | 2020年2月13日               | 2020年2月17日  | 978-4-06-518173-7（特装版） | 第零話 こよみヴァンプ     |
| 9    | 2020年5月15日               | 2020年5月15日  | 978-4-06-518853-8           | 第零話 こよみヴァンプ     |
| 9    | 978-4-06-518852-1（特装版） | 2020年5月15日  |                             | 第零話 こよみヴァンプ     |
| 10   | 2020年8月17日               | 2020年8月17日  | 978-4-06-520334-7           | 第零話 こよみヴァンプ     |
| 10   | 978-4-06-520335-4（特装版） | 2020年8月17日  |                             | 第零話 こよみヴァンプ     |
| 11   | 2020年11月17日              | 2020年11月17日 | 978-4-06-521256-1           | 第零話 こよみヴァンプ     |
| 11   | 978-4-06-521257-8（特装版） | 2020年11月17日 |                             | 第零話 こよみヴァンプ     |
| 12   | 2021年2月17日               | 2021年2月17日  | 978-4-06-522070-2           | 第零話 こよみヴァンプ     |
| 12   | 978-4-06-522071-9（特装版） | 2021年2月17日  |                             | 第零話 こよみヴァンプ     |
| 13   | 2021年5月17日               | 2021年5月17日  | 978-4-06-523142-5           | 第零話 こよみヴァンプ     |
| 13   | 978-4-06-523145-6（特装版） | 2021年5月17日  |                             | 第零話 こよみヴァンプ     |
| 14   | 2021年8月17日               | 2021年8月17日  | 978-4-06-524481-4           | 第零話 こよみヴァンプ     |
| 14   | 978-4-06-524501-9（特装版） | 2021年8月17日  |                             | 第零話 こよみヴァンプ     |
| 15   | 2021年11月17日              | 2021年11月17日 | 978-4-06-526005-0           | 第零話 こよみヴァンプ     |
| 15   |                             | 2021年11月17日 | 978-4-06-526004-3（特装版） | 第五話 つばさキャット     |
| 16   | 2022年2月17日               | 2022年2月17日  | 978-4-06-526895-7           | 第五話 つばさキャット     |
| 16   | 978-4-06-526898-8（特装版） | 2022年2月17日  |                             | 第五話 つばさキャット     |
| 17   | 2022年5月17日               | 2022年5月17日  | 978-4-06-527912-0           | 第五話 つばさキャット     |
| 17   | 978-4-06-527919-9（特装版） | 2022年5月17日  |                             | 第五話 つばさキャット     |
| 18   | 2022年8月17日               | 2022年8月17日  | 978-4-06-528659-3           | 第五話 つばさキャット     |
| 18   | 978-4-06-528660-9（特装版） | 2022年8月17日  |                             | 第五話 つばさキャット     |
| 19   | 2022年11月17日              | 2022年11月17日 | 978-4-06-529635-6           | 第五話 つばさキャット     |
| 19   | 978-4-06-529634-9（特装版） | 2022年11月17日 |                             | 第五話 つばさキャット     |
| 20   | 2023年1月17日               | 2023年1月17日  | 978-4-06-530347-4           | 第五話 つばさキャット     |
| 20   | 978-4-06-530340-5（特装版） | 2023年1月17日  |                             | 第五話 つばさキャット     |
| 21   | 2023年3月16日               | 2023年3月16日  | 978-4-06-530921-6           | 第五話 つばさキャット     |
| 21   | 978-4-06-530928-5（特装版） | 2023年3月16日  |                             | 第五話 つばさキャット     |
| 22   | 2023年5月17日               | 2023年5月17日  | 978-4-06-531575-0           | 第漫話 こよみアルマナック |
| 22   | 978-4-06-531569-9（特装版） | 2023年5月17日  |                             | 第漫話 こよみアルマナック |

## 関連商品

### CD
歌物語 -〈物語〉シリーズ主題歌集-
2016年1月6日発売。『化物語』〜『<物語>シリーズセカンドシーズン』までのフルサイズOP/EDを収録。完全生産限定盤は「white lies」（『鬼物語』OP）以外のノンクレジットOP/ED映像を収録したBlu-rayまたはDVDを同梱。通常版：SVWC-70131-70132、完全生産限定盤（BD)：SVWC-70125-70127、完全生産限定盤（DVD)：SVWC-70128-70130。
歌物語2 -〈物語〉シリーズ主題歌集-
2019年5月10日発売。『憑物語』〜『続・終物語』までのフルサイズOP/EDを収録。完全生産限定盤はノンクレジットOP/ED映像を収録したBlu-rayまたはDVDを同梱。通常版：SVWC-70405、完全生産限定盤（BD)：SVWC-70401-70402、完全生産限定盤（DVD)：SVWC-70403-70404。

### デジタルミュージック
2018年11月2日、化物語から終物語と傷物語の劇伴音楽集と歌物語 Special Editionがデジタル配信されている。

### ドラマCD
佰物語
2009年8月4日発売、ISBN 978-4-06-215369-0
学園にまつわる100本のショートエピソードを収録。脚本は西尾維新の書き下ろしで、パッケージイラストは渡辺明夫。講談社BOXとしての発売で、ドラマCDと脚本が同梱されている。
〈物語〉フェス ~10th Anniversary Story~ MEMORIAL ALBUM
2019年12月18日発売
「〈物語〉フェス ~10th Anniversary Story~」で披露された西尾維新書き下ろしの朗読劇を再収録。

### ゲーム
化物語 ポータブル
2012年8月23日発売。開発はディンプス、発売元はバンダイナムコゲームス。対応ハードはPlayStation Portable。
〈物語〉シリーズ ぷくぷく
2018年8月21日配信開始。iOS・Android向けパズルゲーム。

## その他

### イベント
〈物語〉フェス ～10th Anniversary Story～
2019年5月11日、幕張メッセイベントホールにて開催。出演声優は神谷浩史、斎藤千和、加藤英美里、花澤香菜、堀江由衣、喜多村英梨、井口裕香、早見沙織、水橋かおり、井上麻里奈。

### コラボレーション
アイドルマスターブレイク!
月刊少年ライバルに掲載されていたアイドルマスターシリーズの漫画作品。コミックス第3巻初回限定盤に「化物語」のコラボカバーCDが付属しており765プロのカバーした化物語の主題歌のカバーCDが収録されている上、付属ジャケットに漫画原作者藤真拓哉のキャラクターイラストが描かれている）。
プレシャスメモリーズ
本作のスターターデッキとブースターパックが発売されている。
ヴァイスシュヴァルツ
本作のトライアルデッキとブースターパックが発売されている。
うまい棒
ナムコ・ナンジャタウンや同社直営のゲームセンターでコラボした景品として期間限定で投入された。
魔法少女まどか☆マギカ
『 [新編] 叛逆の物語』にて鑑賞マナー啓発ムービーに鹿目まどかやキュゥべえなどのキャラクターと共に登場（物語サイドでにて映画の鑑賞マナーに登場するキャラは、火憐&月火、戦場ヶ原、八九寺、忍野扇）。イラストは予告を手がけた針玉ヒロキが担当。また『MADOGATARI展』にて展示イベントを共同で開催しておりマナー動画に双方のキャラクター達がで共演している。
マギアレコード 魔法少女まどか☆マギカ外伝
前述の「まどか☆マギカ」のスピンオフスマホゲーム。前述の『MADOGATARI展』とのコラボで物語シリーズのキャラクターが登場した。2018年9月25日に期間限定イベントのクエストのクエスト報酬で戦場ヶ原ひたぎ、限定ガチャで千石撫子、八九寺真宵、羽川翼、神原駿河、忍野忍が実装された。キャラクターは全員魔法少女に各怪異イメージデザインをミキシングされた格好）。になっており、戦場ヶ原は重力を操るハンマー、千石は地雷、八九寺はドリル、神原はバイク、羽川は火炎瓶、忍は2本の刀をそれぞれ武器にする。また、キャラたちが排出がされた際、BGMが主題歌のアレンジバージョンに変わる。
スカッとゴルフ パンヤ
ゲームポットのオンラインゲーム。『化物語』『偽物語』のアバター（暦、火憐、月火、ひたぎ、駿河、真宵、撫子、ブラック羽川、羽川翼）。
jubeat plus
コナミデジタルエンタテインメントのiOS・Xperia・kindle向け音楽シミュレーションゲーム。アニメのOP曲を『<物語>シリーズ pack』第壹弾・第弐弾として配信。
トキメキファンタジー ラテール
ゲームポットのオンラインゲーム。『刀語』『化物語』のアバター（暦、ひたぎ、駿河、真宵、撫子、ブラック羽川）やマスコット。
進撃の巨人
リヴァイ役の神谷浩史つながりにちなみ、調査兵団の衣装を着用した阿良々木暦と、直江津高等学校制服を着用したリヴァイのラバーストラップを発売。
ほぼ日手帳
「ほぼ日手帳公式ガイドブック2015」にて暦、翼、撫子の使用例を西尾維新が書き下ろしている。
ハローキティ
渋谷パルコにて開催されたハローキティカフェのコラボメニュー。ハンバーガーやデザートプレート、ソーダやラテを発売した。また2015年10月よりセブン-イレブンにて忍野忍・戦場ヶ原ひたぎ・ブラック羽川のコラボグッズが発売。
ニセコイ
エイプリルフール企画として「ニセコイモノガタリ」のPVが発表された。
LINE ゲットリッチ
LINEのスマートフォン用対戦ゲーム。条件を満たすと〈物語〉シリーズのキャラクターのカード、さらにカードを強化することで限定ペンダントが入手できたほか、「真宵のリュック」をモチーフにしたサイコロや、パレードカーが真宵となって登場するマップ、「一人で遊ぶ」モードに〈物語〉シリーズのキャラクターが乱入するなどが期間限定で行われた。
混物語
劇場版『傷物語』の来場者特典として配布された、西尾維新書き下ろしの別シリーズとのコラボ小説が収録された小冊子。忘却探偵シリーズ、最強シリーズ、伝説シリーズ、美少年シリーズ、世界シリーズ、りすかシリーズ、刀語シリーズ、人間シリーズ、戯言シリーズとコラボしている。
セガコラボカフェ
セガ エンタテインメントの運営するセガコラボカフェ秋葉原2にてグッズ付きメニューが提供された。後年、同カフェ4号館でも開催された。
モンスターストライク
ミクシィ内のスタジオ「XFLAG」のスマートフォン用アクションRPG。終物語のアニメ完結編スペシャル放送を記念したイベントで〈物語〉シリーズのキャラクターが入手可能。
22/7 音楽の時間
アニプレックスが運営するハ・ン・ド開発のアイドル育成リズムゲーム。〈物語〉シリーズにちなんだ「22/7」キャラクターの新規3D衣装が提供されたり、カバー楽曲も大量実装した。
LINE レンジャー
LINEのスマートフォン用防衛バトルゲーム。「戦場ヶ原ひたぎ」「忍野忍」「千石撫子」「八九寺真宵」「羽川翼」が登場。コラボ装備やコラボ惑星も提供。
ファントム オブ キル
Fuji＆gumi Gamesが開発したスマートフォン向けソーシャルゲーム。アニメ『化物語』のエンディング曲『君の知らない物語』を流れたりキャラクターが登場。ボイスも実装。
パズル&ドラゴンズ
ガンホー・オンライン・エンターテイメントのiOS・Android・Kindle Fire用パズルRPG。キャラクターが登場する。
サモンズボード
ガンホー・オンライン・エンターテイメントのスマートフォン用戦略ボードRPG。キャラクターが入手可能。
ポコロンダンジョンズ
グレンジのスマートフォン用なぞるRPG。キャラクターが登場する。入手可能なキャラクターにはボイスも実装。